# Koninklijke Philips
Koninklijke Philips, meestal kortweg Philips genoemd, is een Nederlands elektronicaconcern. Het heeft zijn hoofdkantoor in Amsterdam, maar de wortels van het bedrijf liggen in Eindhoven. Het concern produceert voornamelijk medische apparatuur zoals MRI-scanners. Philips is oprichter en was tot 2016 hoofdsponsor van voetbalclub PSV.
Het bedrijf vindt zijn oorsprong in de productie van gloeilampen waarmee het wereldwijd bekend is geworden. In het verleden ontwikkelde en produceerde de onderneming kleine huishoudelijke apparaten zoals koffiezetapparaten, stofzuigers, mixers, strijkijzers en broodroosters (tot 2021, verder als Versuni), verlichtingssystemen (tot 2016, verder als Signify) en consumentenelektronica als radio's, band- en cassetterecorders, stereoapparatuur, cd-spelers (tot 2014) en tv-toestellen (tot 2012, nu TP Vision), maar ook microchips (tot 2006, verder als NXP), het platenlabel PolyGram (tot 1998, werd onderdeel van Universal Music Group), lithografische machines om wafers te maken voor de chipsindustrie (tot 1995, verder als ASML), computers en witgoed, grote huishoudelijke apparaten zoals wasmachines, koelkasten, wasdrogers (tot 1991, daarna onderdeel van Whirlpool).

## Activiteiten

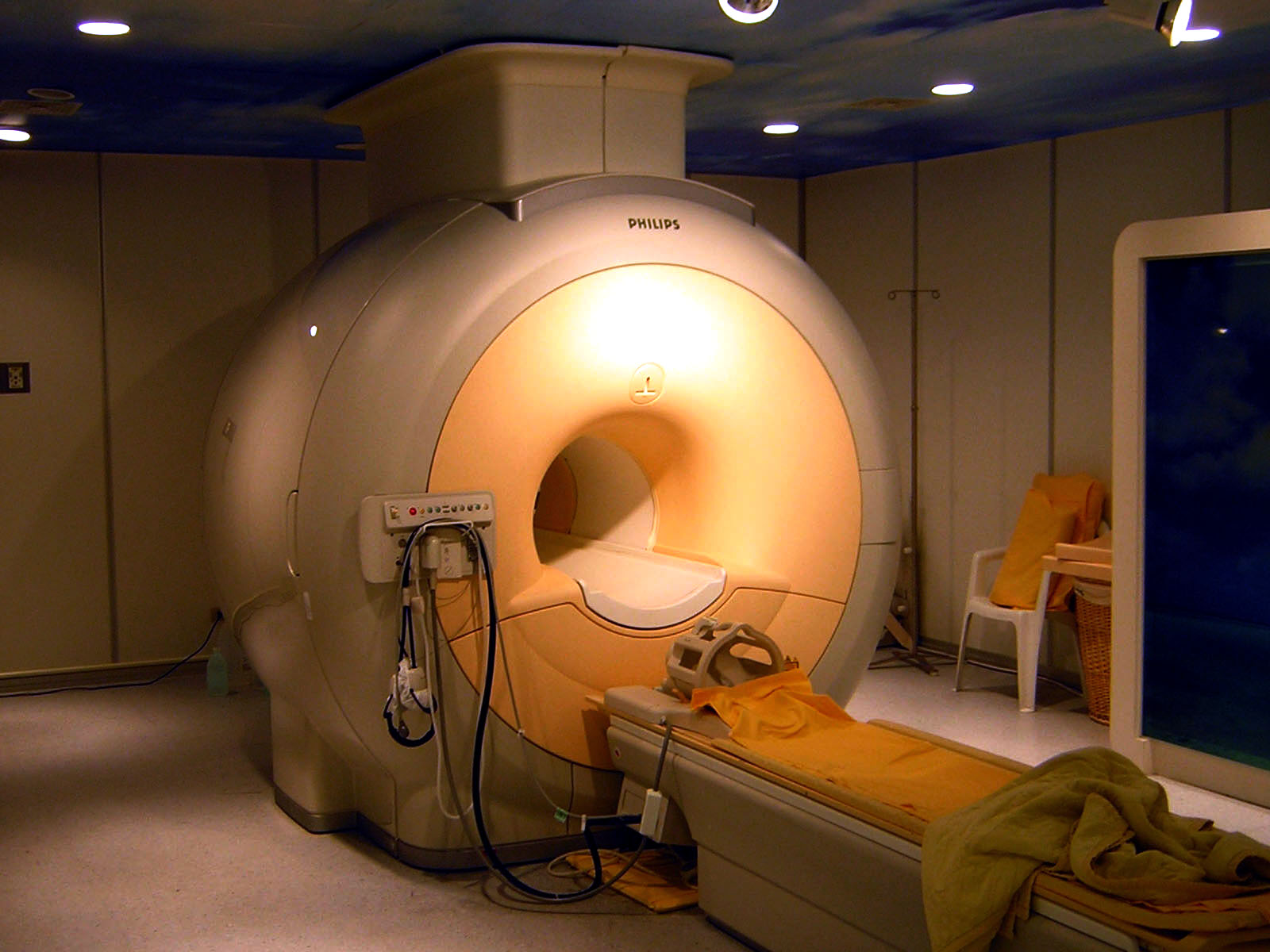
MRI-scanner

In 2024 realiseerde Philips een totale omzet van 18 miljard euro met zo'n 70.000 mensen. Philips geeft per jaar circa 10% van de omzet uit aan R&D.
In 2024 was het bedrijfsmodel vooral gericht op de gezondheidszorg, verdeeld over de volgende onderdelen:
- Diagnosis & Treatment businesses (omzetaandeel 50% in 2024) (scanners)
- Connected Care businesses (30%) (monitors, slaapapneuapparaten, software)
- Personal Health businesses (20%) (elektrische tandenborstels, scheerapparaten en babyapparaten)
- Overig

## Geschiedenis

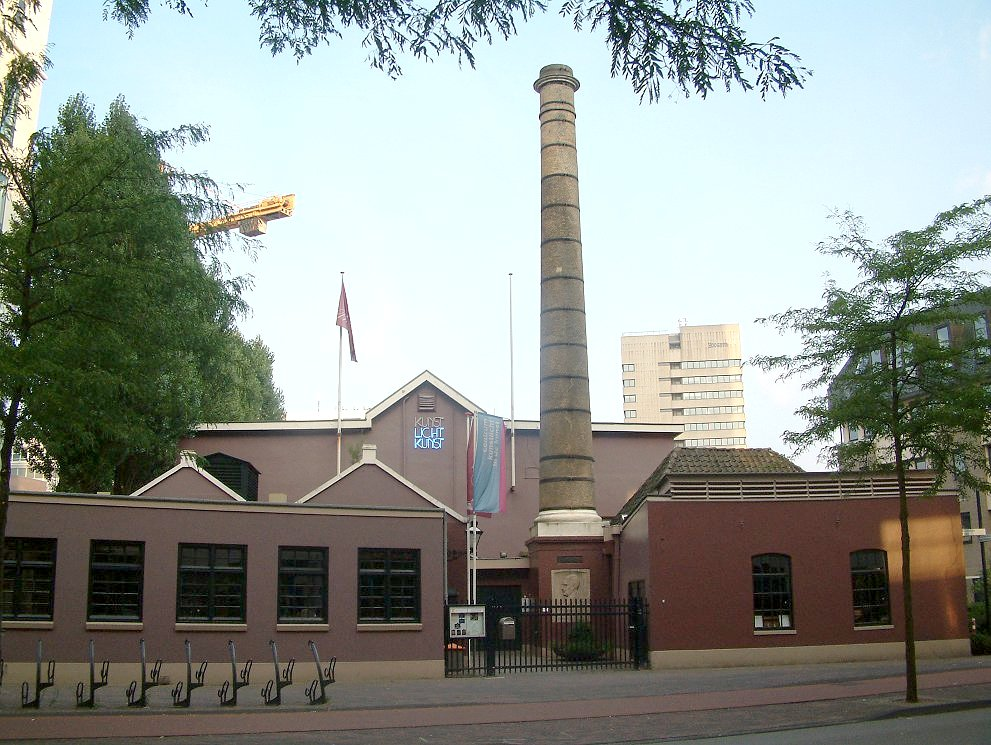
Eerste Philipsfabriek

### Beginjaren

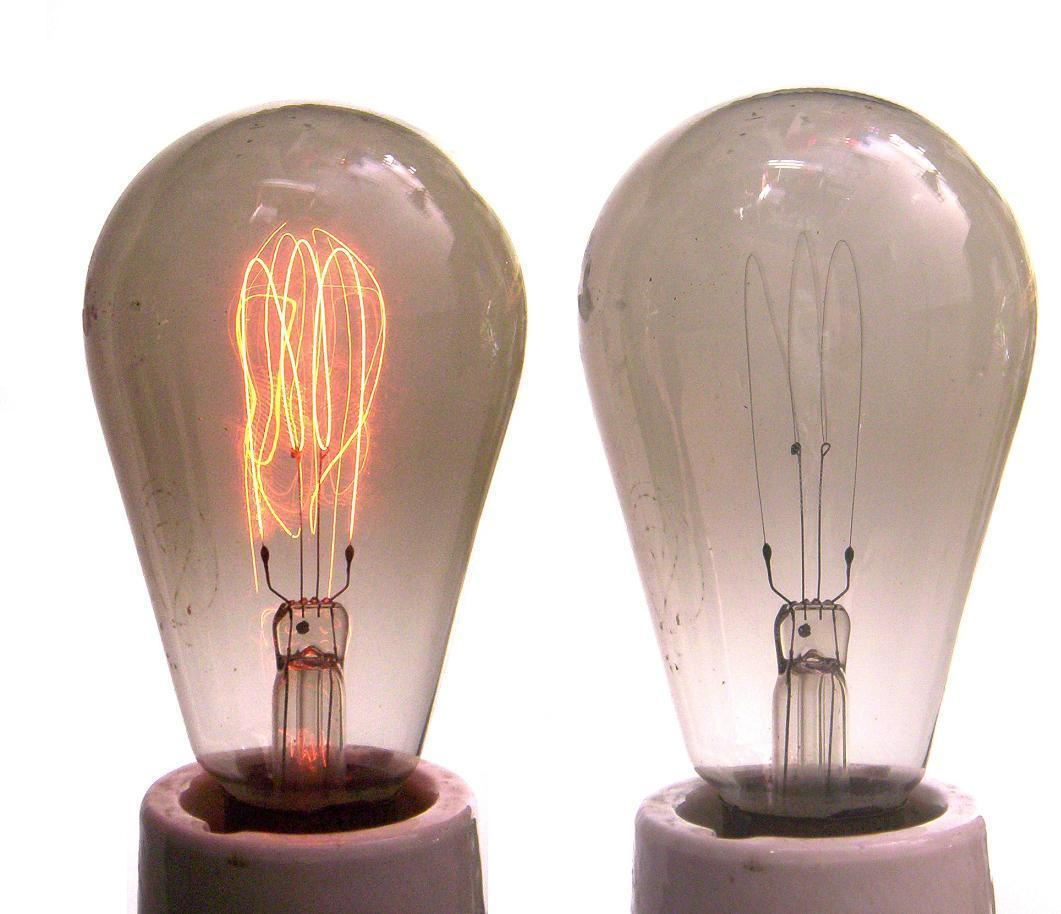
Kooldraad-gloeilamp

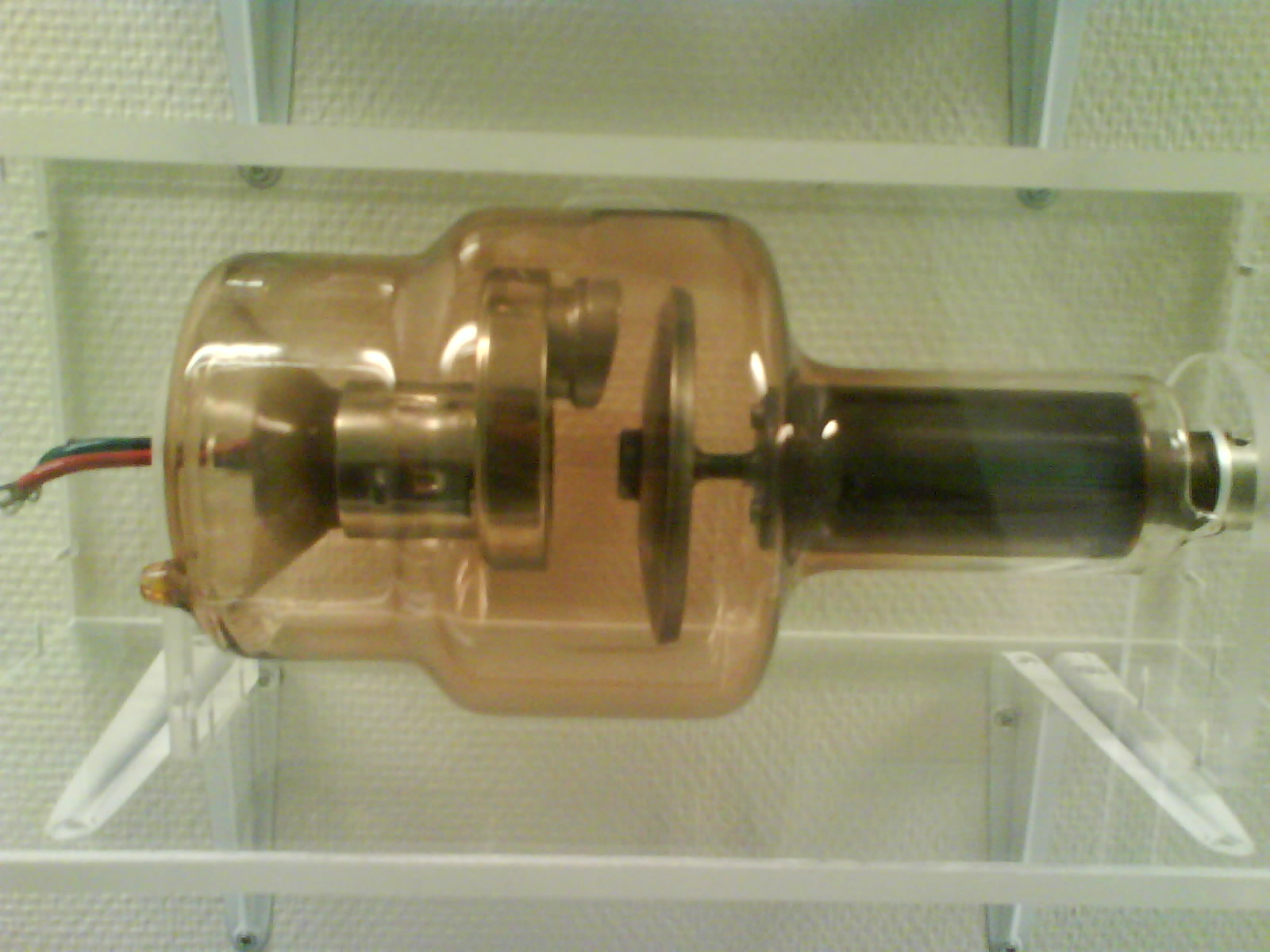
Röntgenbuis

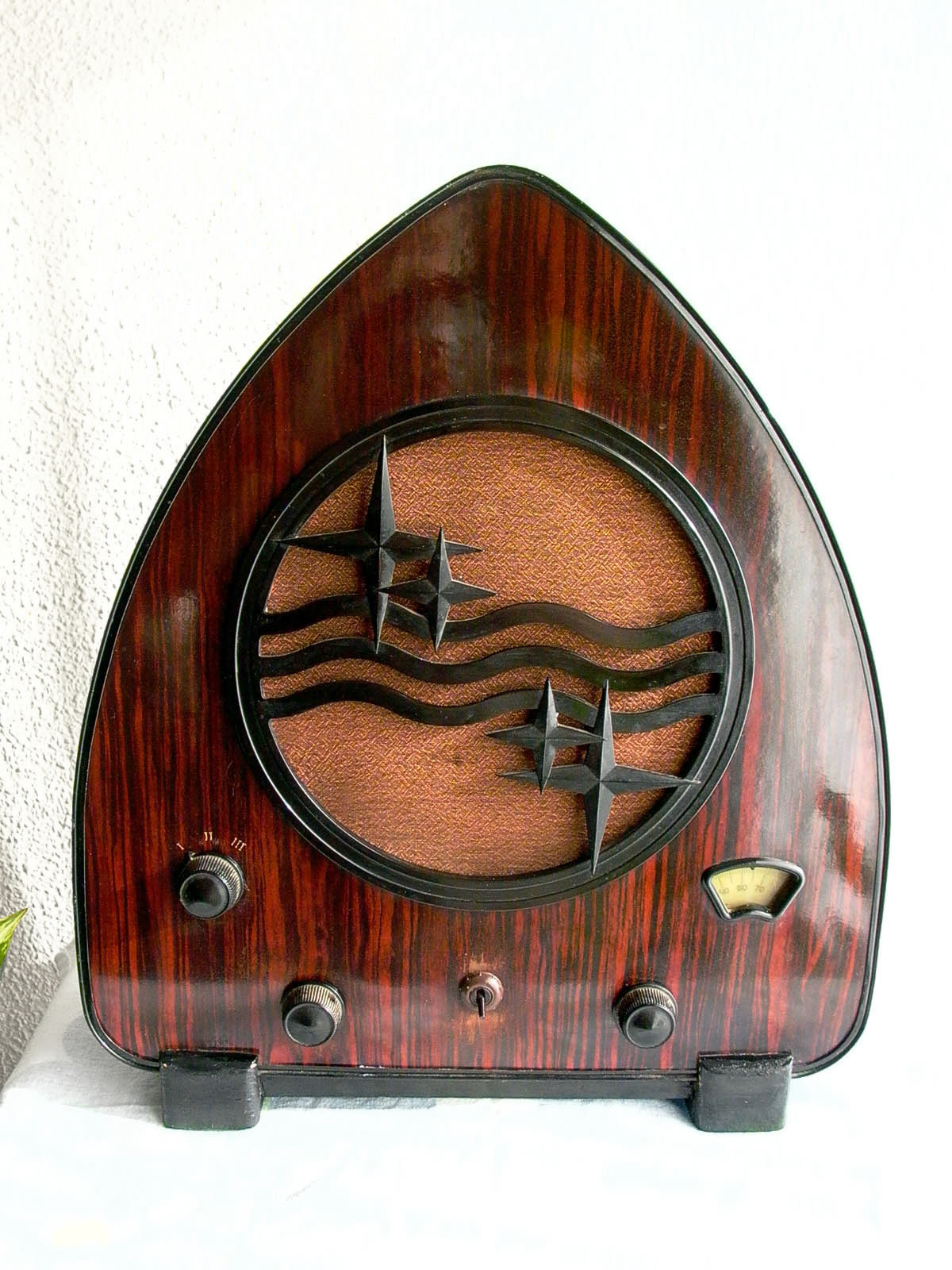
Radiotoestel 1931, ontwerp Louis Kalff

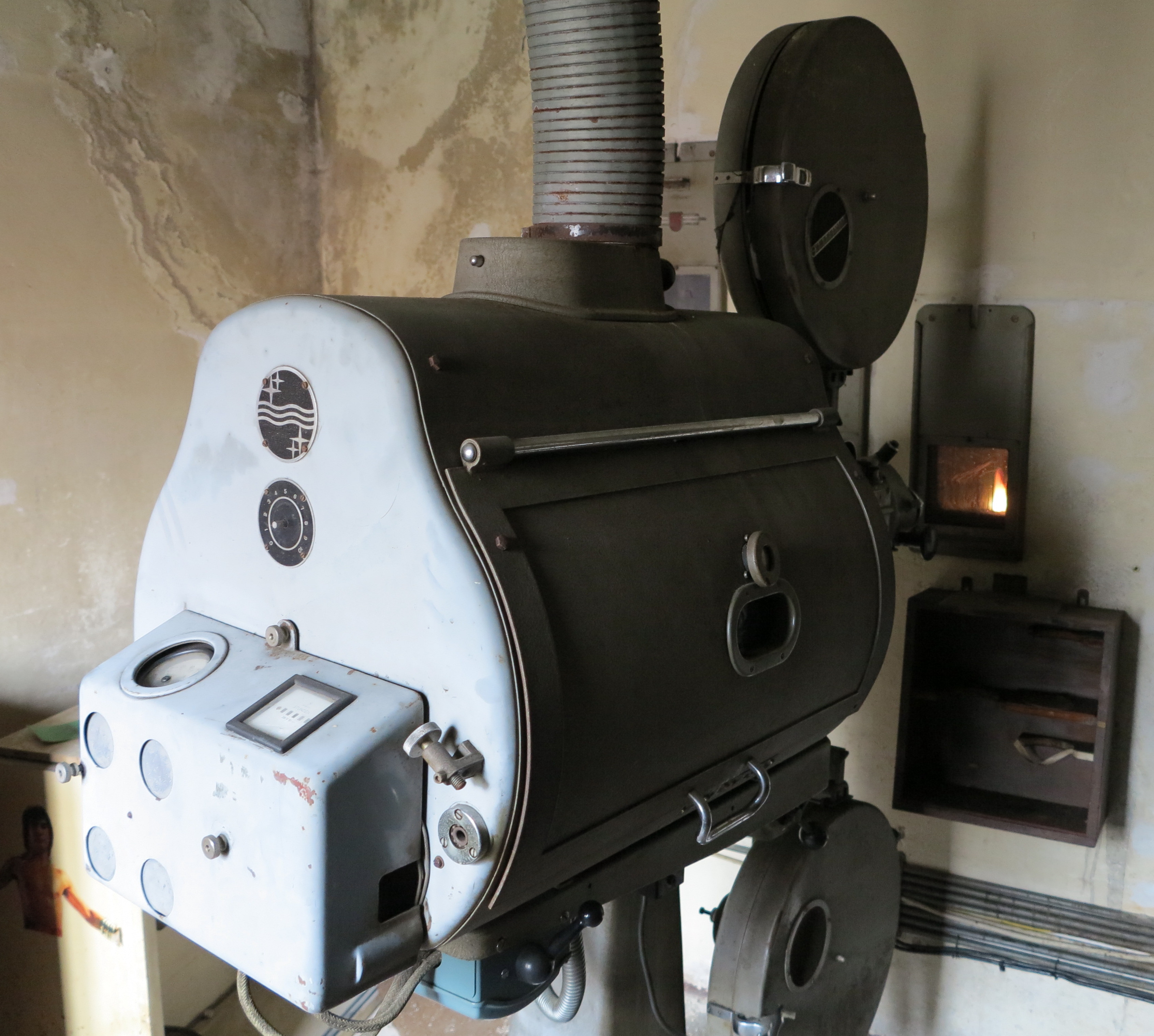
Filmprojector

In 1891 richtte werktuigkundig ingenieur Gerard Philips, met zijn vader Frederik Philips als geldschieter, de firma Philips & Co op "tot het fabriceeren van gloeilampen en andere electro-technische artikelen, beneevens het drijven van handel daarin". Het bedrijf werd niet in hun woonplaats Zaltbommel gevestigd, maar in Eindhoven, omdat daar een leegstaande bukskinfabriek beschikbaar was. Hier zette Philips de benodigde machines neer en begon met het produceren van gloeilampen en het daarvoor benodigde kooldraad, dat Gerard Philips met scheikundig technoloog Jan Reesse in Amsterdam had ontwikkeld nadat hij het procedé in Engeland had gezien bij The General Electric (later Marconi). Er waren reeds gloeilampenproducenten actief, en de opstart van voldoende verkoop had een aanlooptijd van een jaar. De uitbreiding van elektrificatie was een van de factoren hierin. Deze Eerste Gloeilampenfabriek is nu een museum.
Zowel technologisch als maatschappelijk was de uitvinding van de wolfraam-draadlamp van groot belang, waar Gerard Philips in zijn lab een verbeterde versie van wist te creëren. Door sterke concurrentie uit vooral Duitsland waren de eerste jaren financieel geen succes. Frederik Philips investeerde in efficiency van de productie en vergroting van het volume om winstgevend te worden. In 1895 werd de bedrijfsleiding daarom aangevuld voor de verkoop met Gerards 16 jaar jongere broer Anton Philips, die zich tot zakenman ontwikkelde, waarna de onderneming flink begon te groeien in het spel van productiviteitsverhoging, verkoop en het verkrijgen van octrooien en geclaimde patenten. Gerard en zijn labs legden zich de eerste jaren succesvol  toe op het verlengen van de levensduur, lichtsterkte en het energieverbruik van gloeilampen. Daarnaast produceerde Philips diverse modellen. In 1899 werd Anton medefirmant van het bedrijf. In 1907 werd de NV Philips' Metaalgloeilampenfabriek te Eindhoven opgericht, gevolgd in 1912 door de oprichting van de NV Philips' Gloeilampenfabrieken, waarvan Gerard en Anton Philips de eerste directeur-aandeelhouders waren. 

### Onderzoek
Gerard Philips zag in dat technische ontwikkeling en verbetering van producten alleen mogelijk is, wanneer zij wordt voorafgegaan door systematisch wetenschappelijk onderzoek. Hoe meer kennis men binnen een bedrijf heeft van de producten die men maakt, des te groter is de zekerheid te kunnen innoveren en de onderneming zo bij de tijd te kunnen houden. Aanvankelijk leidde Gerard Philips zijn medewerkers zelf op en gaf les in de elementaire vakken, maar ook in wis-, schei- en natuurkunde. Hij legde de basis voor het chemisch laboratorium (1908), geïnspireerd op het lab van General Electric waar een aantal jaren mee werd samengewerkt op het gebied van onderzoek en productie. De eigen machinefabriek (1909) en het Philips' Natuurkundig Laboratorium (NatLab) (1914) waarvan de opvolger, de High Tech Campus, zich nog steeds in Eindhoven bevindt. Het NatLab was een broedplaats voor experimenten en uitvindingen, medewerkers kregen de vrije hand en er werden grote wetenschappers uitgenodigd om lezingen te houden, waaronder Albert Einstein. Mede door de uitstekende onderzoeksafdeling maar vooral door de vakkennis en eigen machinefabrieken met zorg voor de uitmuntende kwaliteit van de producten, verkreeg Philips tevreden klanten en een sterke merknaam.
Daarnaast kon door slim zakendoen een breed octrooi-portfolio worden opgebouwd en de afhankelijkheid van andere patenthouders worden verkleind. Belangrijke onderzoekers en uitvinders uit de beginjaren van het Lab waren Gilles Holst, die de staf samenstelde, Balthasar van der Pol, Bernard Tellegen, Johan Numans en Henk Bremmer. Uit een publicatie van het Natlab over de jaren 1916 tot 1946 blijkt dat een deel van de vindingen niet konden worden benut in producten. Er gingen ook voorzichtige stemmen op of het onderzoek niet te veel een speeltuin werd in plaats van gerelateerd te zijn aan de productportfolio.
In 1928 werd een eigen vakopleiding gestart, het Jongens Nijverheids Onderwijs (JNO), later Primaire Beroepsopleiding (PBO) of Philips Bedrijfsschool geheten. Dat hier alleen jongens les kregen was opmerkelijk, nu het personeel tot dan toe voornamelijk uit vrouwen en meisjes bestond.

### Productie

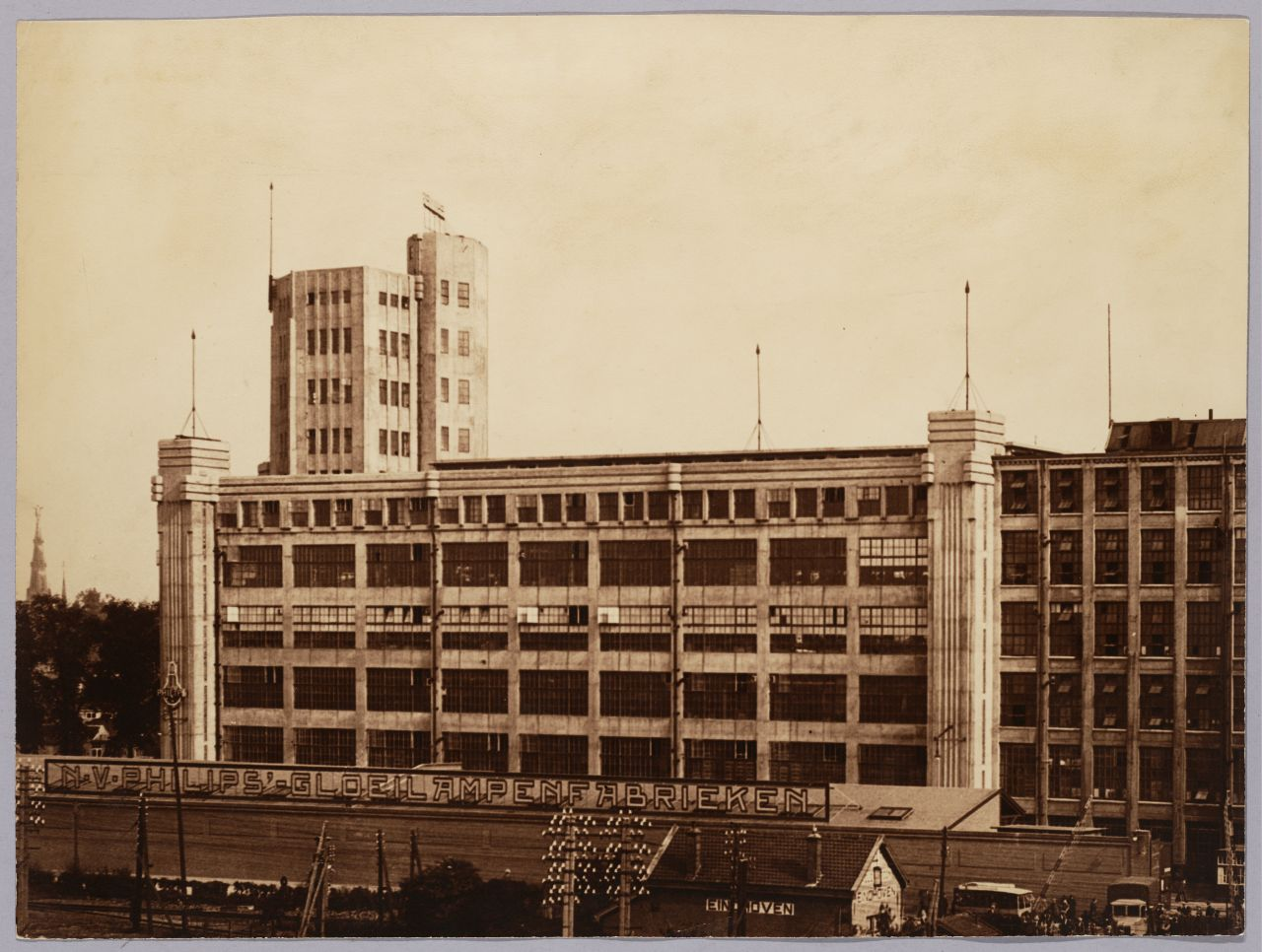
Philips Gloeilampenfabrieken Eindhoven, bouw 1927-1929

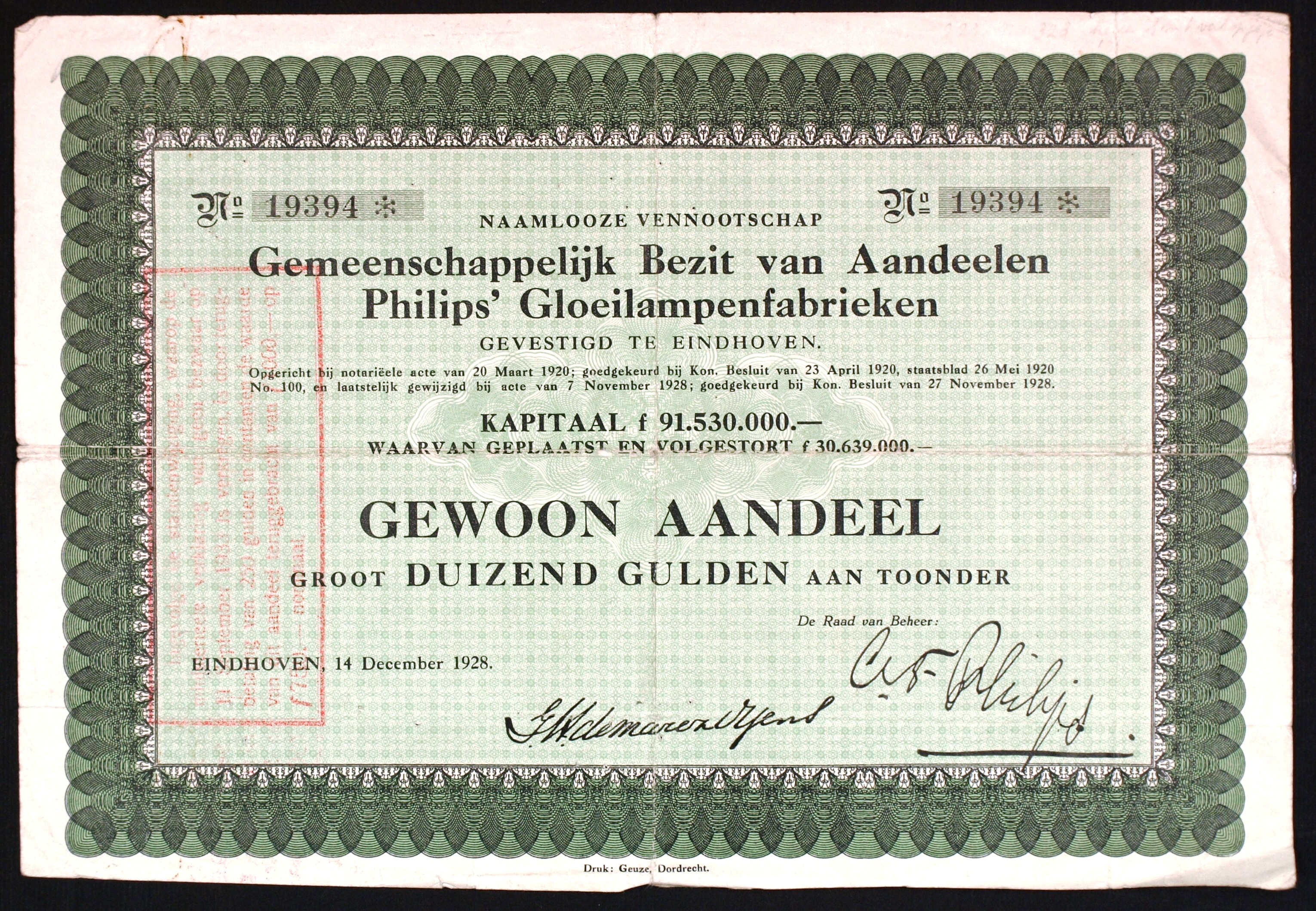
Aandeel van Philips' Gloeilampenfabrieken van 14 december 1928

#### Vervaardiging machines
In 1908 werd een voormalige weverij van de Gebr. Schellens opgekocht en tot machinefabriek ingericht. Hier ontwikkelde en bouwde Philips in eigen beheer productiemachines voor gloeilampen. Keuze voor zelfbouw kwam onder meer voort uit de ondernemingsfilosofie, binnen de eigen onderneming bijzondere know-how op te bouwen en deze af te schermen, zodat concurrentievoordeel opgebouwd kon worden. Omstreeks 1920 ontstond een gereedschapsmakerij, de gereedschappen waren nodig voor de productie van radiotoestellen. In de regio waren aanvankelijk te weinig vakmensen voorhanden en deze moesten betrokken worden uit Duitsland en Midden-Europa. In 1948 startte de apparatenbouw, oorspronkelijk ten behoeve van de productie van bioscoopprojectoren voor de HIG (Hoofdindustriegroep) ELA. Later werd een zeer grote verscheidenheid aan apparaten gebouwd, tot cyclotrons aan toe. In 1961 werd een vestiging in Almelo geopend, en in 1970 werd de Machinefabriek te Alkmaar aan de organisatie toegevoegd.

#### Gas
De productie van gas werd begonnen als reactie op het Duitse verbod op export van argon, in het kader van de Eerste Wereldoorlog. De gasfabriek splitste lucht in bestanddelen als argon, neon, krypton, xenon, zuurstof en stikstof. Het argon werd gebruikt om lampen te vullen, nadat in 1915 was ontdekt dat de gloeidraad van een met dit gas gevulde lamp veel langer meeging. In 1919 functioneerde deze fabriek op het complex Strijp-S reeds. Andere gassen werden gebruikt als hulpstof. De fabriek was onderdeel van de groep Licht. De machines waren van het Duitse fabricaat Linde Eismaschinen. Na de Tweede Wereldoorlog verscheen een moderne fabriek op het complex Beatrixkanaal. Deze werd in 1989 verkocht aan Air Liquide. De fabriek is inmiddels gesloten.

#### Glas
In 1916 werd de eerste eigen glasfabriek van Philips in gebruik genomen op het terrein Strijp-S. Deze werd gestart omdat het concern van aanvoer van grondstoffen verzekerd wilde zijn tijdens de Eerste Wereldoorlog. Het glas werd gebruikt voor de ballonnen van gloeilampen, waar zeer veel glasblazers voor nodig waren. Later werden deze processen gemechaniseerd en werden de activiteiten uitgebreid met, onder meer, beeldbuizen. De fabriek is begin jaren 60 van de 20e eeuw gesloopt. Glas voor gloeilampen werd voortaan in de Lommelse vestiging vervaardigd, waar ook de ballons machinaal werden gemaakt. Daarnaast had Philips over de hele wereld verspreid veel glasfabrieken ten behoeve van de lampenproductie. Glas voor tl-buizen werd in Roosendaal gefabriceerd. Het persglas werd gefabriceerd in Eindhoven, Aken, Simonstone, São Paulo en Taiwan. De persglasfabriek Eindhoven werd uiteindelijk verplaatst naar Winschoten maar was op dat moment eigenlijk al overbodig geworden.
Ten behoeve van de glasovens had Philips ook een fabriek op het terrein die vuurvaste stenen maakte.

#### Metaalwaren en apparaten
De metaalwarenfabriek (PMF) produceerde sedert 1918 radio-onderdelen en sedert 1927 radiotoestellen. Omstreeks 1925 werd de massaproductie van de benodigde metaalwaren een onderdeel van de apparatenfabriek. In 1946 werd het een onderdeel van de HIG Apparaten, in 1957 onderdeel van de HIG RGT.

#### Philite (bakeliet) en kunststof
Het gebruik van kunststoffen betrof in eerste instantie thermohardende kunststoffen, met name bakeliet, dat bij Philips Philite heette. Dit moest worden geperst en werd daarbij door onomkeerbare processen zeer hard. In 1923 startte de productie op kleine schaal, ten behoeve van de zelf-ontwikkelde Philips Metalix (1924), de eerste Röntgenbuis met stralenbescherming. Later voor tal van toepassingen zoals behuizingen, knoppen enzovoort. In 1926 kwam er een afzonderlijke fabriek, in 1929 werd een nieuwe fabriek gebouwd waar in 1938 circa 450 mensen werkten. Hiermee begaf Philips zich op het terrein van de procesindustrie. In 1952 werd een nieuwe perspoederfabriek geopend. De belangrijkste grondstof, fenol, werd van de Staatsmijnen betrokken. Er werkten toen 1100 mensen in de Philitefabriek. De fabricage van thermoplasten, die rond die tijd opkwamen, is door Philips nimmer ter hand genomen; wel bezat men in een vroeg stadium (1951) al een grote spuitgieterij. Kunststoffen op basis van ureum en melamine werden daar toegepast. De Philitefabrieken maakten ook producten voor derden, zelfs wc-brillen werden er gemaakt. Een deel van de activiteiten van de Philitefabriek werd in 1957 naar Uden verplaatst en in 1961 naar Hasselt. In 1962 bouwde men tevens een Philitefabriek te Lommel. In 1972 sloot de Eindhovense Philitefabriek. Tegenwoordig heeft Philips geen Philitefabrieken meer.

#### Papier- en golfkarton
In 1919 startte Philips de productie van golfkarton voor de verpakking van gloeilampen. Sinds 1926 werd ook grijs papier vervaardigd, grondstof voor golfkarton. Golfkarton werd ook aan derden geleverd. In 1950 werd een nieuwe, moderne, golfkartonmachine in gebruik genomen en in 1952 kwam deze in een nieuwe fabriek te staan. In 1957 werd opnieuw een grijspapierfabriek geopend. Voorts kwam toen een samenwerking met Emba tot stand, waarbij Movi te Rotterdam als een joint venture werd opgericht. Met het Britse papierconcern Bowater werd eveneens een samenwerking aangegaan wat leidde tot de bouw, in 1960 van Bowater Philips te Gent. Deze fabriek werd in 1970 door brand verwoest waarna plannen van Movi om in Etten-Leur een fabriek te bouwen versneld werden uitgevoerd. Deze fabriek bestaat nog steeds maar heet inmiddels na de nodige overnames Smurfit Kappa Elcorr. De fabriek van Movi in Rotterdam is in de jaren 80 gesloten. Uiteindelijk werd de grijspapierfabricage uitbesteed bij de Papierfabriek Roermond en in 1974 werd de Philips papierfabriek gesloten. Voor golfkarton werd in 1980 samen met Emba het verkoopkantoor Empee opgezet, waar in 1982 de bedrijven in Etten-Leur en Eindhoven bij werden ondergebracht. In 1988 werd de Philips Bowaterfabriek te Gent verkocht aan het Zweedse SCA Packaging, en het Philips aandeel in Empee werd overgenomen door Assi en Bührmann-Tetterode. Hiermee kwam een einde aan de papier- en kartonactiviteiten van Philips.

### Radio Philips, Televisie

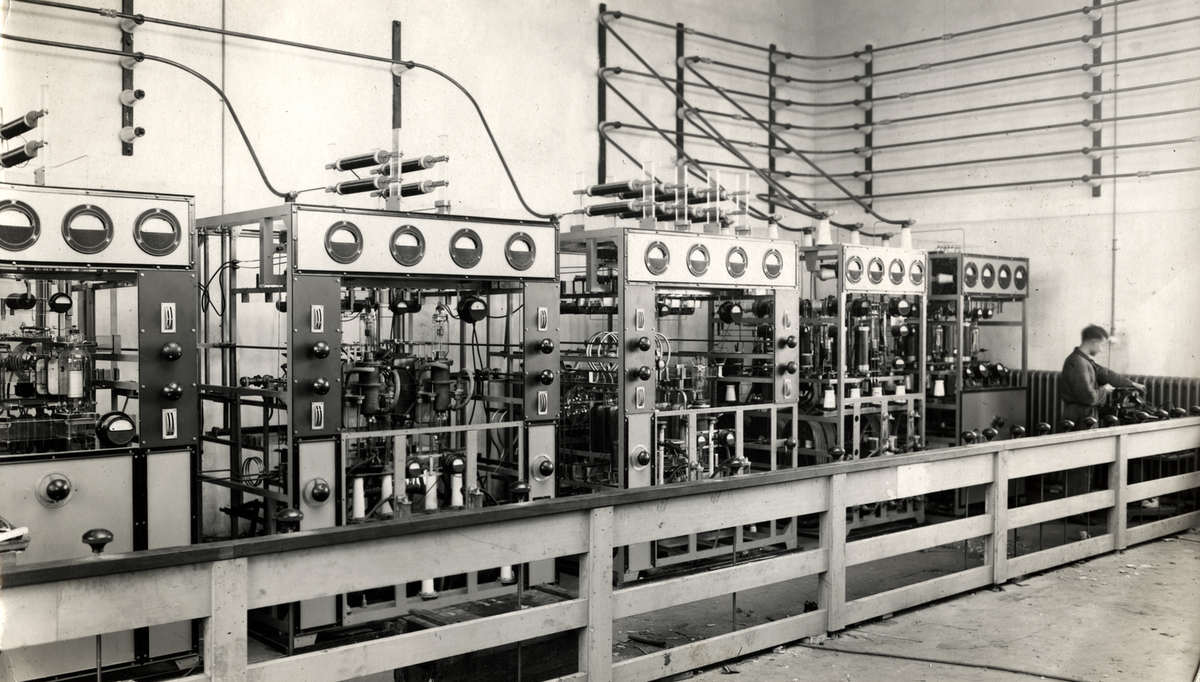
PHOHI-kortegolfzender

Na te zijn begonnen met de productie van radio-onderdelen voor radio-amateurs, zoals de triodelamp van Hanso Idzerda, introduceerde Philips in 1927 een eigen radiotoestel. Om een wereldwijde markt te veroveren, startte het bedrijf met eigen techniek en zendmasten - door de seinfabriek in Hilverum over te nemen - twee commerciële radiozenders op de korte golf, PCJ en Philips Omroep Holland-Indië (PHOHI), die wereldwijd te ontvangen waren en een sensatie betekende vanwege het heldere geluid. Radio-omroeper Edward Startz werd wereldberoemd met zijn programma Happy Station, het oudste kortegolf programma ter wereld. Hetzelfde marketingmodel werd gevolgd bij televisie. In 1930 vond onder leiding van tv-pionier Eric de Vries, ingenieur bij het NatLab, later televisieregisseur, de eerste proef met een televisie-uitzending in Nederland plaats in Amsterdam. Later reisde De Vries voor Philips door Europa en Nederlands-Indië om reclame te maken voor de radio met plaatjes en tussen 1948 en 1951 leidde hij 264 experimentele televisie-uitzendingen van Philips.

### Verticale integratie
Geleidelijk werden diverse Nederlandse gloeilampenfabrieken opgekocht, terwijl ook toeleveranciers afhankelijk van het bedrijf werden gemaakt en vervolgens eveneens opgekocht werden. Deze verticale integratie zou kenmerkend worden voor Philips, maar het maakte het bedrijf ook complex. Het leidde tot eigen glasfabrieken, golfkartonfabrieken, machinefabrieken en Philitefabrieken (Philite was de merknaam die Philips gebruikte voor zijn bakeliet). De reden voor verticale integratie was altijd het kunnen blijven beschikken over noodzakelijke onderdelen, desnoods door ze in eigen beheer te gaan fabriceren.

### Horizontale integratie

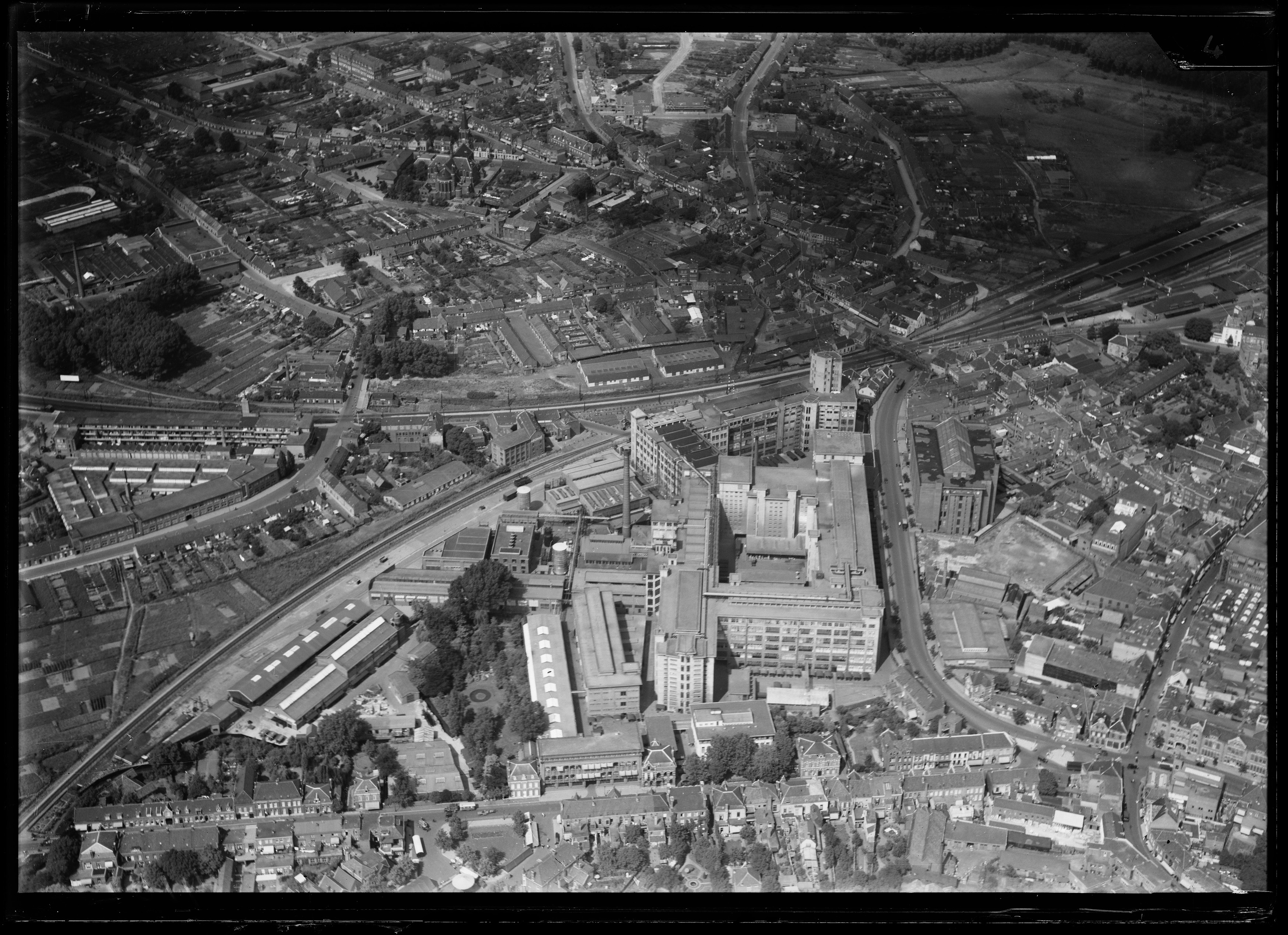
Luchtfoto van de Philips fabrieken (1920-1940), Nederlands Instituut voor Militaire Historie

Mede gedreven door de activiteiten van de wetenschappelijke onderzoekers was de horizontale integratie nog veel belangrijker voor het bedrijf. Zo leidde de kennis op het gebied van glas en metalen, nodig voor de vervaardiging van gloeilampen, in de jaren 20 van de 20e eeuw ook tot expertise op het terrein van radiolampen, later radiobuizen of elektronenbuizen genoemd. Dit leidde niet alleen tot de productie van radio's, inclusief alle onderdelen daarvan, maar ook tot experimenten met televisietoestellen en oscilloscopen, die al plaatsvonden in de jaren 30 van de 20e eeuw. De proefnemingen met röntgenbuizen vormden de aanzet van wat later Philips Medical Systems zou heten, en experimenten met de hoogtezon voerden naar de farmaceutische producten, zoals die door het latere Philips-Duphar zouden worden vervaardigd.
Met name tijdens de jaren 20 van de 20e eeuw breidde Philips zich snel uit, en er verschenen markante nieuwe gebouwen, zoals de Lichttoren in 1920, de Witte Dame, het voormalig hoofdkantoor (nu: 'De Admirant') uit 1929 en het 27 ha grote complex Strijp-1 (later Strijp-S genaamd), met onder meer de Hoge Rug.
In 1930 werd de eerste Nederlandse Philipsfabriek buiten Eindhoven geopend, en wel te Oss. De tot dan toe aanwezige vestigingen kwamen voort uit overnames van bijvoorbeeld gloeilampenfabrieken.
In 1939 kwam Philips met het eerste elektrische Philips-scheerapparaat (de Philishave) waardoor ook kleine huishoudelijke apparaten tot het assortiment gingen behoren. Daarnaast leidde de materiaalkundige expertise tot nieuwe ontwikkelingen, zoals het gebruik van ferriet, dat in vele toepassingen een rol zou gaan spelen.

### Sociale dimensies
De mensen die Philips nodig had kwamen van heinde en verre. Velen waren afkomstig uit Drenthe, Overijssel, en Gelderland. De Philips Woningbouwvereniging Hertog Hendrik van Lotharingen bouwde huizen in wijken als Philipsdorp en Drents Dorp, er was een Philips Coöperatie met bakkerij en kruidenier Etos, er kwamen Philips-scholen, een Philipsbibliotheek, een Philips-ontspanningscentrum en een Philips Sport Vereniging, waaruit ook de bekende PSV-voetbalploeg voortkwam. De Philips Bedrijfsschool had een goede naam: hier werd vakmanschap bijgebracht. Ook werden er parken aangelegd en een villapark voor het hoger Philips-personeel. Bijzonder was het Philips-van der Willigenfonds dat kinderen van Philips-medewerkers in staat stelde om een MBO, HBO of universitaire studie te volgen, zonder dat er de verplichting tegenover stond om bij het bedrijf te komen werken, hoewel een baan bij Philips bijna zekerheid voor het leven bood.
Dit alles had ook andere kanten. Het paternalistische bedrijf was alomtegenwoordig en Philips is Eindhoven en Eindhoven is Philips was een veelgehoorde kreet, die socialistisch ingestelde burgers zich ter harte moesten nemen. Een vroege staking om betere arbeidsvoorwaarden af te dwingen is bekend uit 1911. Daarnaast had ook de meer conservatief ingestelde mens moeite met de opkomst van het technologisch hoogontwikkelde bedrijf, getuige titels als De grote Voltige en Het donkere licht van Antoon Coolen. Bij de pastoors speelde ongetwijfeld ook angst voor het verlies aan invloed mee, mede door de komst van grote aantallen (protestantse) noorderlingen.
Daarnaast verloor ook de oorspronkelijke fabrieksmatige bedrijvigheid, zoals de textiel- en sigarenindustrie, aan invloed. Deze bood veelal laaggeschoolde arbeid met navenante lonen.
In 1930 kwam Philips zwaar in de problemen door de economische crisis. In een paar jaar tijd halveerde het personeelsbestand. Men probeerde in zo goed mogelijke regelingen te voorzien en wist door bijvoorbeeld arbeidstijdverkorting verder ontslag te beperken. Hooghouden van de uitmuntende productkwaliteit was een factor in sterk houden van het merk Philips.

### Oorlog en wederopbouw

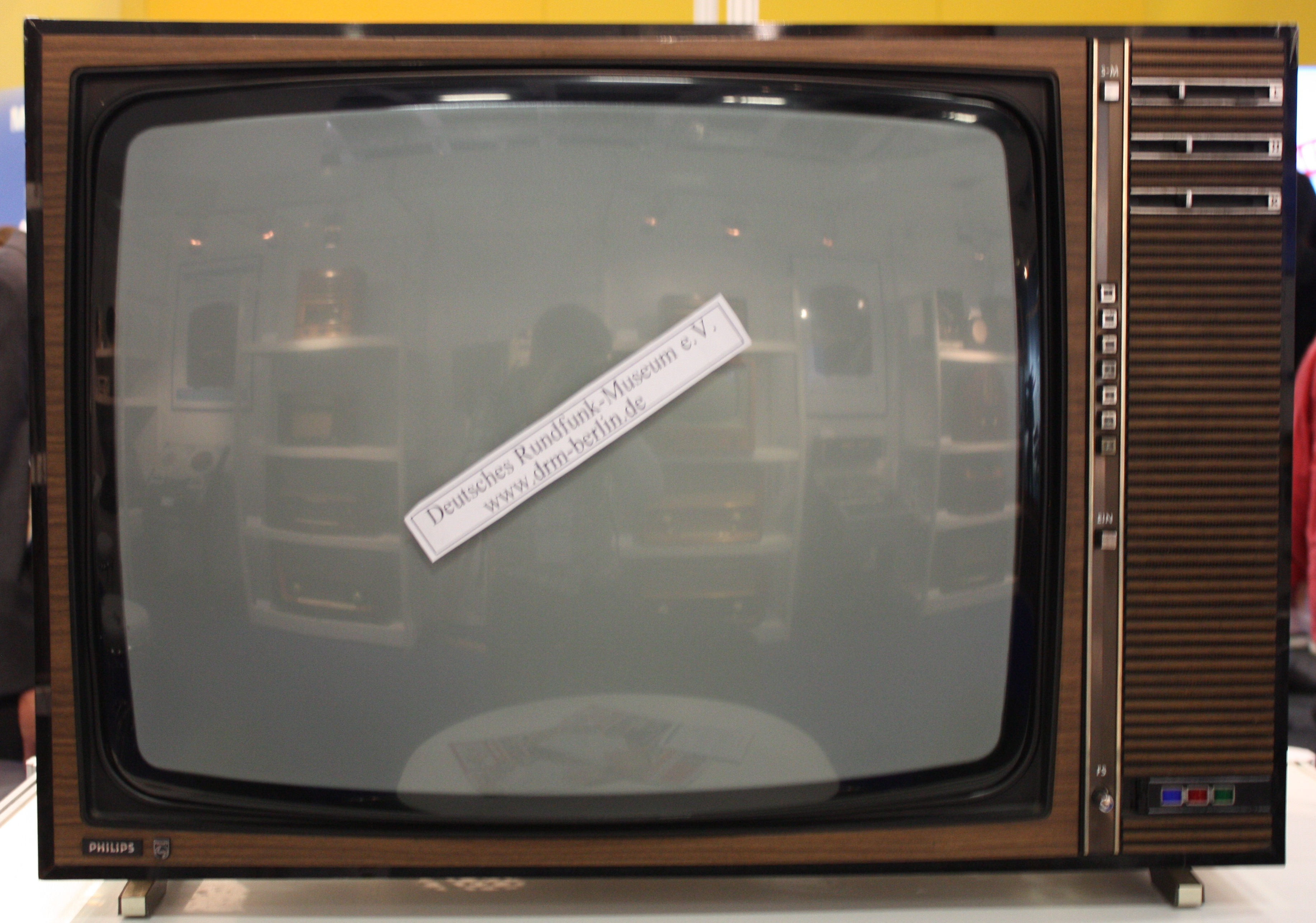
Kleurentelevisie

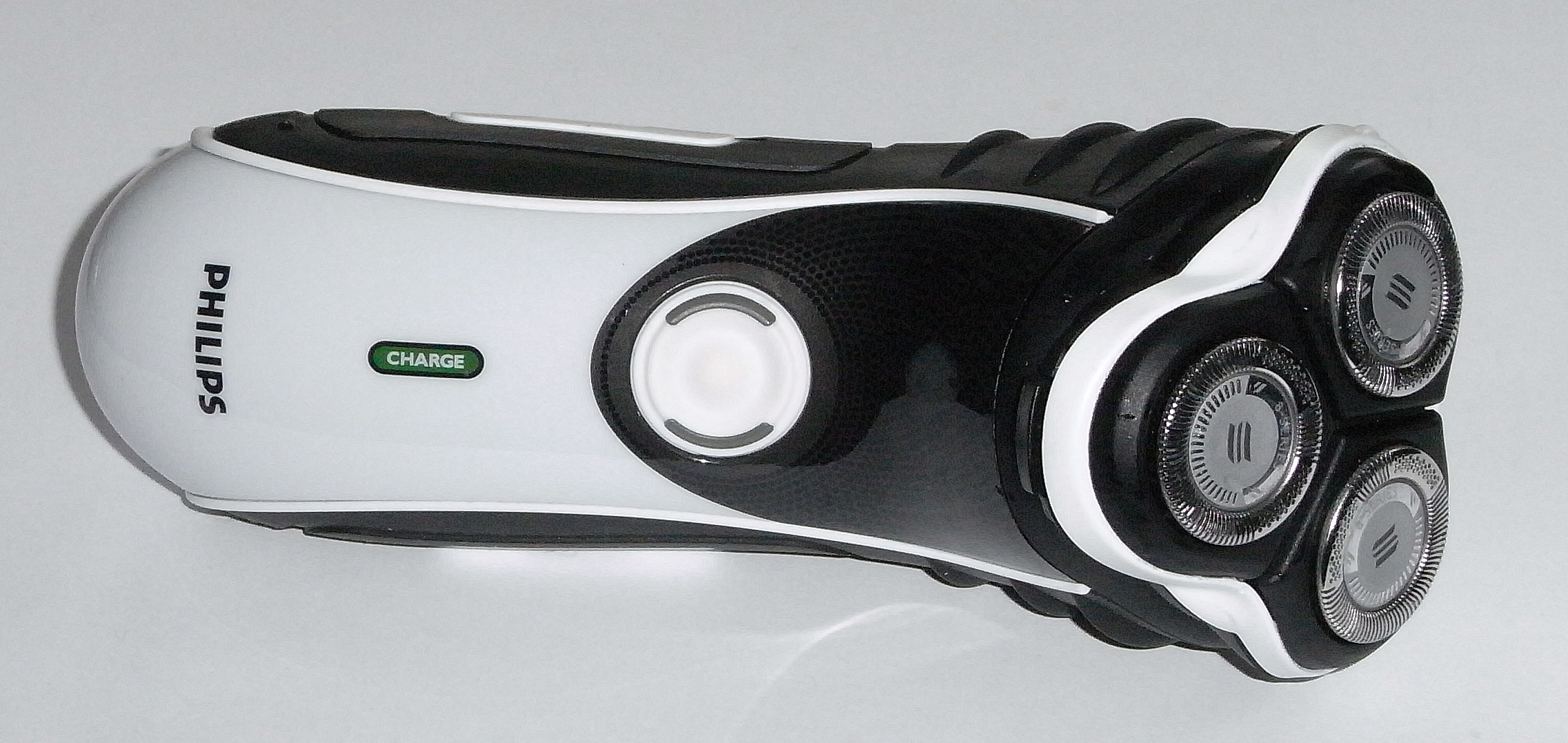
Philishave

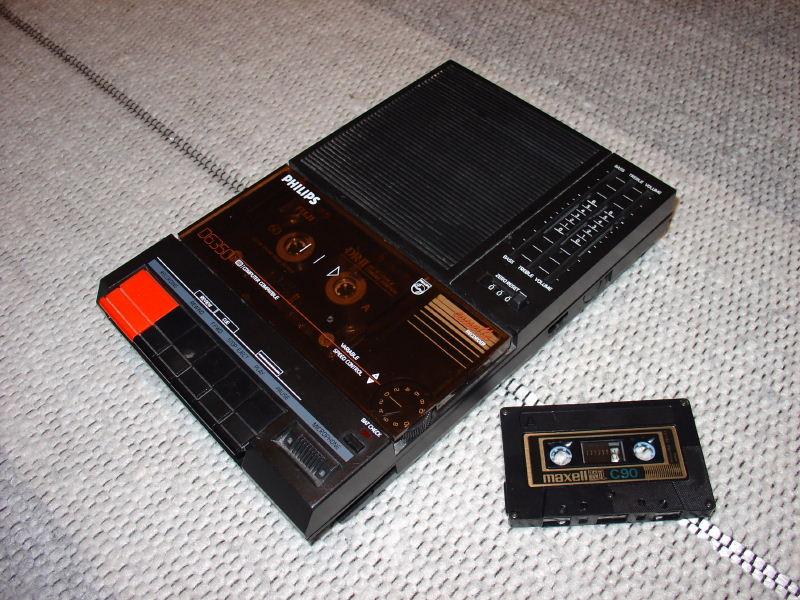
Cassetterecorder

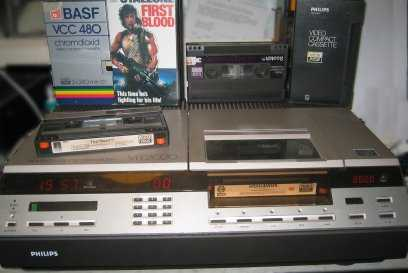
Video 2000

De Tweede Wereldoorlog bracht bombardementen op de Philipsfabrieken met zich mee, in 1942 voerden de Britse geallieerden Operation Oyster uit omdat Philips radiobuizen voor Nazi-Duitsland produceerde. De fabrieken aan de Emmasingel en op Strijp-S met naastgelegen delen van de binnenstad worden tijdens dit Sinterklaasbombardement hevig getroffen, er vallen ca. 150 doden in Eindhoven en een onbekend aantal bij de Engelse luchtmacht. Andere fabrieken bleven ongedeerd en het bedrijf kon ook buiten Nederland blijven functioneren, dankzij buitenlandse vestigingen en breidde in 1942 haar fabriekscomplex in Amerika uit.
De tijd van de wederopbouw ging gepaard met ongekende groei, waarbij Philips in Eindhoven vooral in westelijke richting uitbreidde met onder meer de complexen R en T te Strijp.
In 1946 werden in Nederland nieuwe productiebedrijven geopend in Sittard, Roermond en Zwolle. De jaren daarop volgden er nog vele andere Philips-vestigingen. Vele vestigingen verschenen door geheel Nederland en deze groeiden soms uit tot grote fabrieken waar duizenden mensen werkten. Vanaf 1939, met de introductie van de Philishave, was Philips zich gaan richten op consumentenelektronica: huishoudelijke apparaten. De meningen hierover waren verdeeld, uit marktcijfers blijkt dat er ruimte was voor groei van deze producten in Nederlandse huishoudens.
Naast fabricage van gloeilampen, radiotoestellen en huishoudelijke apparaten, ging Philips zich vanaf het begin van de jaren 50 van de twintigste eeuw ook toeleggen op de productie van kortegolfcommunicatieapparatuur ten behoeve van de lucht- en scheepvaart. De apparatuur van die tijd kenmerkte zich door het gebruik van radiobuizen — de transistor stond in de kinderschoenen — en stond voor wat betreft betrouwbaarheid op een hoog peil. Philips was een kenniscentrum op het gebied van elektronenbuizen en was onder andere uitvinder van de pentode. Kortegolfcommunicatieapparatuur als de BX925 en de 8R0 501 waren jarenlang standaardfaciliteiten aan boord van koopvaardij- en marineschepen en bij diverse walinstallaties van de overheid (Scheveningen Radio, land- en luchtmacht en marine). Ook werd medio jaren 50 de productie van televisietoestellen een steeds belangrijker activiteit.
Spreiding van werkgelegenheid en gebruikmaking van nieuwe reservoirs aan arbeidskrachten speelde een grote rol. Ook in België, waar een vestiging in Leuven bestond, werden nieuwe fabrieken geopend, zoals te Hasselt en Turnhout. Geleidelijk aan ging men de productie ook naar het buitenland overbrengen, terwijl men het tekort aan arbeidskrachten verder moest opvangen door gastarbeiders, met name Spanjaarden, in dienst te nemen.
Soms leed het bedrijf echter aan een remmende voorsprong, want ondertussen was in 1947 de transistor uitgevonden en op deze ontwikkeling sprong men nogal laat in, aangezien Philips specifieke kennis had van elektronenbuizen.
Geleidelijk begon ook de concurrentie uit Japan zich te doen gelden, zoals door het in de jaren 50 op de markt brengen van transistorradio's van het nog onbekende merk Sony. Philips bracht als eerste in 1963 de compact cassette op de markt, een succesvolle nieuwe muziekdrager.
De concurrentiestrijd met Japan leidde eind jaren 70/begin jaren 80 tot een commerciële video-oorlog, de videotape format war. Philips had als eerste een consumentenvriendelijke videospeler ontwikkeld en op de markt gebracht, de Philips N1500. De poging een standaard te vestigen voor videobanden met het eigen Video 2000-systeem, was niet succesvol vanwege de concurrentie met de Betamax- en VHS-systemen. Hoewel Video 2000 een betere beeldkwaliteit leverde, werd de slag om de markten in Amerika en Europa door anderen gewonnen op speelduur en marktprijs. Ook marketing-communicatie en klant-onderzoek speelden een rol.

### Een kentering

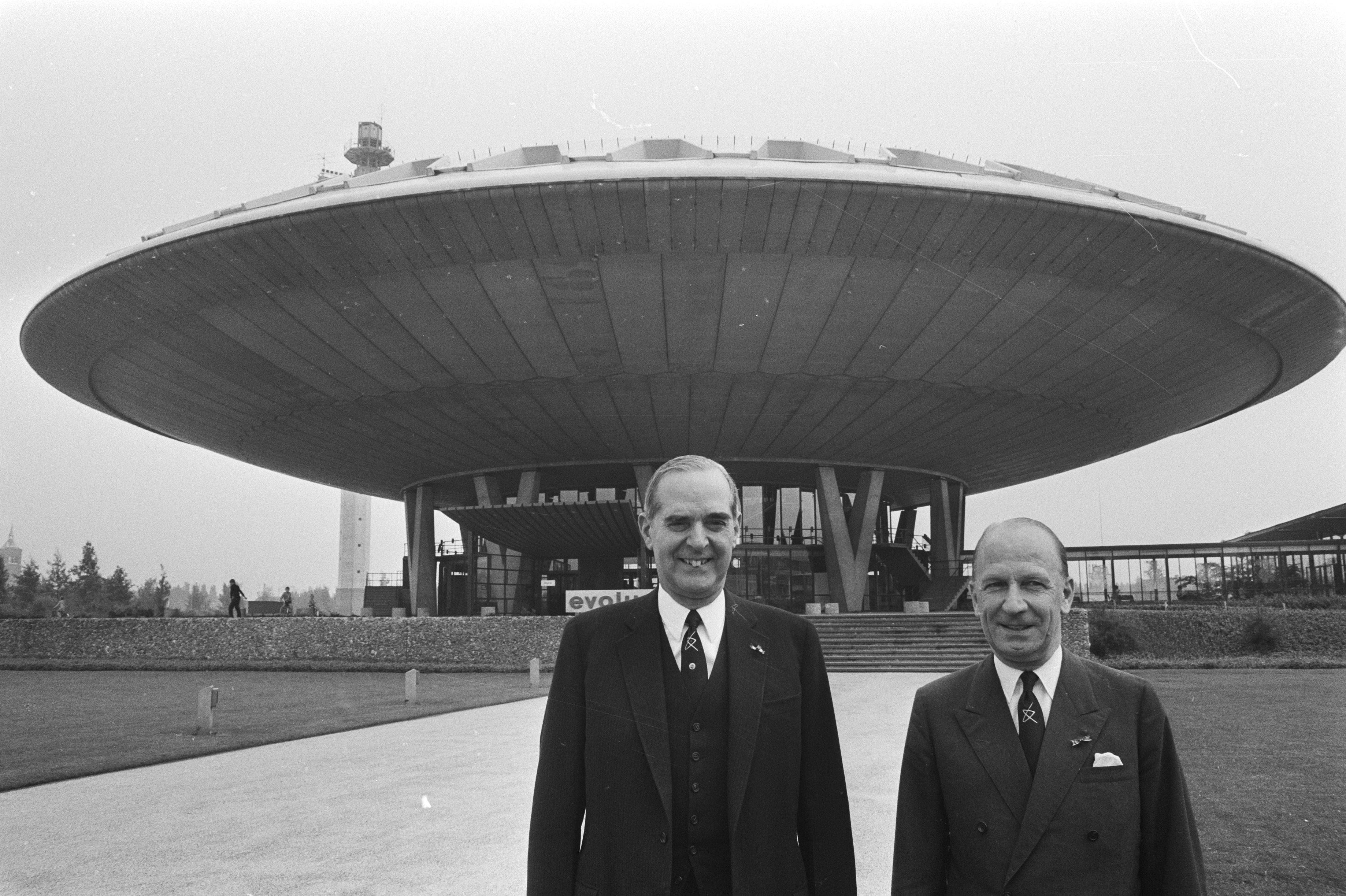
Afscheidnemend bestuurvoorzitter Frits Philips en zijn zwager en opvolger Henk van Riemsdijk voor het Evoluon (1971)

Philips groeide verder door, met in het topjaar 1974 ca. 412.000 medewerkers, waarvan 91.000 in Nederland, maar het Nederlandse personeelsbestand was − met in 1970 98.000 mensen in dienst − toen al over zijn hoogtepunt van haar omvang heen. In Eindhoven verschoven activiteiten van productie (die noodgedwongen door concurrentie werd verplaatst naar lage lonen landen) naar Onderzoek & Ontwikkeling en er kwamen meer en meer kantoor- en managementfuncties. Na 1975 zette zich wereldwijd een daling van het personeelsbestand in. Door toenemende Europese, en later mondiale concurrentie moesten de kosten omlaag; dit gebeurde door in grotere productie-eenheden te produceren.
De achterstand op het terrein van halfgeleiders trachtte men in te halen via kennisuitwisseling met de Bell-laboratoria van AT&T en later met het peperdure megachip-project. Overigens heeft Philips een succesvolle niche-markt gevonden in de fabricage van specialistische chips, waarbij de massafabricage van standaardchips aan goedkope producenten uit andere landen werd overgelaten, zoals Zuid-Korea en Taiwan.
Ook op het gebied van computers was er sprake van een achterstand. De mainframecomputer P1000 beloofde zeer belangrijk te worden, vooral voor administratieve toepassingen, maar Philips heeft hierin, ondanks de investering van grote sommen geld in Philips Data Systems, nooit enig marktaandeel van betekenis weten te behalen behalve op het gebied van bankcomputers, waar ze wereldwijd de nummer één waren. Mogelijk omdat de aanpak van Philips altijd is geweest eerst de onderdelen te fabriceren (lampen, chips) en wanneer dat goed ging pas productielijnen op te gaan zetten voor complete producten. Voorbeeld hiervan is o.a. de radiolamp.
De in die jaren gehoorde uitdrukking Philips kan niet failliet, refererend aan de zekerheid van overheidssteun, leek een niet te miskennen voorteken. Het bedrijf was door de horizontale en verticale integratie, maar ook door de verregaande autonomie van de vele buitenlandse Philips-ondernemingen, bijna onbestuurbaar geworden. Men sprak in dit kader van een matrixorganisatie. Andere voortekenen van een kentering kwamen uit de Verenigde Staten, naar waar veel technologische kennis van Europa uitweek, omdat daar het door de overheid gefinancierde Apollo-project op zijn einde liep. De exodus was de voorbode van een massale werkloosheid, ook onder technici. Ondertussen werd er bij Philips nogal eens aan hobbyisme gedaan, waarvan de research aan de stirlingmotor een goed, maar duur voorbeeld was.

### Inkrimping en consolidatie
Automatisering, rationalisering, concentratie op hoofdactiviteiten, samenvoeging van productie-eenheden en verplaatsing van productie naar lagelonenlanden kondigden zich aan. Toen Henk van Riemsdijk in 1977 aftrad als bestuursvoorzitter, betekende dat de facto het einde van de invloed van de familie Philips en het begin van een minder paternalistische lijn. Dit proces zette medio jaren 70 al in met verplichte arbeidstijdverkorting, terwijl vanaf 1980 ook massaontslagen volgden. Daar kwam bij dat zich tegelijkertijd ook in andere arbeidsintensieve bedrijfstakken, zoals de kunstvezelindustrie en de scheepsbouw, soortgelijke ontwikkelingen voltrokken. Op dat moment bezat Philips wereldwijd 500 fabrieken. In 1982 was het personeelsbestand wereldwijd al teruggelopen van 360.000 tot 336.000 en verdere bezuinigingsoperaties volgden.
De belangrijkste daarvan werd Operatie Centurion tussen 1990 en 1996, geïnitieerd door Jan Timmer. Een groot deel van de Philips-vestigingen werd in het kader van deze operatie afgebouwd en vrijwel alle Philips-activiteiten in Eindhoven werden beëindigd, verplaatst, of verzelfstandigd. Vijftigduizend mensen verliezen hun baan. De zogenaamde sterfhuisbedrijfsconstructie werd ingevoerd waarbij het moederbedrijf zo min mogelijk schade opliep als een zelfstandige productie-eenheid werd afgestoten. De aanzienlijke spin-off aan bedrijven die dankzij Philips in de regio Eindhoven waren gevestigd, zorgde ervoor dat het vertrek van Philips niet tot een catastrofe leidde. Een veelheid aan technologisch hoogwaardige bedrijven, waarvan ASML het grootste is, is deels in de plaats gekomen van Philips-activiteiten. De producten van ASML zijn echter onder de merknaam Philips verkocht vòòr de afsplitsing. ASML was feitelijk geen merknaam maar de afkorting van een samenwerkingsverband.
Philips Medical Systems, in het nabijgelegen Best, is nog een belangrijke Philips-activiteit. Eind jaren 90 werd het hoofdkantoor van Eindhoven verplaatst naar Amsterdam met omstreden redenen. Slechts Philips Lighting en Philips Research bleven in Eindhoven. Ook het Evoluon, nog niet zo lang daarvoor het visitekaartje van Philips voor Eindhoven en de wereld, werd in 1989 gesloten als techniekmuseum voor het algemene publiek.

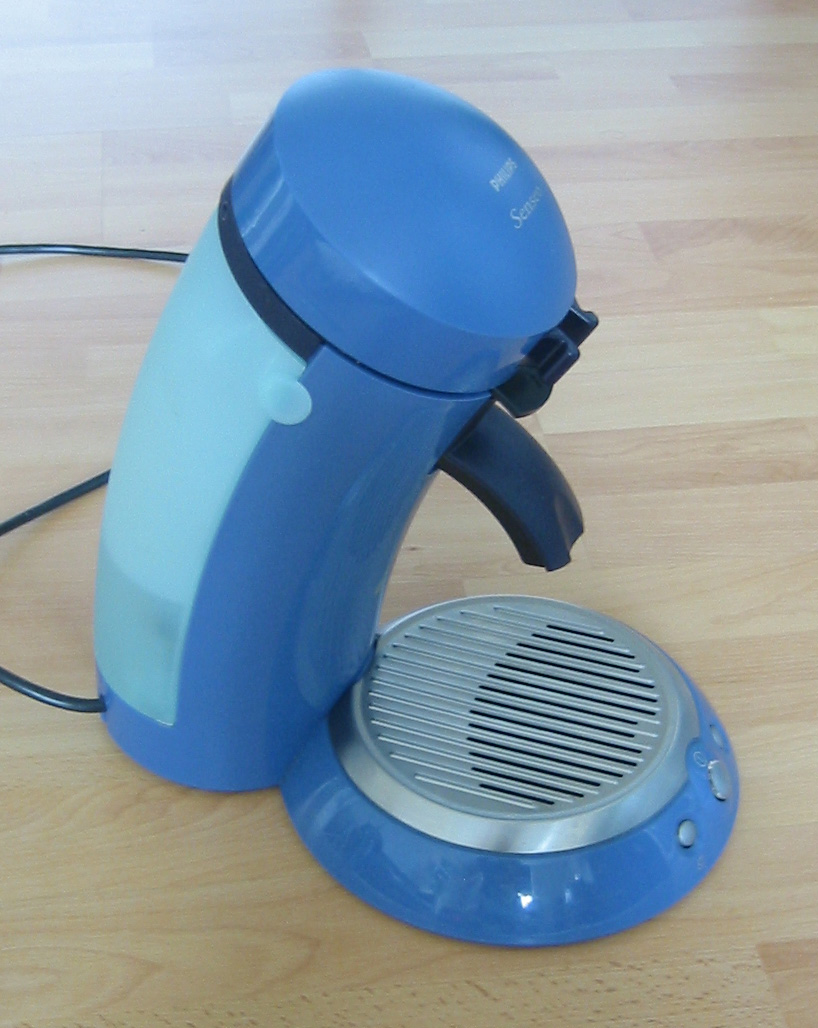
Senseo-koffiezetapparaat

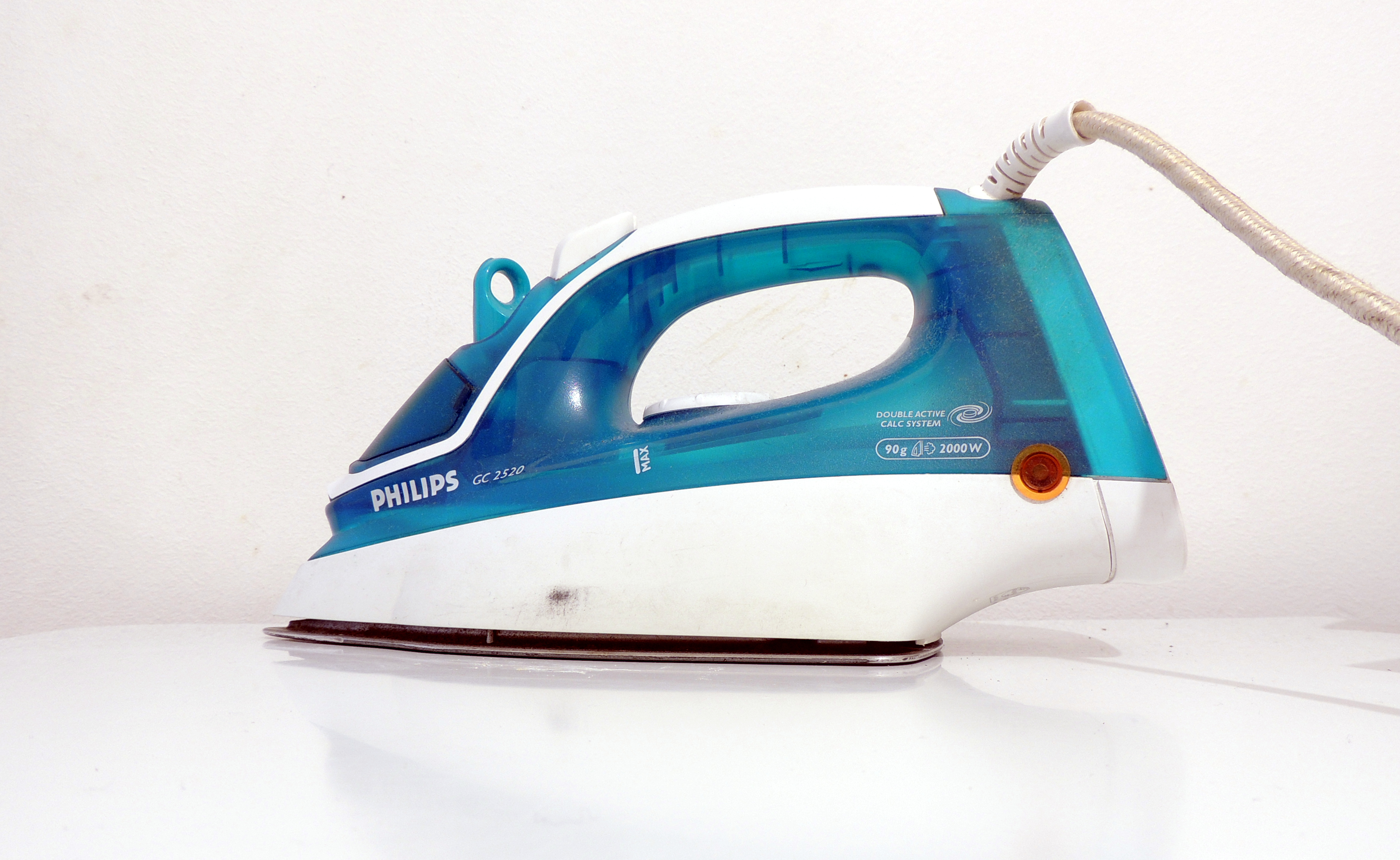
Strijkijzer

Internationaal is Philips zich steeds meer gaan oriënteren op consumentenproducten die zich onderscheiden, door een nieuwe functionaliteit en door opvallend design. In samenwerking met koffiebrander Douwe Egberts ontwikkelde Philips in 2001 het Senseo-koffiezetapparaat (2001) met een compleet nieuw koffiepad-systeem en in 2004 de Ambilight-televisie. Op de binnenlandse markt sloeg vooral de Senseo aan, maar opnieuw bleef een brede internationale doorbraak uit. Het concept van de ambilight werd door andere bedrijven overgenomen en door hen beter in de markt gezet, het concept van een koffiezet-snelsysteem werd overgenomen door andere bedrijven die eigen systemen ontwikkelden. De divisies Componenten en Halfgeleiders werden verkocht. Zo werd in 2006 de halfgeleiderdivisie verzelfstandigd als NXP. Tegelijkertijd werd aangekondigd dat het woord "Electronics" uit de bedrijfsnaam zou verdwijnen. In 2005 zijn de fabrieken voor de productie van instap modellen TV's en IT monitoren verkocht aan TPV Technology Ltd.
In 2006 had het bedrijf wereldwijd in meer dan 60 landen 121.732 werknemers in dienst. De researchafdeling, Philips Research, is gevestigd op de High Tech Campus te Eindhoven, op het terrein van het vroegere Philips Natuurkundig Laboratorium.

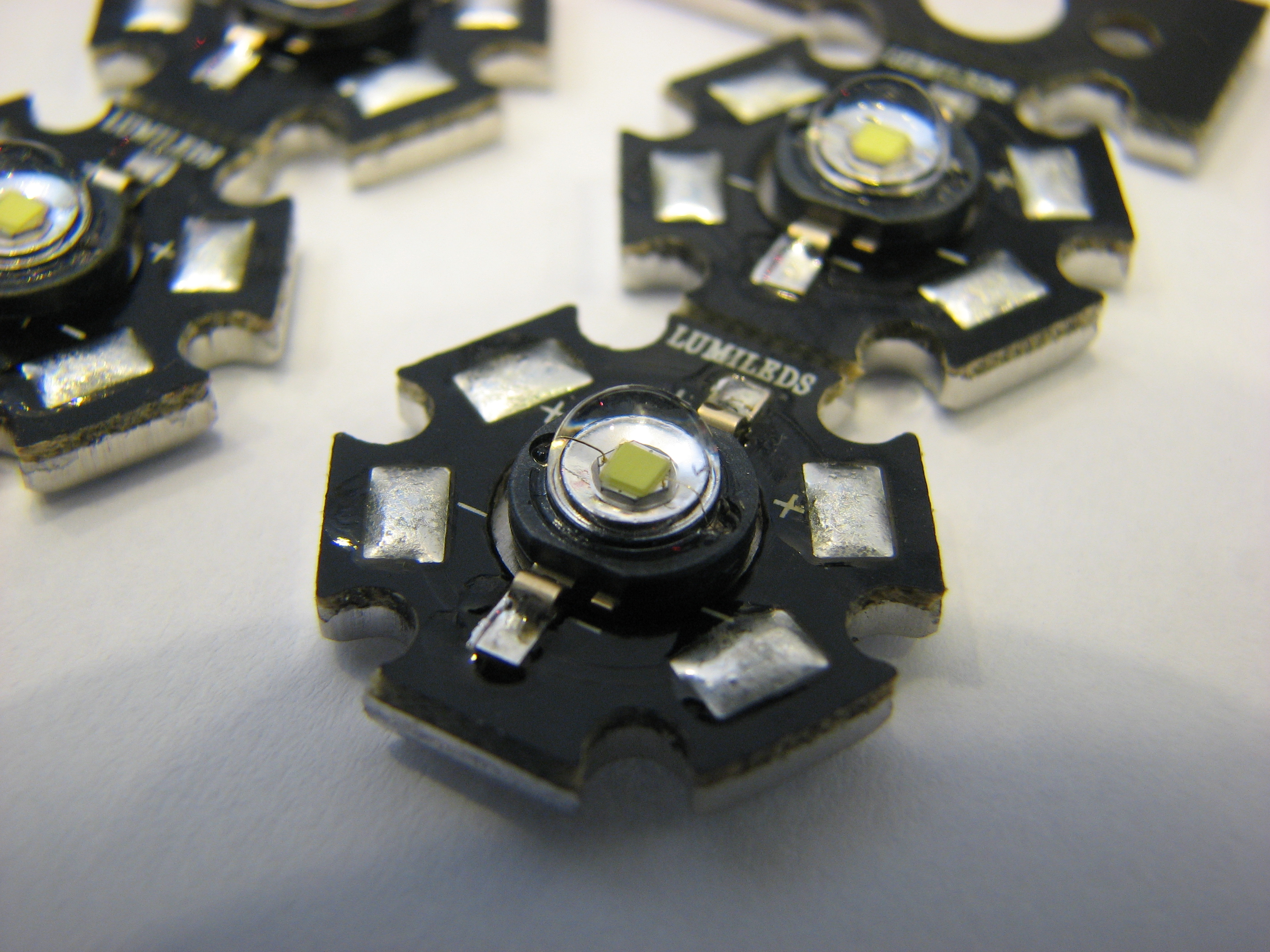
Lumiled-led

Philips Lighting ging zich in versnelde mate richten op energiezuinige verlichtingstechniek, waarbij vooral ledtechnologie de aandacht kreeg. Het concernonderdeel voerde hier een agressievere politiek dan de concurrenten Osram en General Electric. Zo werd er gestreefd naar voorwaartse integratie, waarbij niet alleen lampen, maar ook armaturen werden geleverd. In dit verband voerde Philips een politiek van gerichte overnames. Zo kocht Philips in 2005 het bedrijf Lumileds, een fabrikant van ledverlichting. In 2007 werden 5 bedrijven overgenomen: Partners in Lighting dat armaturen voor huishoudens maakt, TIR Systems en Color Kinetics die in ledverlichting actief zijn, Lighting Technologies dat bioscooplampen maakt. In 2008 heeft Philips het Amerikaanse bedrijf Genlyte overgenomen, dat verlichtingsarmaturen voor bedrijven maakt en marktleider is op de Noord-Amerikaanse markt.
Op medisch gebied volgde de overname van Respironics, dat apparatuur tegen slaapapneu vervaardigt. Hiermee was een bedrag van 3,6 miljard euro gemoeid, de grootste overname die Philips ooit heeft gedaan. In 2009 nam Philips de Italiaanse koffiemachinefabrikant Saeco over.
In maart 2009 verkocht Philips de sales en marketing organisatie voor IT monitoren, LCD Signage en Hotel TV aan MMD Monitors & Displays, een volle dochteronderneming van TPV Technology Ltd en werd de stap gezet naar een licentie op het gebruik van de merknaam "Philips" door MMD Monitors & Displays.
Eind 2010 had Philips 119.000 medewerkers in dienst, in oktober 2011 werd bekend dat Philips 4500 medewerkers wereldwijd laat uitstromen, waarvan 1400 in Nederland (10% van de 14.000 medewerkers).
In navolging van de IT en Signage displays en hotel TV, sloot Philips in 2012 een nieuwe joint venture met het Chinese TPV Technology Ltd onder de naam TP Vision voor het ontwerp, en de productie, distributie, marketing en verkoop van Philips-televisies met uitzondering van China, India, de Verenigde Staten, Canada, Mexico en enkele landen in Zuid-Amerika.
In december 2012 zijn Philips en zes andere elektronicabedrijven schuldig bevonden aan kartelvorming. Consumenten en producenten die hun beeldbuizen bij de karteldeelnemers kochten zijn gedupeerd. De zeven kregen een gezamenlijke boete van 1,47 miljard euro van de Europese Commissie waarvan het aandeel van Philips 313 miljoen euro was en ruim 391 miljoen samen met LG Electronics. In 2001 richtte Philips samen met LG Electronics een joint-venture op waarin de tv-activiteiten werden ondergebracht. Deze joint venture ging vijf jaar later failliet.
In januari 2013 kondigde Philips de verkoop aan van haar Lifestyle Entertainment groep, bestaande uit de onderdelen Audio, Video, Multimedia en Accessories. De beoogde koper was het Japanse bedrijf Funai Electric Co. Dit bedrijf zou naast een licentievergoeding ook € 150 miljoen voor de activiteiten betalen. De producten zouden onder de Philips-merknaam verkocht blijven worden. Eind 2013 is deze transactie afgeketst en in 2014 is een nieuwe overeenkomst gesloten met het Amerikaanse Gibson Guitar Corporation. Dit onderdeel telde circa 2.000 werknemers.

### Focus op gezondheidszorg
In september 2014 meldde Philips, nu nog met drie divisies, dat het gaat splitsen in twee aparte bedrijven. De Consumer Lifestyle-divisie ging op in de Healthcare-divisie en gaat verder als HealthTech. De Lighting-divisie kreeg een aparte juridische structuur krijgen waarbij andere aandeelhouders kunnen toetreden tot deze divisie. Zou deze organisatie in 2013 al hebben bestaan, dan had HealthTech een omzet gerealiseerd van € 15 miljard en Lighting € 7 miljard.
In maart 2015 kondigde Philips aan 80,1% van de onderdelen Lumileds en Automotive Lighting voor bijna 3 miljard euro te verkopen aan de Chinees-Amerikaanse investeerder Go Scale Capital. Bij deze twee onderdelen werkten in totaal ruim 8000 mensen. In Frankrijk, Duitsland, Polen en China wordt autoverlichting gemaakt en in Californië, Maleisië en Singapore worden led-chips geproduceerd. Voor deze transactie was toestemming van toezichthouders noodzakelijk en in januari 2016 werd bekend dat de verkoop niet zou doorgaan na bezwaren van het Committee on Foreign Investment in the United States (CFIUS), de Amerikaanse commissie voor buitenlandse investeringen. In december 2016 vond Philips een nieuwe koper voor Lumileds. De Amerikaanse investeerder Apollo Global Management betaalt ongeveer 1,4 miljard euro voor 80,1% van de aandelen. Philips behoudt het minderheidsbelang voor een periode van ten minste drie jaar. Het bedrijf telt 9000 werknemers en had in 2015 een omzet van 2 miljard dollar. De verkoop werd in de eerste helft van 2017 afgerond.
Philips had in september 2014 bekendgemaakt de lichtdivisie te gaan afsplitsen. Diverse potentiële koper hebben zich gemeld, maar de biedingen bleven onder de gewenste prijs. In mei 2016 besloot Philips de lichtdivisie naar de beurs te brengen. Met een jaaromzet van 7,4 miljard euro was Signify een van de grotere beursbedrijven op Euronext Amsterdam. Philips bracht in eerste instantie een kwart van alle aandelen naar de beurs en 27 mei 2016 was de eerste handelsdag. De introductiekoers was € 20 per aandeel en de verkoop bracht 750 miljoen euro op. In februari 2017 verkocht Philips nog eens 26 miljoen aandelen Signify voor een bedrag van 608 miljoen euro en het belang daalde naar ongeveer 55%.. Vanaf april 2017 had het een minderheidsbelang en op 24 september 2019 werden de resterende aandelen verkocht. Signify mag nog wel tien jaar de merknaam Philips gebruiken en dat kan nog twee keer met vijf jaar worden verlengd.
Met deze verkoop waren de activiteiten op het gebied van de gezondheid de enige overgebleven activiteit.

## Chronologie

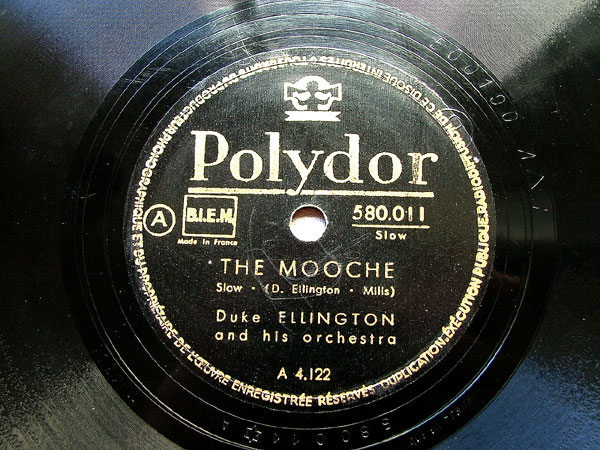
Polydor-platenlabel

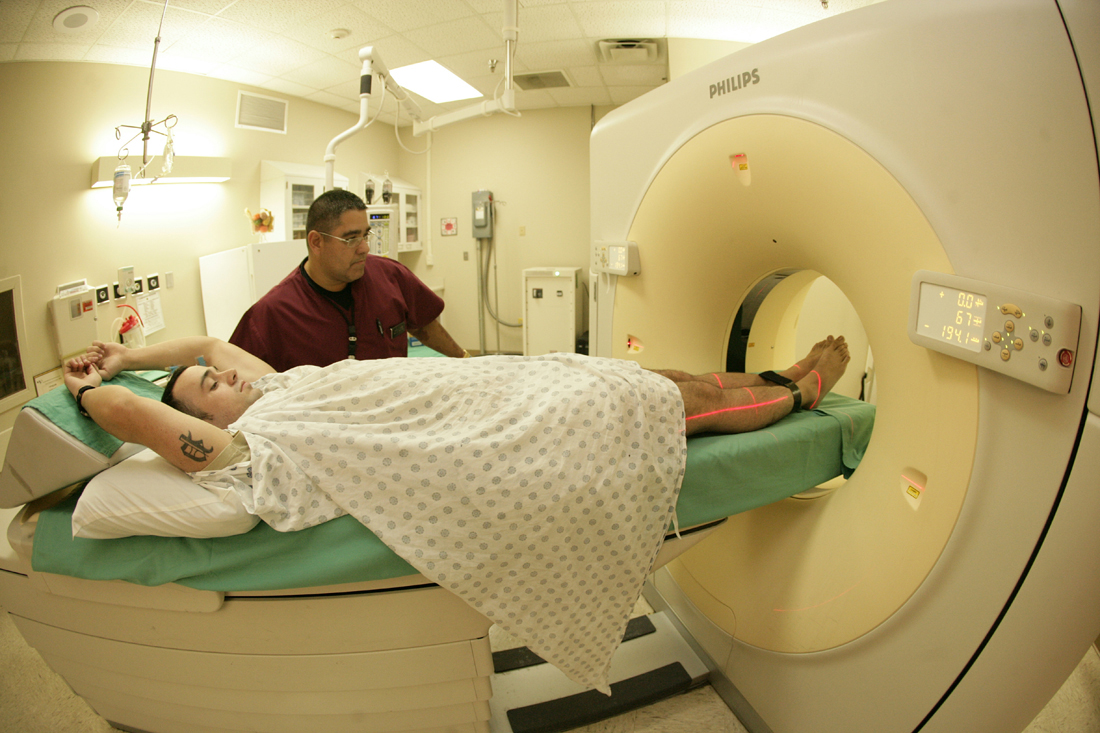
CAT-scanner

- 1891: Frederik Philips en zijn zoon Gerard Philips richten Philips op in Eindhoven, de Eerste gloeilampenfabriek van Philips
- 1895: Jongere zoon Anton Philips stapt in het bedrijf als verkoper[31]
- 1904: Overname van gloeilampfabriek Constantia Electric Works uit Blerick

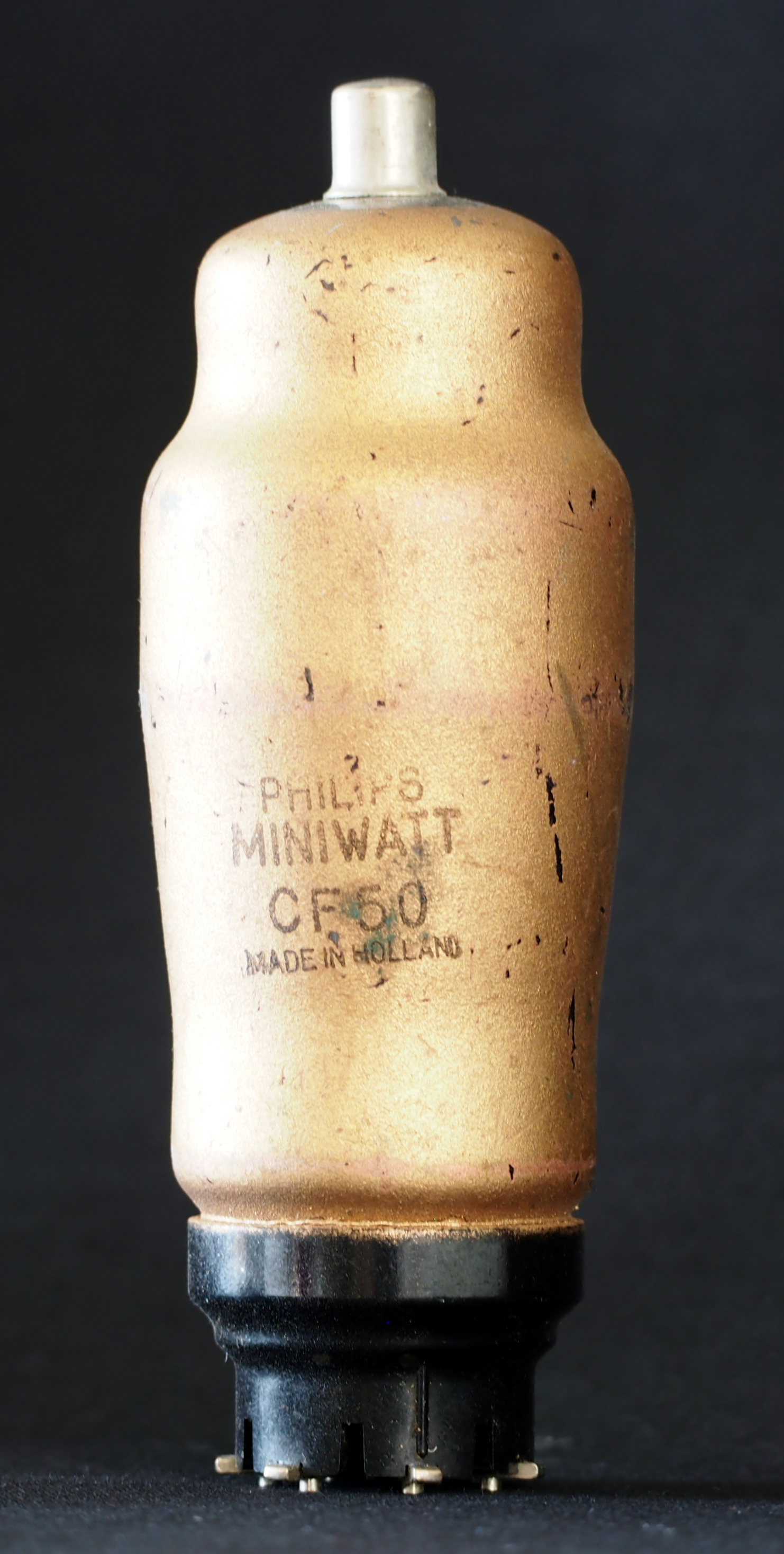
Miniwatt-elektronenbuis

- 1910: De eerste huizen van Philipsdorp zijn gereed.
- 1910: Philips werknemers richten hun eigen voetbalclub op, het Philips Elftal.
- 1911: Overschakeling van de kooldraadlamp op de wolfraamdraadlamp[32]

De eerste natuurkundigen worden aangetrokken met de bedoeling patenten te verkrijgen
Oprichting van de Philips Harmonie
- 1912: N.V. Philips' Gloeilampenfabrieken wordt opgericht.

Philips neemt een belang in stroomkabelproducent Draka
- 1913: PSV, De 'Philips Sport Vereeniging' wordt opgericht voor de vrijetijdsbesteding van de werknemers
- 1914: het Natuurkundig Laboratorium (NatLab) wordt opgericht.
- 1916: de Philips' Glasfabriek te Strijp wordt opgericht om zeker te zijn van basismateriaal
- 1918: de eerste radiolamp, de Ideezet, een vroege elektronenbuis, wordt op de markt gebracht.

Oprichting van Nederlandsche Seintoestellen Fabriek, een joint venture tussen Marconi Company, Radio Holland en Philips.
De eerste Röntgenbuis voor medische toepassingen wordt op de markt gebracht.

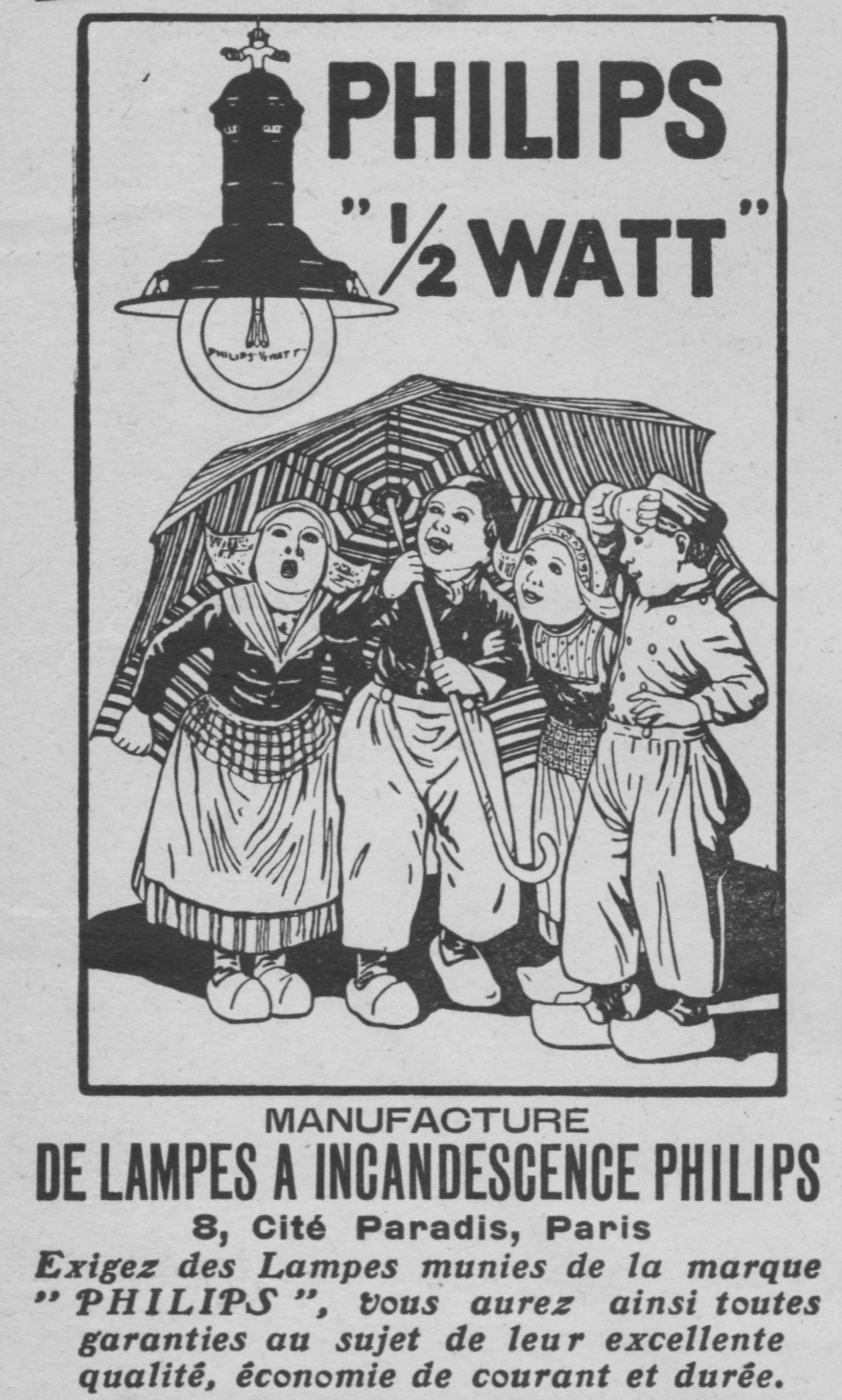
Philips reclame 1918

- 1919 Oprichting winkelketen Philips Coöperatieve Verbruiksvereeniging en Broodbakkerij G.A vanaf 1931 Etos (Eendracht, Toewijding, Overleg en Samenwerking) Coöperatieve Verbruiksvereeniging en Broodbakkerij G.A., de leden kregen een jaarlijkse korting uitgekeerd
- 1920: De productie van radio-onderdelen begint, deze zijn aanvankelijk bedoeld voor radioamateurs

Overname van gloeilampen fabriek Goossens, Pope & Co
- 1923: De Miniwatt radiolamp wordt geïntroduceerd
- 1925: N.V. Philips Radio wordt opgericht

De eerste experimenten met televisie vangen aan
- 1926: De Nederlandsche Seintoestellen Fabriek wordt overgenomen

Een zeer felle superhogedruk kwikdamplamp wordt ontwikkeld
De 'Philigraph', de voorloper van de bandrecorder, verschijnt op de markt
- 1927: De divisie Philips Medical Systems wordt opgericht.

De pentode, een geavanceerde radiobuis, verschijnt op de markt
Philips start de verkoop van complete radio-apparaten
PCJ kortegolfradiozender doet proefuitzendingen en richt ook radio-omroep Philips Omroep Holland-Indië op, de eerste radioverbinding met het toenmalige Nederlands-Indië
- 1928: De eerste Philips televisie wordt aan het grote publiek getoond (nog niet verkocht).

Oprichting van Industrieel Assurantie Kantoor voor het personeel van Philips

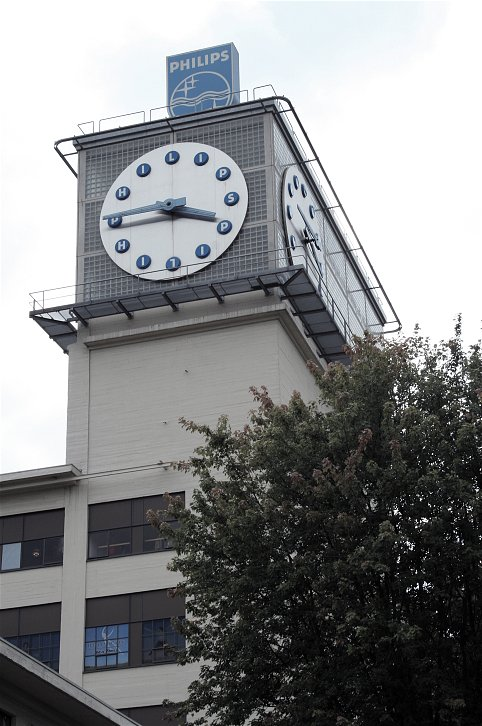
Het Klokgebouw op Strijp S

- jaren dertig: meerderheidsbelangen in gloeilampenfabrieken Volt en Splendor. Volt produceerde later voornamelijk transformatoren, spoelen en variabele condensatoren
- 1930: Oprichting van de samenwerking Philips-van Houten, voor productie van vitamine D2
- 1931: De 'Philora' natriumlamp wordt op de markt gebracht
- 1932: Philips filmstudio wordt geopend
- 1933: Een bruikbare röntgeninstallatie komt op de markt

Onderzoek naar ferrieten start onder leiding van J.L. Snoek en E.J.W. Verwey
- 1934: Begin van de productie van filmprojectoren

start van de Nederlandsch-Indische Radio Omroep Maatschappij haar uitzendingen, opgericht in 1928 door Philips, Radio Holland en Maintz & Co

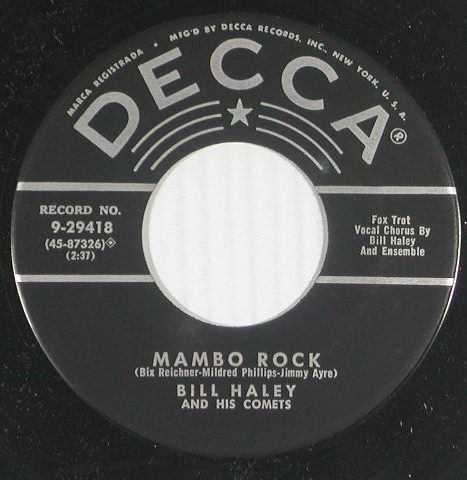
Decca-label

- 1936: Philips Technisch Tijdschrift wordt opgericht, het bevolkingsonderzoek ('doorlichten') komt op gang

Volledige overname van Philips-Van Houten, het latere Philips-Duphar
- 1939: De Philishave komt op de markt

Het Britse Philips komt met een televisietoestel op de markt
- 1942: Overname van platenlabel Decca Records
- 1946: Hollandse Signaalapparaten, producent van vuurleidingsapparatuur voor wapens, wordt na WO II overgenomen van de Nederlandse staat
- 1947: General Railway Signal Company (GRS) en Philips richten in het kader van de Marshall-hulp de firma Spoorweg Sein Industrie die in licentie spoorseinen maakt

Oprichting van het bedrijf Cirex, gespecialiseerd in metaalgieten volgens verlorenwasmethode
Radio-omroep PHOHI wordt Radio Nederland Wereldomroep
- 1948: De tl-buizen komen op de markt

Overname van de Twentsche IJzergieterij
Overname van EHMA producent van condensatoren
Het begin experimentele tv-uitzendingen
- 1949: Oprichting van Philips-USFA, producent van nachtkijkers en encryptietechnieken[34]

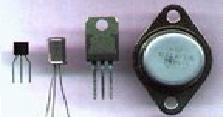
Transistor

- 1950: Begin met de productie van transistoren te Nijmegen

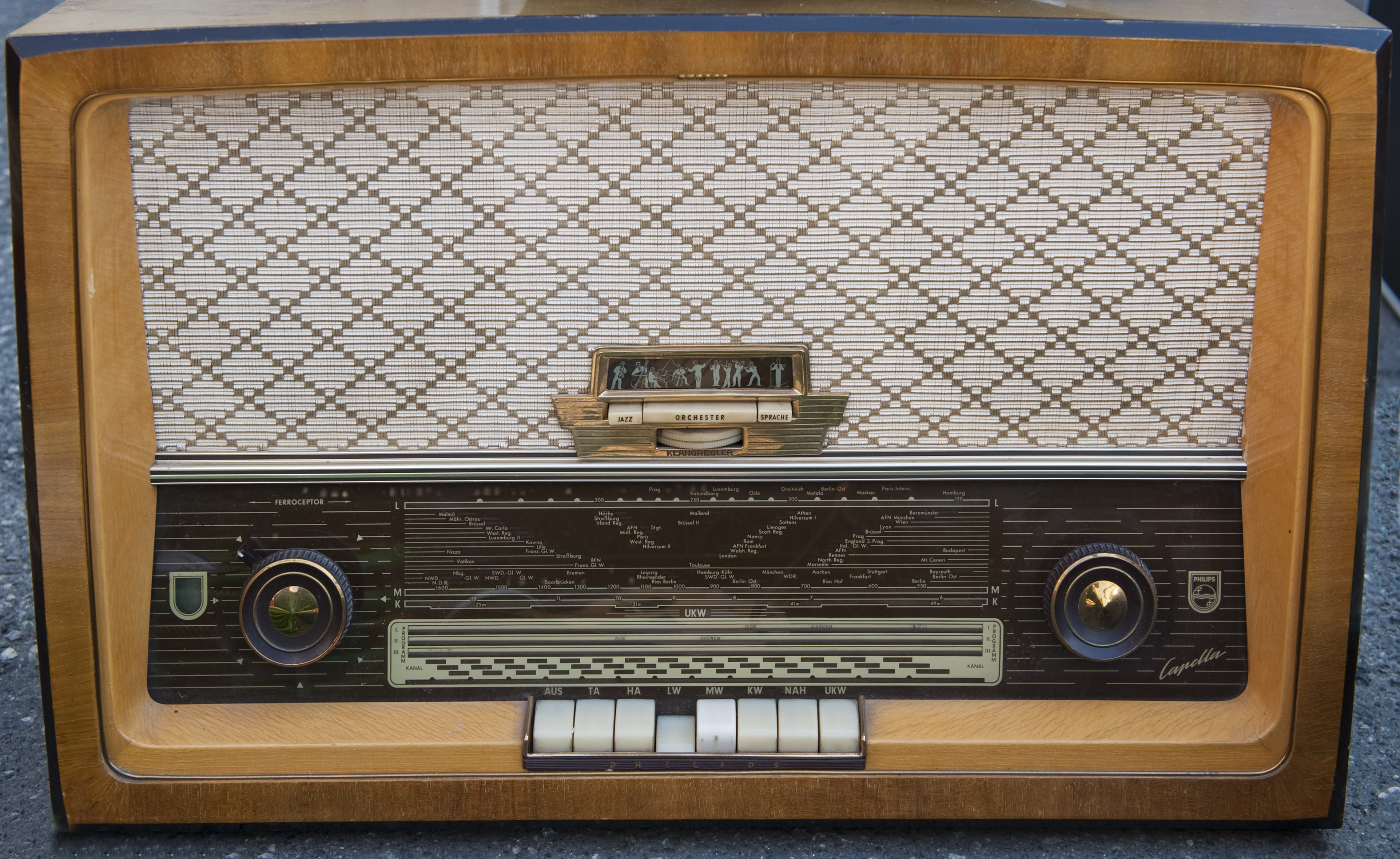
Radio uit de jaren 50

Het Philips platenlabel wordt opgericht

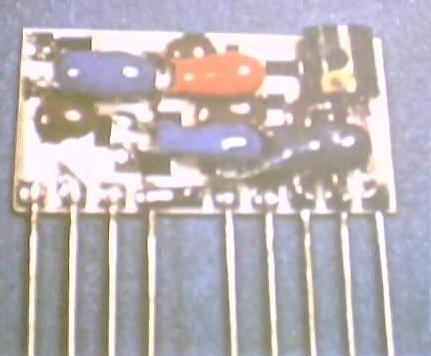
Geïntegreerde schakeling uit 1966

- 1952: Joint venture tussen het Philips platenlabel en Deutsche Grammophon van Siemens

Matsushita Electronic Corporation (MEC) opgericht, een samenwerkingsverband tussen Matsushita en Philips in beeldbuizen en verlichtingsartikelen.
- 1953: Start van bouw eerste Philips computer PETER (Philips Experimentele Tweetallige Electronische Rekenmachine) door het Philips Natuurkundig Laboratorium, voltooid in 1958

Oprichten van platenlabel Phonogram Records
- 1954: lancering van kleurentelevisie in Zuid Amerika door Cor Dillen [36]
- 1955: Experimentele kleurentelevisie via kabel
- 1957: kabelproducent Draka wordt verkocht aan concurrent de Nederlandse Kabelfabriek naar aanleiding van de verwachte concurrentiedruk door het Verdrag tot oprichting van de Europese Economische Gemeenschap[37]

Thermion radiolampen fabriek wordt overgenomen
- 1958: het Philipspaviljoen in Brussel tijdens Expo 58
- 1960: Ingebruikname van computers STEVIN (Snel Tel En Vermenigvuldig INstrument) en PASCAL (Philips Akelig Snelle CALculator)
- 1963: De door Philips ontwikkelde Compact cassette komt op de markt,

hoofdindustriegroep Philips Computer Industrie wordt opgericht
- 1964: Tewea antennefabrikant wordt overgenomen
- 1965: De plumbicon-televisiecamera wordt uitgebracht, waarmee met veel lagere lichtniveaus beelden geregistreerd kunnen worden

Toepassen van Integrated Circuits (ICs) in gehoorapparaten
- 1966: Overname van elektronische afdeling van Van der Heem & Bloemsma en merknaam Erres
- 1967: Eerste reguliere uitzendingen in Nederland van kleurentelevisie

Philips betreedt de markt voor koffiezetmachines
- 1968: Overname van Nederlandse computerfabrikant Electrologica van verzekeraar NILLMIJ
- 1970: Overname van Nederlandse Kabelfabriek; producent van sterkstroom- en telefoonkabels
- 1972: De eerste video cassette recorder (VCR) voor thuisgebruik komt op de markt in Engeland

PolyGram wordt opgericht, fusie tussen het Philips platenlabel en Deutsche Grammophon met het sublabel Polydor
Volledige overname van het Italiaanse Ignis, producent van huishoudelijke apparatuur

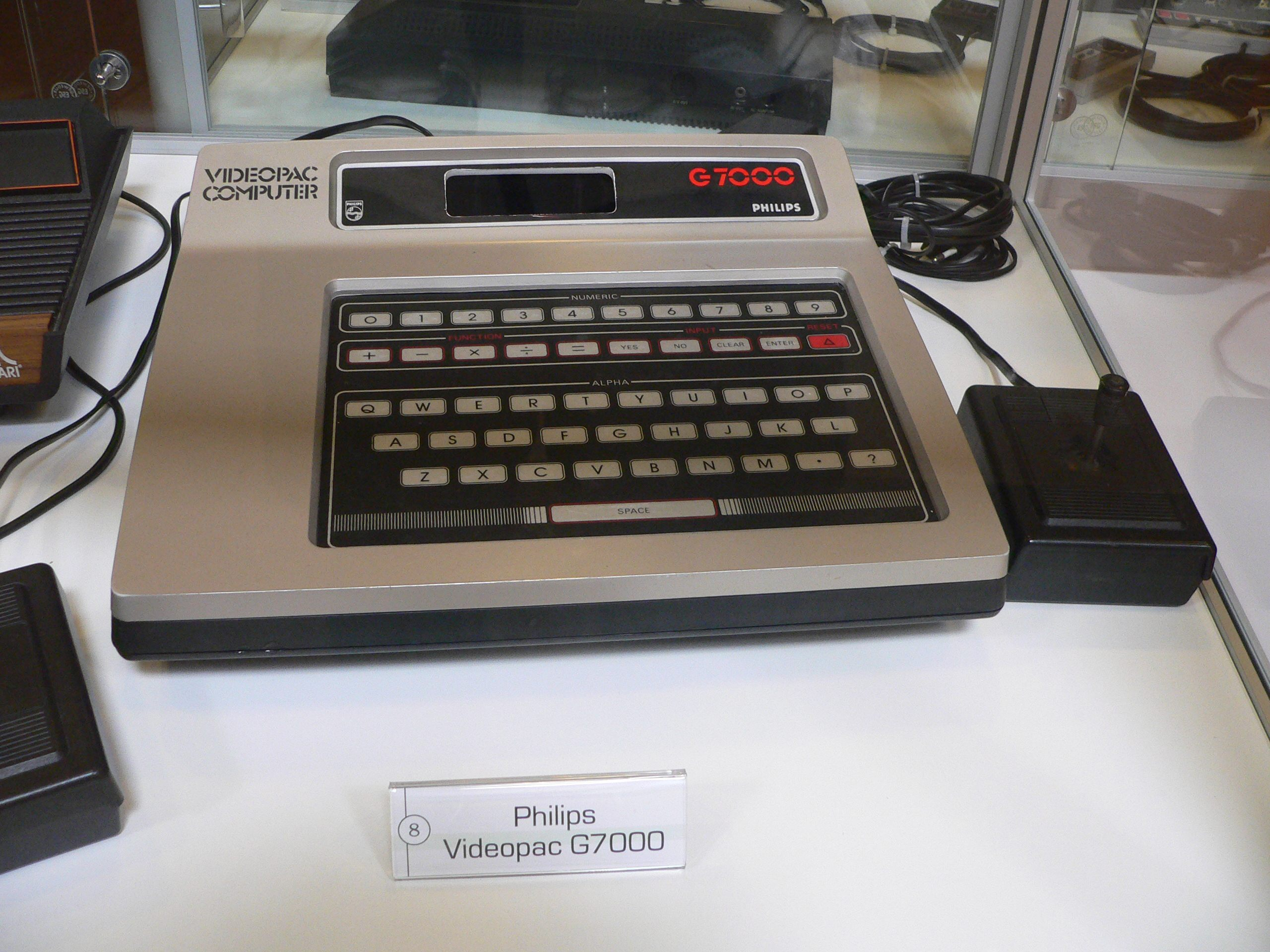
Philips-gameconsole Videopac G7000 uit 1978

- 1974: Op 1 januari wordt het Philips PM5544-testbeeld door de Nederlandse tv in gebruik genomen.

De Amerikaanse elektronica firma Magnavox wordt overgenomen, producent van de eerste spelcomputer (1972) Magnavox Odyssey
- 1976: Philips Computer Industrie sinds 1966 de N.V. Philips-Electrologica verlaat de mainframe en richt zich op minicomputer noemt zich Philips Data Systems
- 1978: Philips introduceert met de Amerikaanse firma MCA de vlp-videoplaat in Amerika. Het is een technische en commerciële mislukking. Na enige jaren trekt Philips zich terug. De Japanse firma Pioneer brengt met succes het herdoopte LaserVision aan de man
- 1979: Philips introduceert het Video 2000-systeem, een technisch superieur ontwerp, maar een commerciële mislukking

Verkoop van kunststofleidingfabrikant Draka/Polva aan Solvay

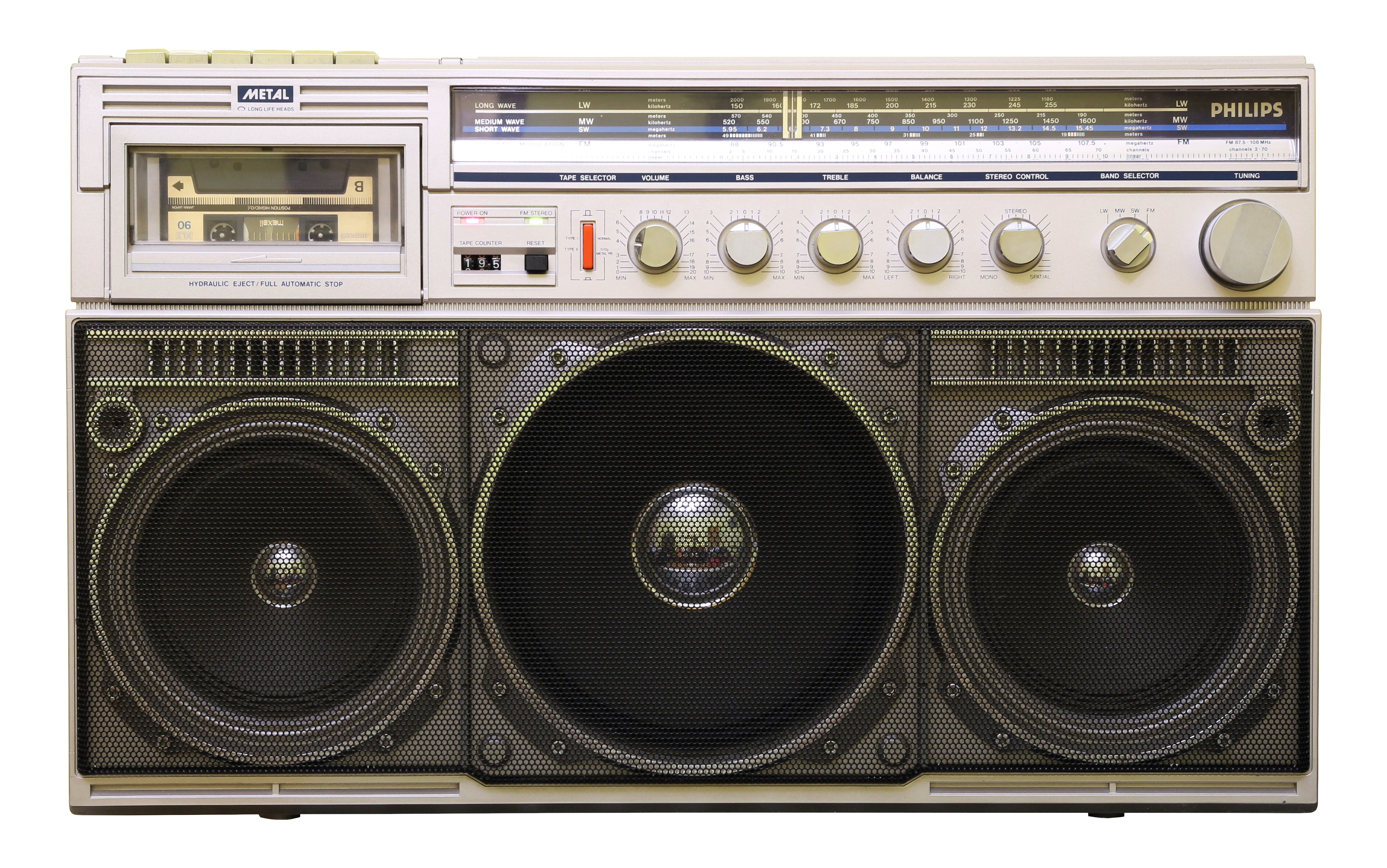
Stereocassette-ghettoblaster

- 1980: Philips lanceert haar eerste homecomputer: de Philips P2000

Verkoop van chemicaliën en farmaceutisch bedrijf Philips-Duphar aan Solvay
koopt overzeese activiteiten van het Amerikaanse Marantz, producent audio apparatuur
- 1981: Oprichting van Assembléon een bedrijf dat pick and place machines vervaardigt voor de surface-mounted device
- 1982: Overname Bauknecht

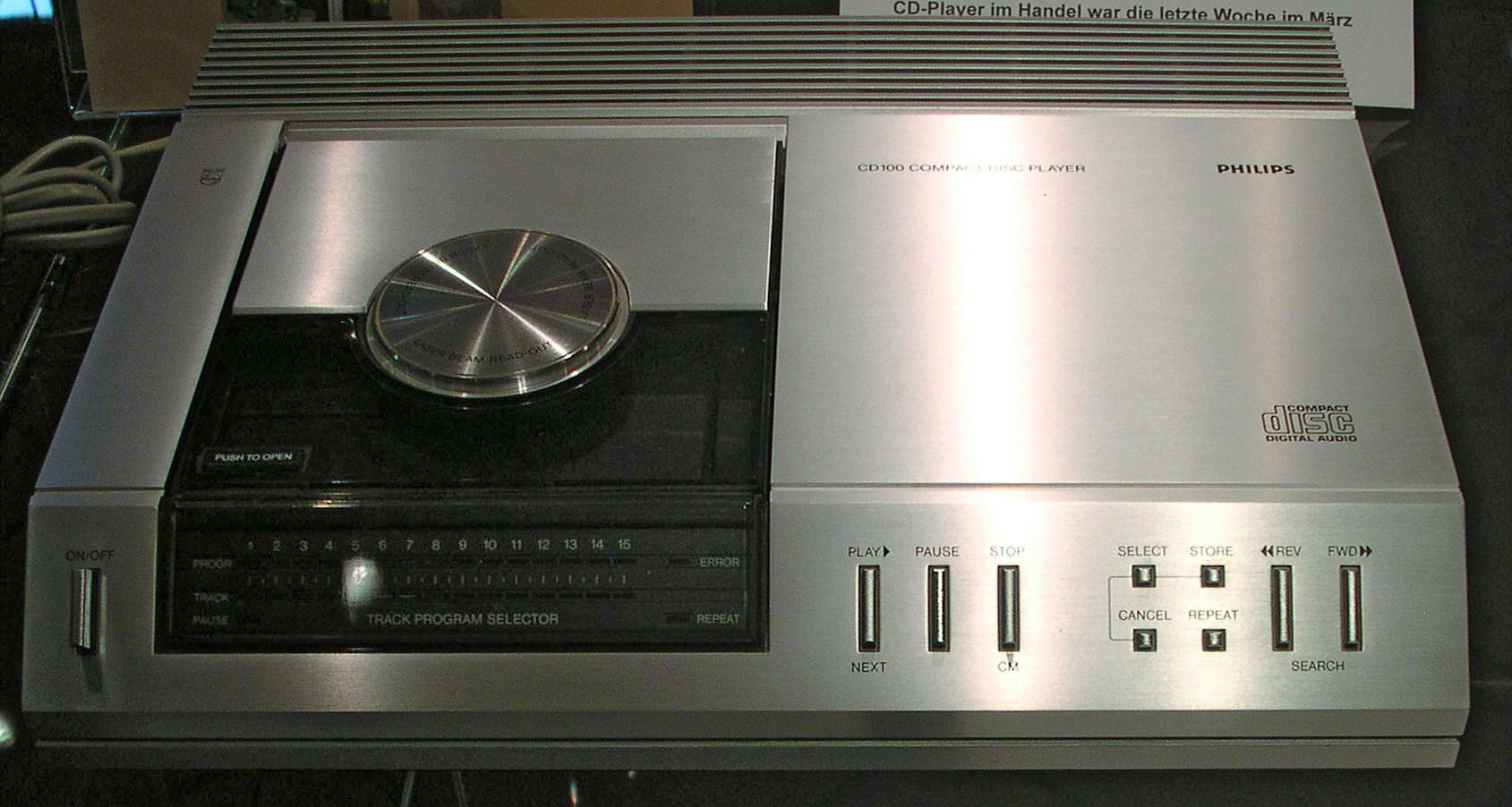
Cd-speler

- 1983: Philips lanceert in samenwerking met Sony de uitermate succesvolle Compact disc (cd).
- 1984: ASML oprichting, joint venture tussen ASM International en Philips
- 1984: MSX De derde machine van Philips welke de MSX1-standaard volgt. De VG-8020 is een van de meest succesvolle MSX1-computers van Philips
- 1985: leveraged buyout van Draka uit NKF, producent van stroomkabels en glasvezelkabel aan Parcom en Flint Beheer
- 1986: start met American Interactive Media, vanaf 1995 verkort naar Philips Media, als producent van videospellen
- 1986: MSX De Philips VG-8230 is de eerste MSX2 van Philips welke de MSX2-standaard volgt. NMS staat voor ‘New Media Systems’ wat aangaf waar Philips heen wilde gaan
- 1987: NKF wordt naar de beurs gebracht.[38]

Philips neemt volledig belang in PolyGram over van Siemens
neemt belang in Taiwanese joint venture TSMC, nieuw opgerichte fabrikant van chips
- 1989: Joint venture met Whirlpool Corporation over het Witgoed, de grote elektrische huishoudelijke apparatuur, Philips brengt 14.000 werknemers en 2 miljard dollar omzet in de nieuwe firma[40]

Verkoop gasfabriek aan Air Liquide
- 1990: IT bedrijf Origin, ontstaat uit fusie tussen BSO van Eckart Wintzen en deel van Philips interne automatisering (PASS, Philips Application and Software Services)

Verkoop Holland Signaal, fabrikant van militaire elektronische toepassingen aan Thomson-CSF

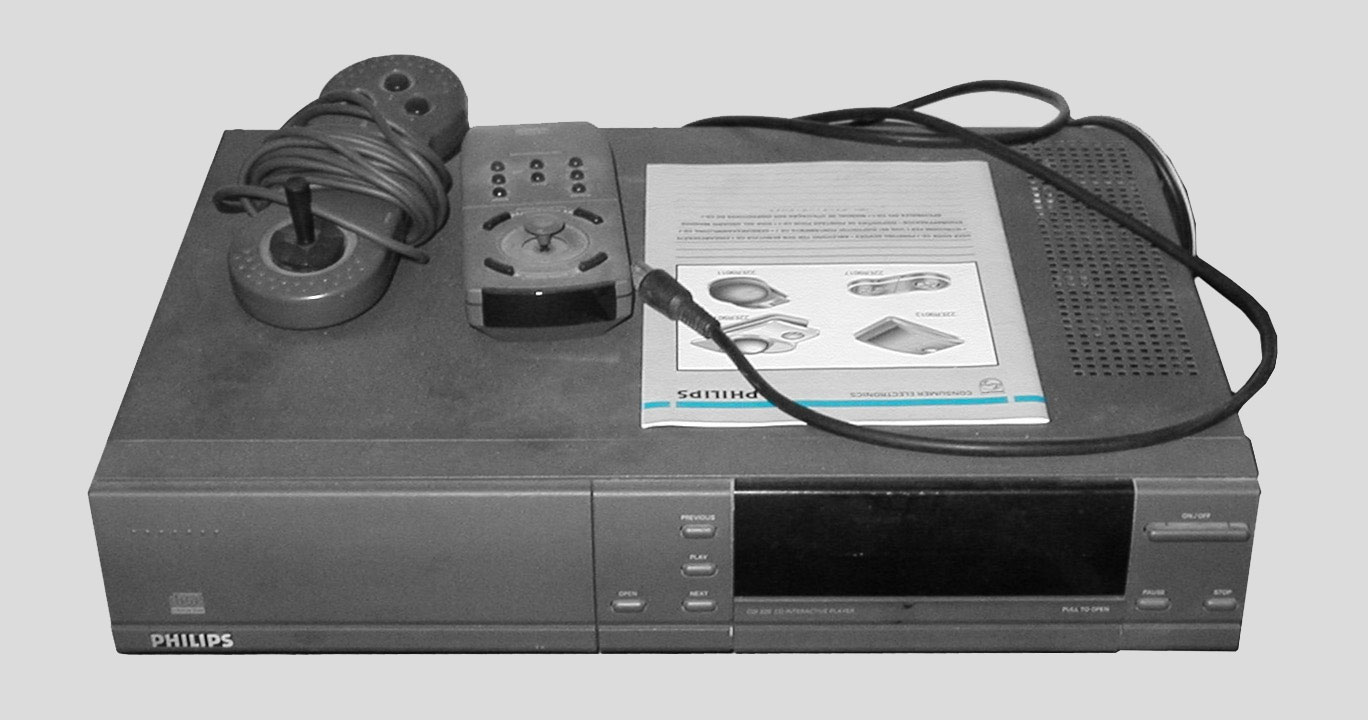
Cd-i-spelcomputer

- 1991: Philips introduceert de weinig succesvolle spelcomputer, multimediasysteem de cd-i, de Compact Disc Interactive

Philips Electronics N.V. wordt de enige aandeelhouder van N.V. Philips' Gloeilampenfabrieken, wat de opmaat is voor een juridische fusie tussen de twee en een naamsverandering in 1994
Meerderheid verworven in Belgische videotheekketen Superclub met onder andere 480 winkel in de V.S.
Volledige overname van Whirlpool van Philips aandeel in joint venture
Philips stopt met niet succesvolle PC productie en verkoopt Philips Computer Industrie aan DEC

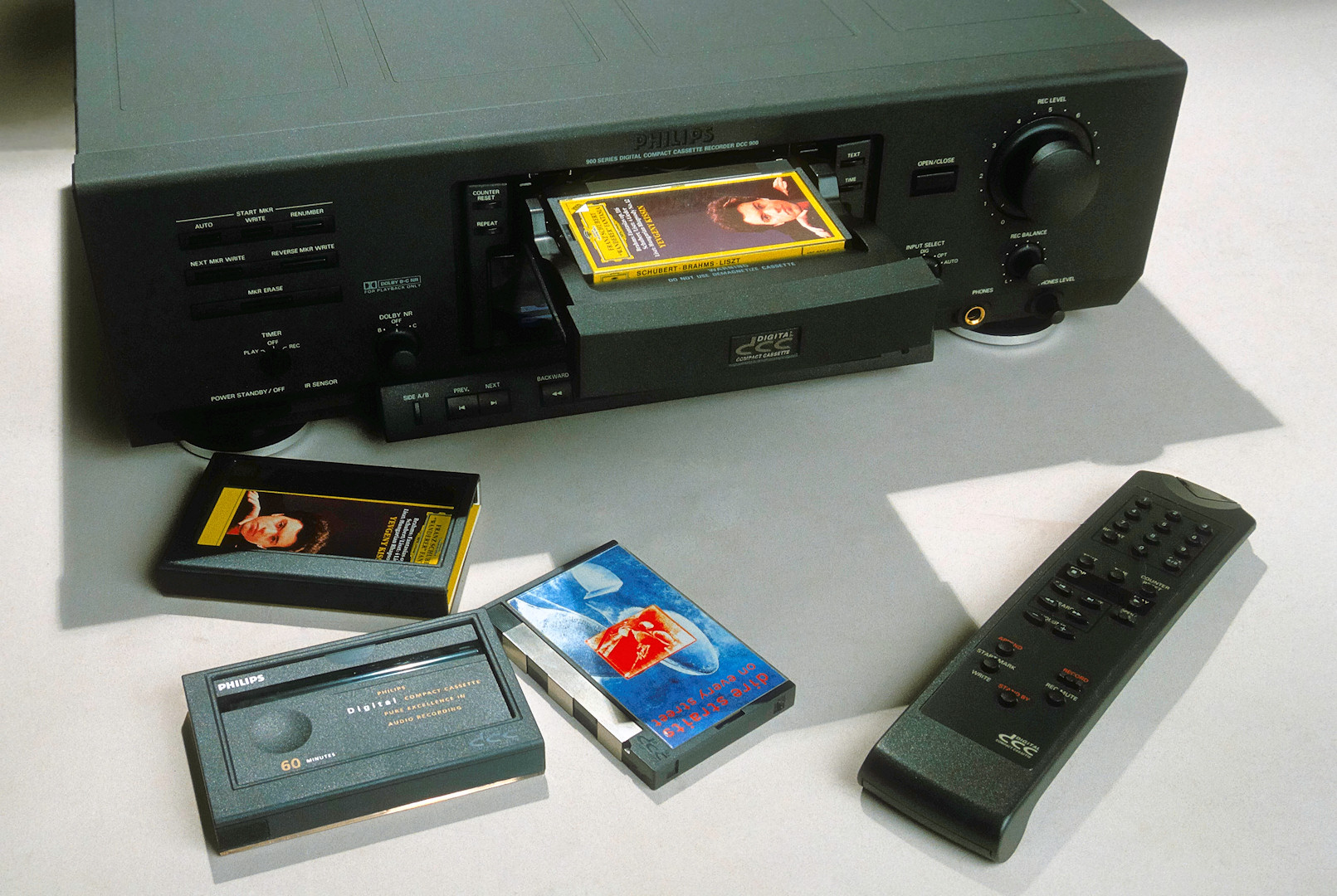
DDC-recorder

- 1992: Philips lanceert wederom een commerciële mislukking: het digital compact cassette-formaat

Overname van de Nederlandse videotheekketen Videoland met 190 winkels
- 1992: Verzelfstandiging van Photonis, producent van optische lenzen, sensoren
- 1993: Verkoop van aandeel in MEC, met 22.000 werknemers voor 3 miljard gulden aan partner Matsushita, leverancier van halfgeleiders[43]

Verkoop van Amerikaanse deel van videoketen Superclub aan Blockbuster LLC zelf in dat jaar overgenomen door Viacom
Meerderheidsbelang verworven in Grundig
- 1994: N.V. Philips' Gloeilampenfabrieken verandert van naam, de nieuwe naam is Philips Electronics N.V.

Verkoop van verzekeraar IAK aan Nieuw Rotterdam Beheer.

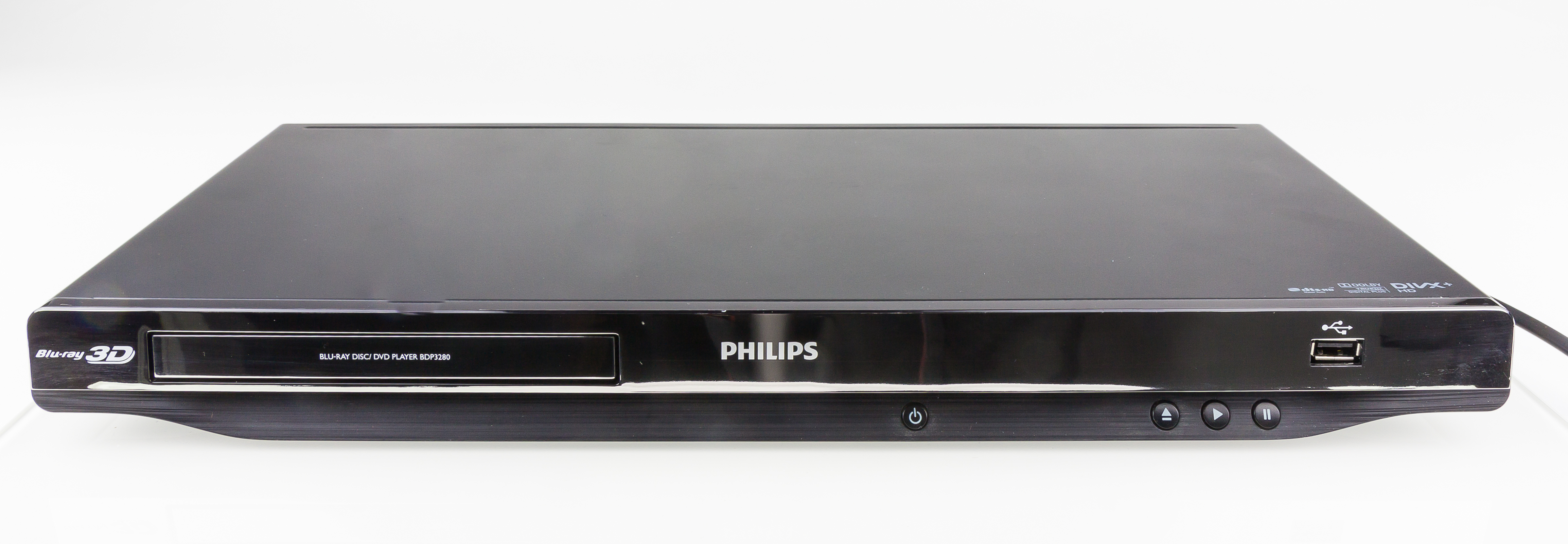
Blu-rayspeler

- 1995: Philips en Sony ontwikkelen de blu-ray Disc, deze wordt door de hoge prijs en gebrek aan belangstelling pas tien jaar later geïntroduceerd

ASML wordt naar de beurs gebracht, omzet 500 miljoen gulden, 800 werknemers
Verkoop van kabelfabrikant voor elektronica Pope Cable & Wire aan het bedrijf Belden Wire & Cable
- 1996: IT bedrijf Origin neemt verder deel van Philips IT afdeling (Philips Communication & Processing Services) over

Joint venture van kabeltelevisienetten van Philips en United International Holdings (UIH) onder de naam UPC (United Philips Cable)
Videoland wordt verkocht
Nederlandse Sport 7 sportzender stopt, Philips had hierin een minderheidsbelang

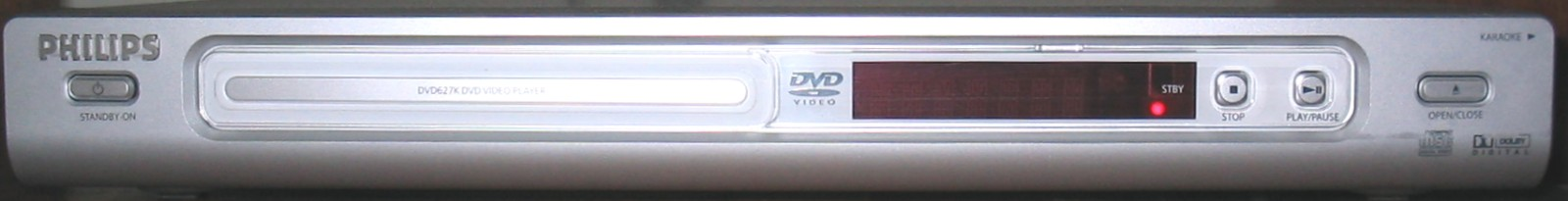
Dvd-speler

- 1997: De dvd wordt op de markt gebracht

Philips Electron Optics division fuseert met FEI, producenten van Elektronenmicroscopen. Het Philips belang wordt in 2006 verkocht.
Het beleid van de nieuwe directeur Cor Boonstra leidt tot verkoop van belang in kabelmaatschappij UPC aan partner UIH
Videotheekketen Superclub wordt gesloten

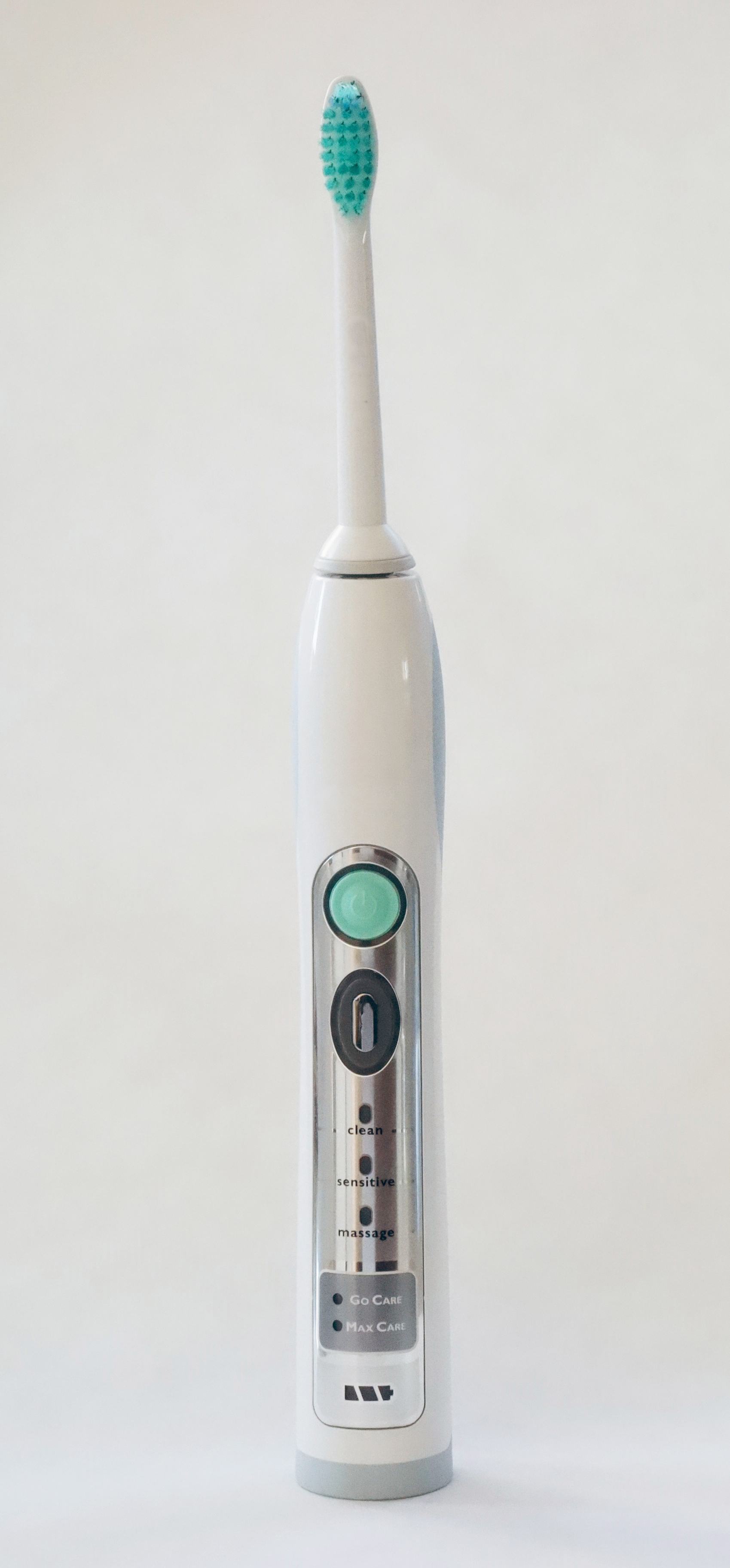
Elektrische tandenborstel

- 1998: Philips Electronics N.V. verandert van naam, de nieuwe naam is Koninklijke Philips Electronics N.V.

Het muziekconcern PolyGram verkocht aan het Canadese Seagram Company voor 19,1 miljard gulden, jaaromzet 9 miljard gulden aantal werknemers 15.500
Grundig wordt verkocht aan Beiers consortium
Joint venture met Lucent om mobiele telefoon te produceren wordt al na 1 jaar ontbonden
- 1999: Philips en Sony brengen de super audio compact disc uit. Ook dit systeem is niet direct een overweldigend commercieel succes. Tevens ontwikkelt Philips samen met Sony een standaard voor digitale geluidsoverdracht, S/PDIF (Sony Philips Digital InterFace)

Philips en LG starten de joint venture LG.Philips LCD
Verzelfstandiging van Keytec, producent van metalen en plastic onderdelen
- 2000: Philips koopt Optiva Corporation, producent van elektrische tandenborstel Sonicare

koopt meerderheidsbelang in Medquist, bedrijf gespecialiseerd dicteerappartuur voor medici, wordt in 2006 weer verkocht
verkoopt automatiseringdochter Origin aan het Franse Atos, omzet 5,7 miljard gulden, 16.000 werknemers, tot 2005 bleef Philips aandeelhouder.
- 2001: Philips en LG starten de joint venture LG.Philips Displays. Productie van "oude" Beeldbuis, omzet 6 miljard dollar, 36.000 werknemers

Philips introduceert in samenwerking met Douwe Egberts het succesvolle Senseo koffiezetsysteem in Nederland. Vanaf 2002 volgt de introductie in andere landen
Stopt met productie van mobiele telefoons, gaat samenwerken met China Electronics Corporation (CEC)
Verkoop van het merk Marantz aan Marantz Japan
- 2002: Er vindt een gijzeling plaats in de Rembrandttoren in Amsterdam. De gijzelnemer vermoedt een complot rond breedbeeldtelevisies. Nadat de man maandenlang verschillende media had bestookt, gijzelt hij uiteindelijk werknemers van het kantoorpand, waar tot enkele maanden voor de gijzelingsactie Philips zetelde. Tijdens de actie pleegt de man zelfmoord, maar er raken verder geen mensen gewond

De afdeling CCD-beeldsensor verkocht aan Dalsa
- 2004: Philips introduceert ambilight, een achtergrondverlichtingssysteem dat de waargenomen beeldkwaliteit versterkt

Philips ruilt de tien jaar oude reclameleus Let's make things better in voor Sense and simplicity. Hiermee wil Philips aangeven dat zijn producten slim van binnen zijn en eenvoudig in gebruik
Beursgang van electronisch kaartmaker NAVTEQ, aantal werknemers 1400, omzet 270 miljoen dollar
- 2005: Dochteronderneming Polymer Vision presenteert een zakcomputer met oprolbaar elektronisch scherm, de Readius

Overname van Lumileds, producent van leds, een joint venture tussen Philips en Agilent Technologies opgericht in 1999.
Koopt Stentor, IT-producent van systemen voor het verspreiden en archiveren van digitale röntgenfoto's.

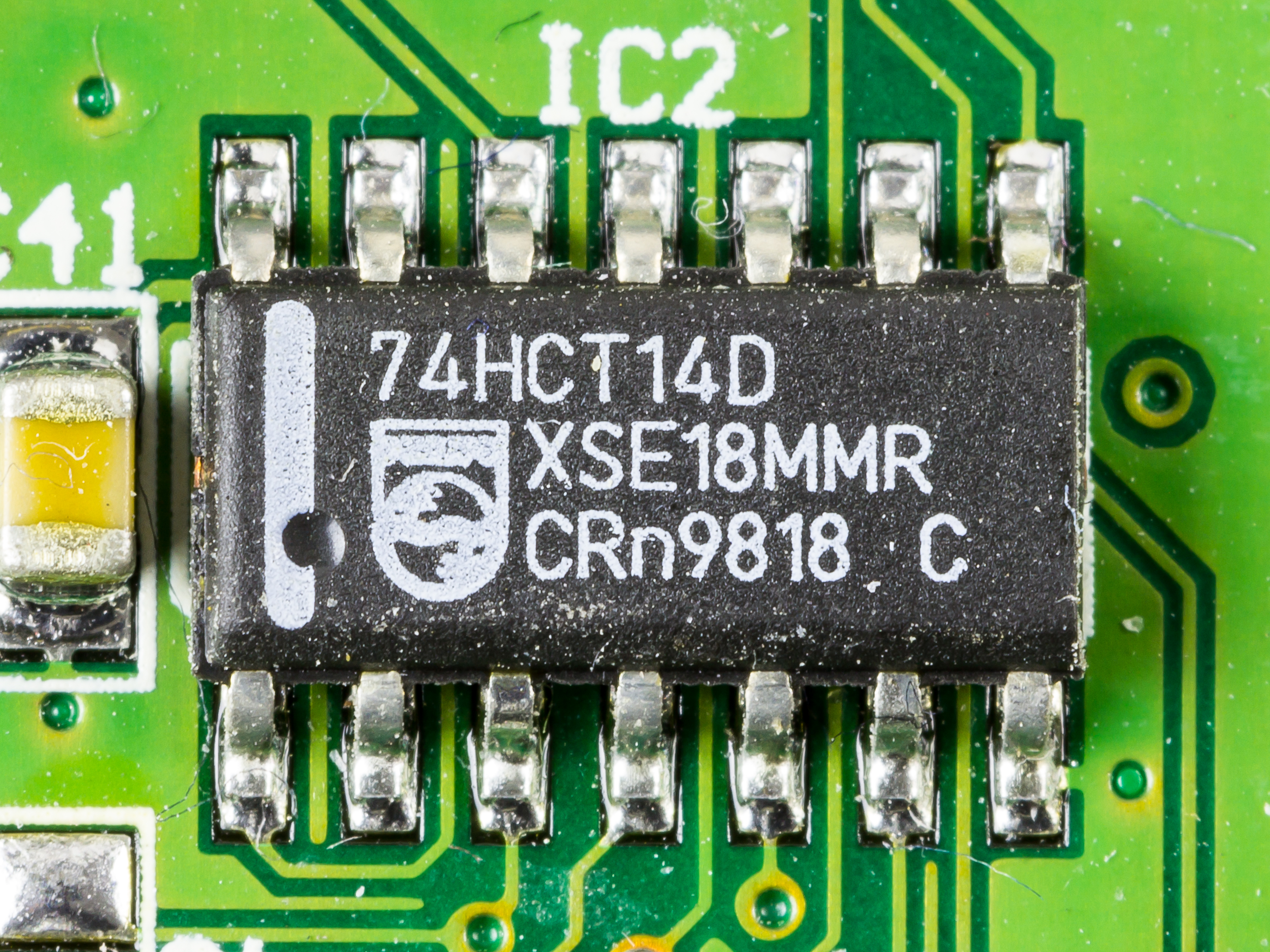
Chip

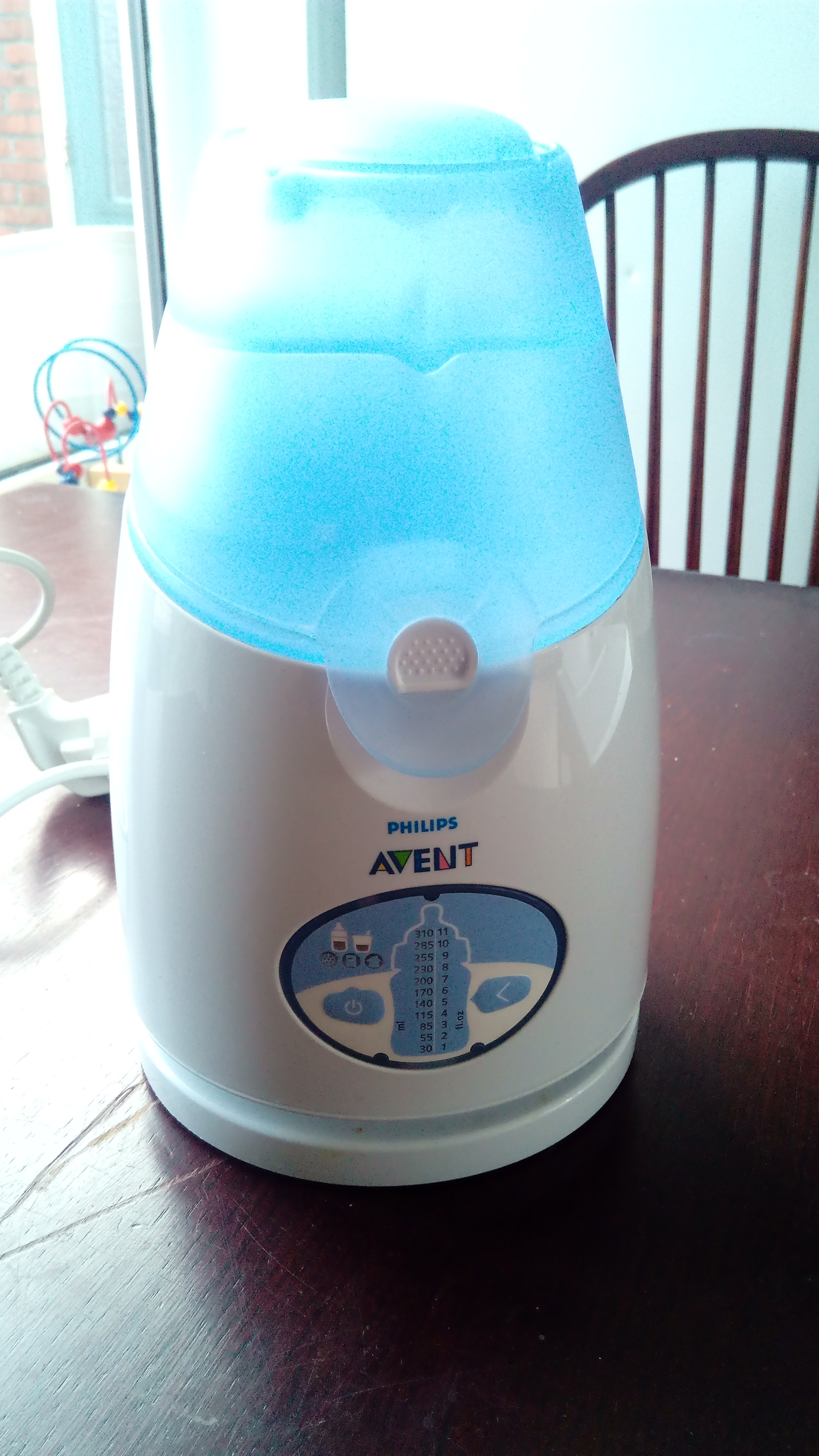
flessenwarmer

- 2006: Philips verkoopt divisie Semiconducters met behoud van een belang van 19,9%, de nieuwe onderneming gaat verder als NXP Semiconductors, founded by Philips, omzet 4,6 miljard euro, aantal medewerkers 37.000[57]

Verzelfstandiging van Anteryon, bedrijf gespecializeerd in micro-optische producten zoals lenzen
Spin-off Liquavista, ontwikkelaar van beeldschermen op basis van electrowetting-technologie, in 2011 overgenomen door Samsung, in 2013 door Amazon
Verkoopt aan VDL Groep de Philips Machinefabrieken, hernoemd in 2000 als Philips Enabling Technologies Group (ETG), aantal werknemers 1650, omzet 230 miljoen euro
Koopt Massive, een Belgisch producent van verlichtingsarmaturen.
Koopt Avent, producent van babyvoedingaccessoires.
Koopt Witt Biomedical, Amerikaans bedrijf actief in cardiovasculaire hemodynamiche monitoring.
Koopt het Amerikaanse Lifeline Systems, een medische alarmserviceorganisatie.
Koopt ULM Photonics GmbH, producent van speciale laserdiode.
LG.Philips Displays, producent van beeldbuizentelevisies gaat failliet.

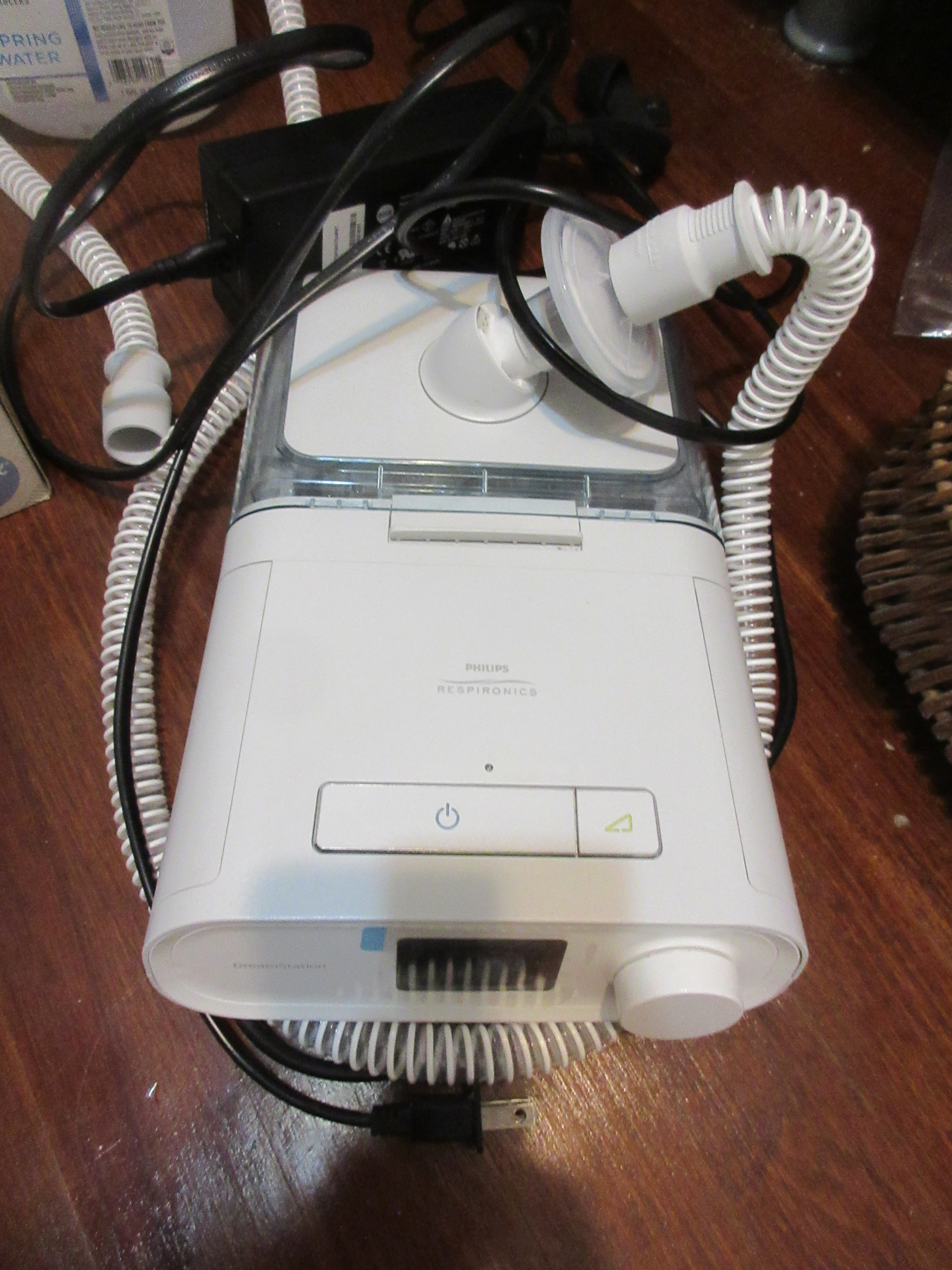
Slaapapneu-apparaat

- 2007: Philips maakt bekend de divisies Consumentenelektronica en Huishoudelijke Apparaten samen te voegen tot de divisie Consumer Lifestyle, daarmee voortgaand op de weg van technologiebedrijf naar een bedrijf dat Gezondheid en Leefstijl ('Health and Lifestyle') als productfilosofie heeft. Philips heeft dan nog drie sectoren: 'Lighting', 'Consumer Lifestyle', en 'Healthcare'.

Koopt het Amerikaanse Respironics, producent van ademhalingsaparatuur voor slaapapneu.
Koopt van Amerikaanse Genlyte Group, producent van lichtarmaturen.
Spin-off uit Philips Design, de firma Shapeways, een 3D-printservicebedrijf.
Spin-off uit Philips Research, Silicon Hive, producent van herprogrameerbare computersoftware, in 2011 overgenomen door Intel.
- 2008: Introductie van flatscreen-televisies met WOWvx-technologie op de markt.

Verkoop van spraakherkenningsofware Philips Speech Recognition Systems GMBH (PSRS) aan Nuance Communications.
Spin-off van Civolution, ontwikkelaar van digitale watermerken.
- 2009: Philips neemt de Italiaanse koffiemachinefabrikant Saeco over.

Het Chinese TPV Technology verkrijgt de wereldwijde licentierechten over de computermonitoren en richt de firma MMD op.
Verkoopt de laatste aandelen in LG Display, de joint venture tussen Philips en LG om lcd-displays te maken.
Verkoopt laatste aandelen in chipsfabrikant TSMC.
- 2011: Spin-off uit R&D van het bedrijf Sapiens Steering Brain Stimulation, ontwikkelaar van een sonde met elektroden voor hersenen, in 2014 gekocht door Medtronic voor 150 miljoen euro.[70]
- 2012: Philips sluit een joint venture met het Chinese TPV Technology onder de naam TP Vision voor het ontwerp, en de productie, distributie, marketing en verkoop van Philips-televisies met uitzondering van China, India, de Verenigde Staten, Canada, Mexico en enkele landen in Zuid-Amerika
- 2012: Philips krijgt met LG een boete van 509 miljoen euro boete vanwege frauduleuze kartelvorming in de TV markt. Tussen 1996 en 2006 maakte Philips in het grootste geheim afspraken met zes concurrenten als Samsung en Toshiba over de prijzen van beeldbuizen. Hierbij zijn nauw betrokken Philips-topman Frans van Houten en Philips Research hoogste baas Ad Huijser, beiden commissaris bij LG.Philips Displays (LPD), een joint venture van Philips en LG.[71][72]
- 2013: De verkoop van de Lifestyle Entertainment groep, bestaande uit de onderdelen Audio, Video, Multimedia en Accessories, gaat niet door. Met de verkoop zouden 2000 medewerkers over gaan naar de Japanse koper Funai Electric Company. Koninklijke Philips Electronics N.V. verandert van naam, de nieuwe naam is Koninklijke Philips N.V.[73]
- 2014: Philips verkoopt alsnog haar Lifestyle Entertainment-divisie aan het Amerikaanse Gibson Guitar Corporation voor 135 miljoen dollar. 1900 werknemers gaan over[74]

verkoopt zijn 30% aandeel in TP Vision en stopt met televisie productie en verkoop
Philips gaat zich opsplitsen in twee aparte zelfstandige bedrijven, een voor verlichting en een voor gezondheid en consumenten (Healthtech)
Neemt firma Volcano Corporation over, producent van ultrasone katheters, beeld- en meetapparatuur voor bloedvaten.
- 2016: Philips Lighting, met een omzet van 7 miljard euro en 34.000 werknemers, kreeg een eigen notering op de aandelenbeurs.[77]

Koopt medisch IT sofwarebedrijf Wellcentive.
Verkoopt van 80% van de aandelen Lumileds aan Apollo Global Management.
- 2017: Overname van RespirTech, producent van apparatuur voor chronische longaandoeningen.[79]

Overname voor 1,9 miljard euro van het Amerikaanse Spectranetics, gespecialiseerd in beeldtechnologie via katheters van bloedvaten. Koopt katheter startup CardioProlific en koopt producent van hersenscanapparatuur Electric Geodesics Inc.
Koopt app-producent van zwangerschapsbegeleiding Health & Parenting, en Tomtec softwarebedrijf voor de analyse van echo-beelden.
Koopt Analytical Informatics over, een softwareontwikkelaar in radiologisch onderzoek.
Koopt Forcare software voor communicatie tussen medische systemen. en VitalHealth uit Ede, een softwarebedrijf voor online zorgverlening.

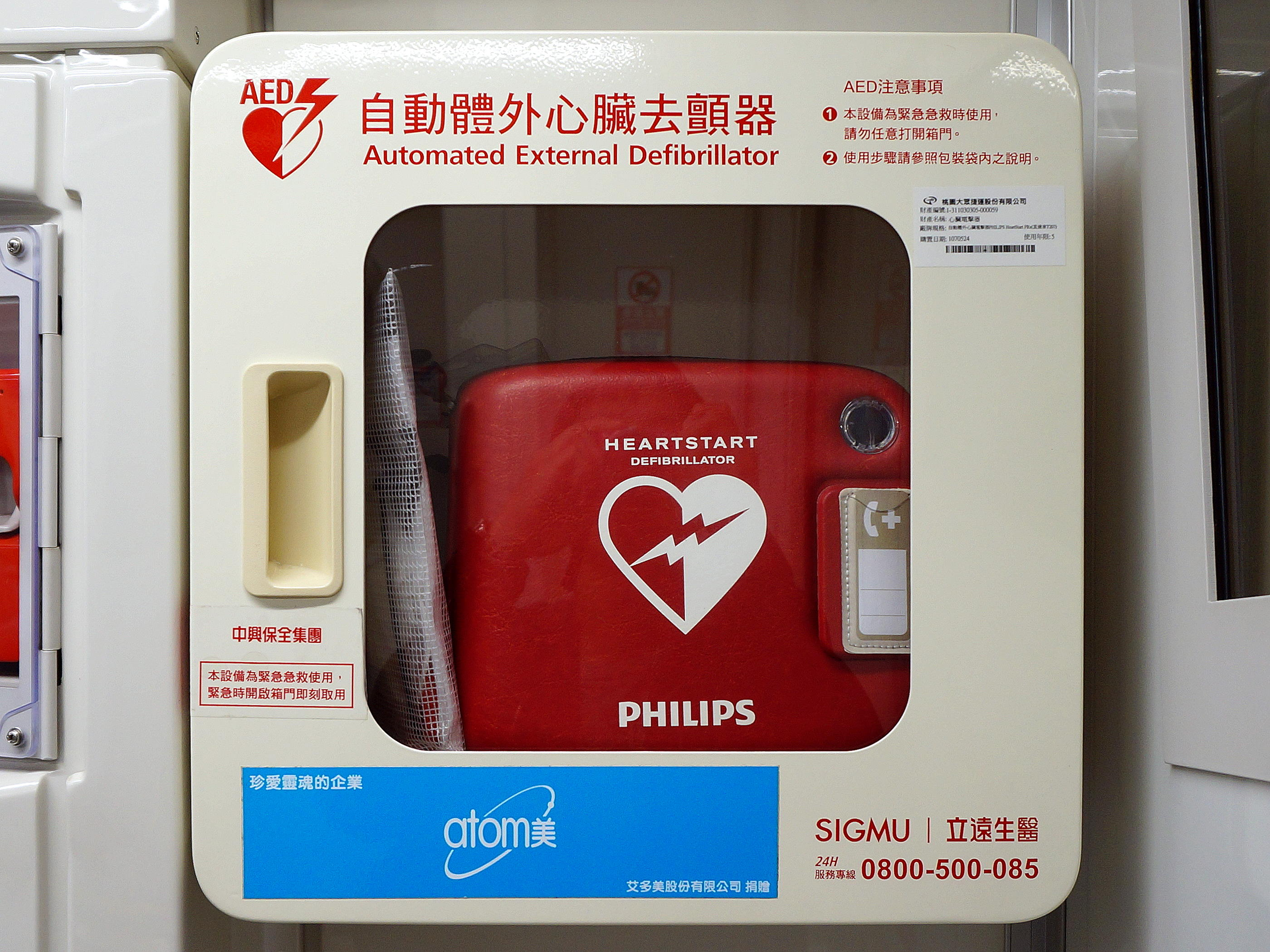
AED

- 2018: Philips Lighting gaat verder onder een nieuwe naam, genaamd Signify.

Het gebruik van de merknaam Philips voor audio-artikelen gaat naar TP vision na het faillissement van Gibson. Koop van start-up NightBalance, een producent van apparatuur tegen slaapapneu.
Koopt start-up EPD Solution voor 250 miljoen euro, een producent van 3D-beeldvormende software voor het hart. en koopt de Remote Diagnostic Technologies, een producent van patiënt monitors en defribrilators
Neemt softwarefirma Blue Willows Systems over die gespecialiseerd is in locatie monitoring van patiënten.
- 2019: Philips neemt de afdeling gezondheidszorg informatie systeem over van de firma Carestream Health.[93]
- 2020: Aankoop van Intact Vascular, producent van implantaten om vaatziekten in benen te behandelen, voor 306 miljoen euro.[94]

Philips koopt voor 2,3 miljard euro het Amerikaanse BioTelemetry, een leverancier van systemen om hartpatiënten op afstand te bewaken.

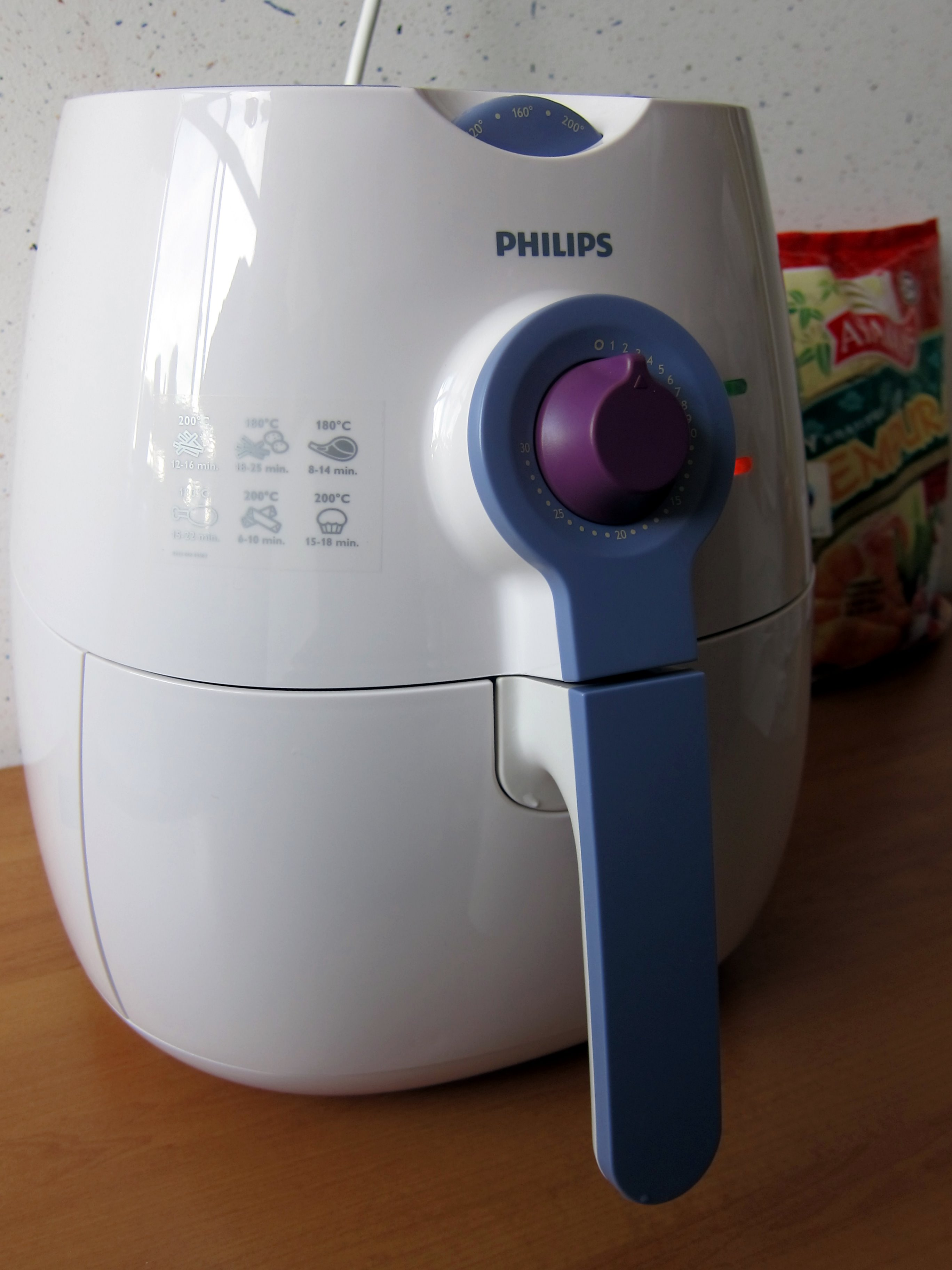
Airfryer

- 2021: Philips koopt het Amerikaanse IT-bedrijf Capsule Technologies voor 530 miljoen euro.[96] Het bedrijf levert software waarmee data van verschillende medische apparaten wordt uitgewisseld en bijgehouden. Capsule is in 1997 opgericht, telt zo'n 300 medewerkers en behaalde een omzet van US$ 100 miljoen.

Verkoop van Philips' huishoudelijke divisie met een omzet van 2 miljard euro voor 4,4 miljard euro aan de Chinese investeerder Hillhouse Capital, waarvan 700 miljoen euro om 15 jaar de merknaam Philips te mogen gebruiken; 7500 werknemers gaan over naar de nieuwe eigenaar. De divisie gaat verder onder de naam Versuni.
In april maakte Philips bekend dat er problemen zijn met de de DreamStation-apparatuur die mogelijk gezondheidsrisico’s opleveren. Het isolatieschuim, met kankerverwekkende stoffen, van de slaapapneu-machines kan loskomen en door de gebruiker worden ingeademd. In juni begon Philips een grote terugroepactie van 3,5 miljoen DreamStation-exemplaren wereldwijd. Het bedrijf trof een voorziening van 700 miljoen euro om de kosten van deze actie te dekken.
- 2022: In oktober maakte Philips een reorganisatie bekend waarbij 4000 banen, waarvan 800 in Nederland, gaan verdwijnen.[99] Aanleiding hiervoor zijn de aanhoudende slechte resultaten.
- 2023: In januari worden nog eens 6000 banen geschrapt.[100] In Nederland verdwijnen er 1100, met name bij Philips in Best en op de High Tech Campus in Eindhoven.[100] Ongeveer de helft van de banen verdwijnen dit jaar en de rest in 2024. Philips Research gaat de focus verleggen naar  beeldgestuurde chirurgie, echografie, patiëntbewaking en persoonlijke verzorging, dit zijn gebieden waar Philips sterk in wil zijn.[100] Na deze reorganisatie zal Philips wereldwijd minder dan 70.000 werknemers tellen.
- 2024: Bereikt akkoord en schikt ter waarde van 1,1 miljard dollar in USA met 60.000 gebruikers over beschadigde ventilators voor slaapapneu. Het afbrokkelend schuim van deze toestellen is carcinogeen verdacht.[101] Philips stopt tevens met verkoop van deze toestellen in de Verenigde Staten.[102]

### Bestuursvoorzitters

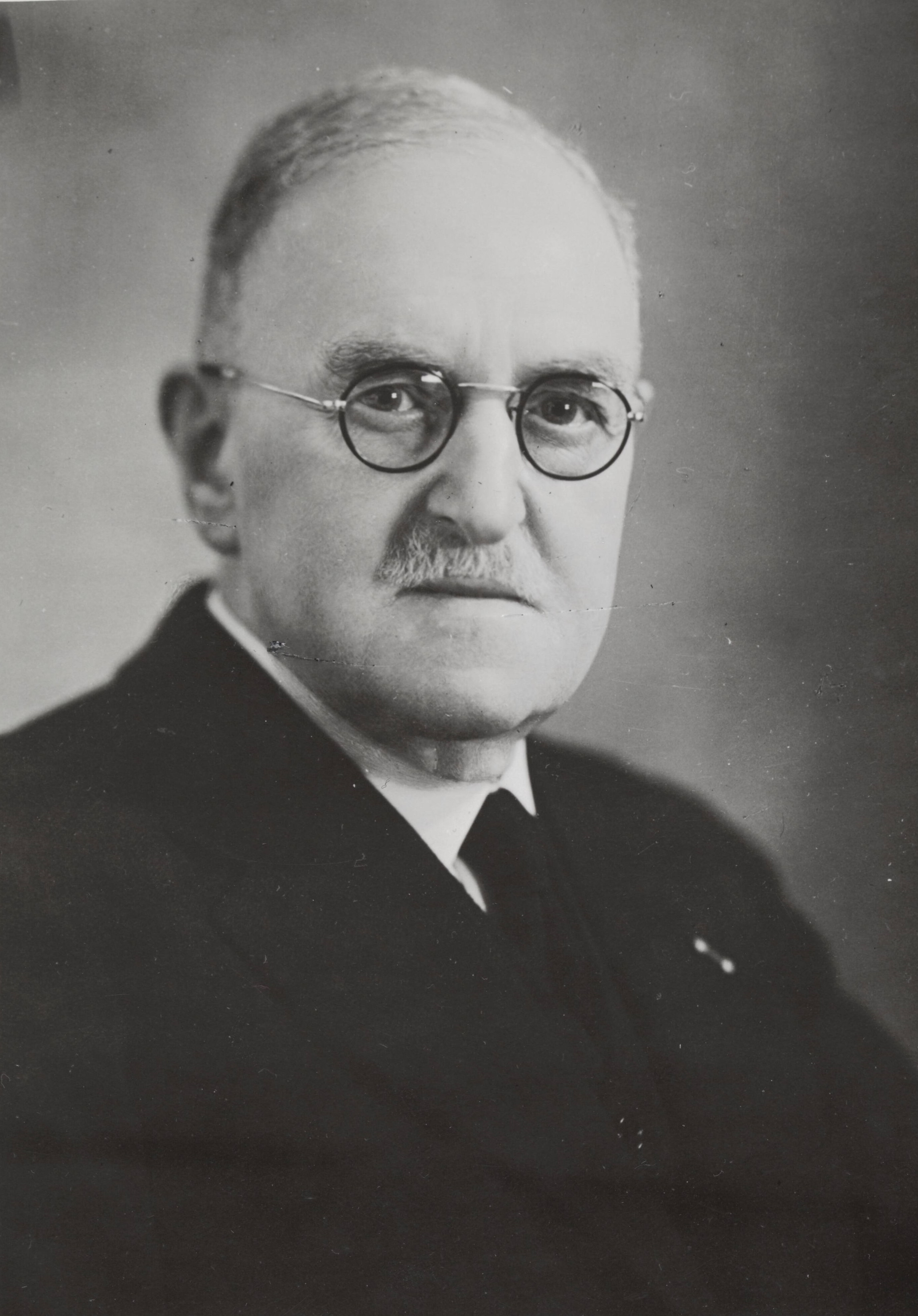
Gerard Philips

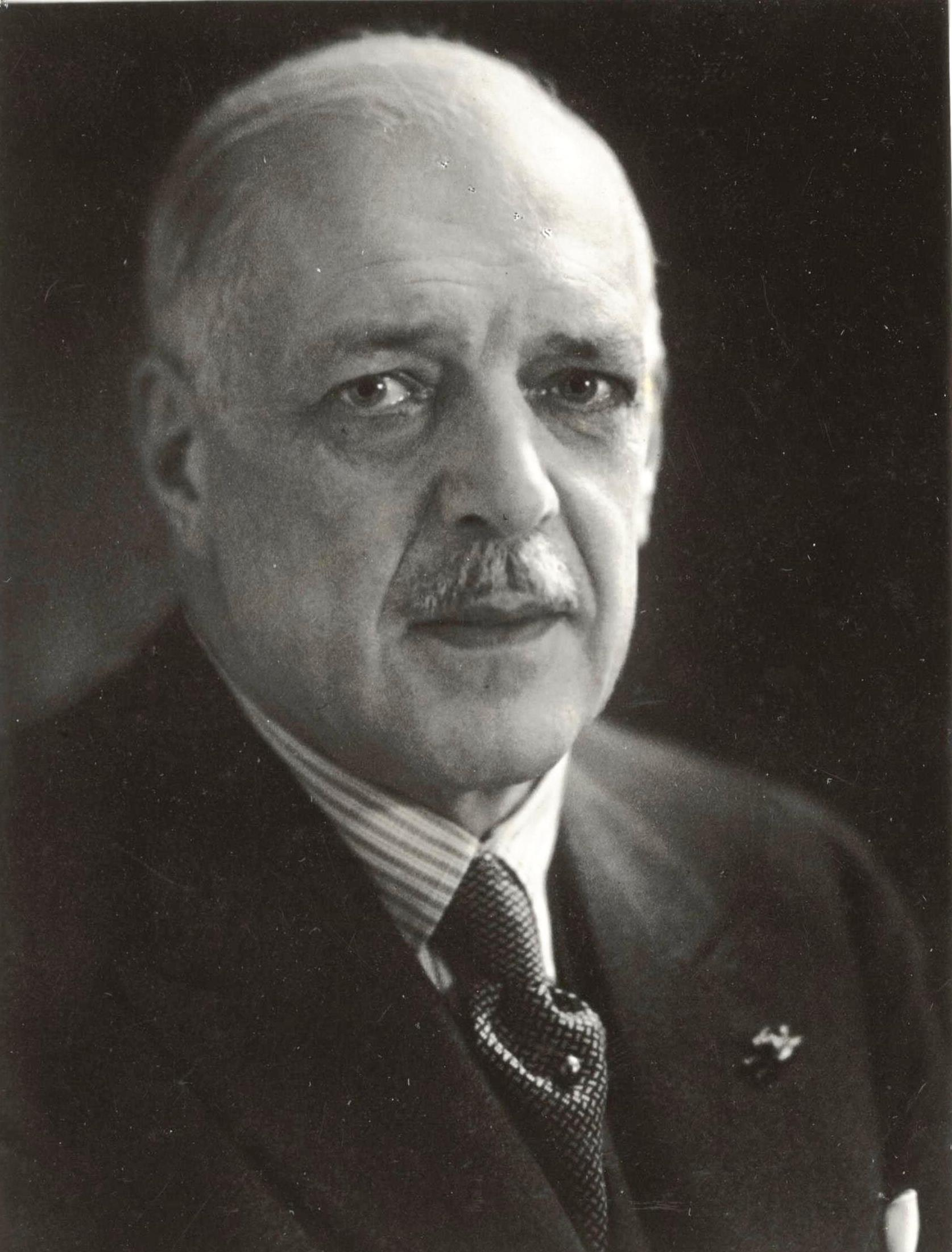
Anton Philips

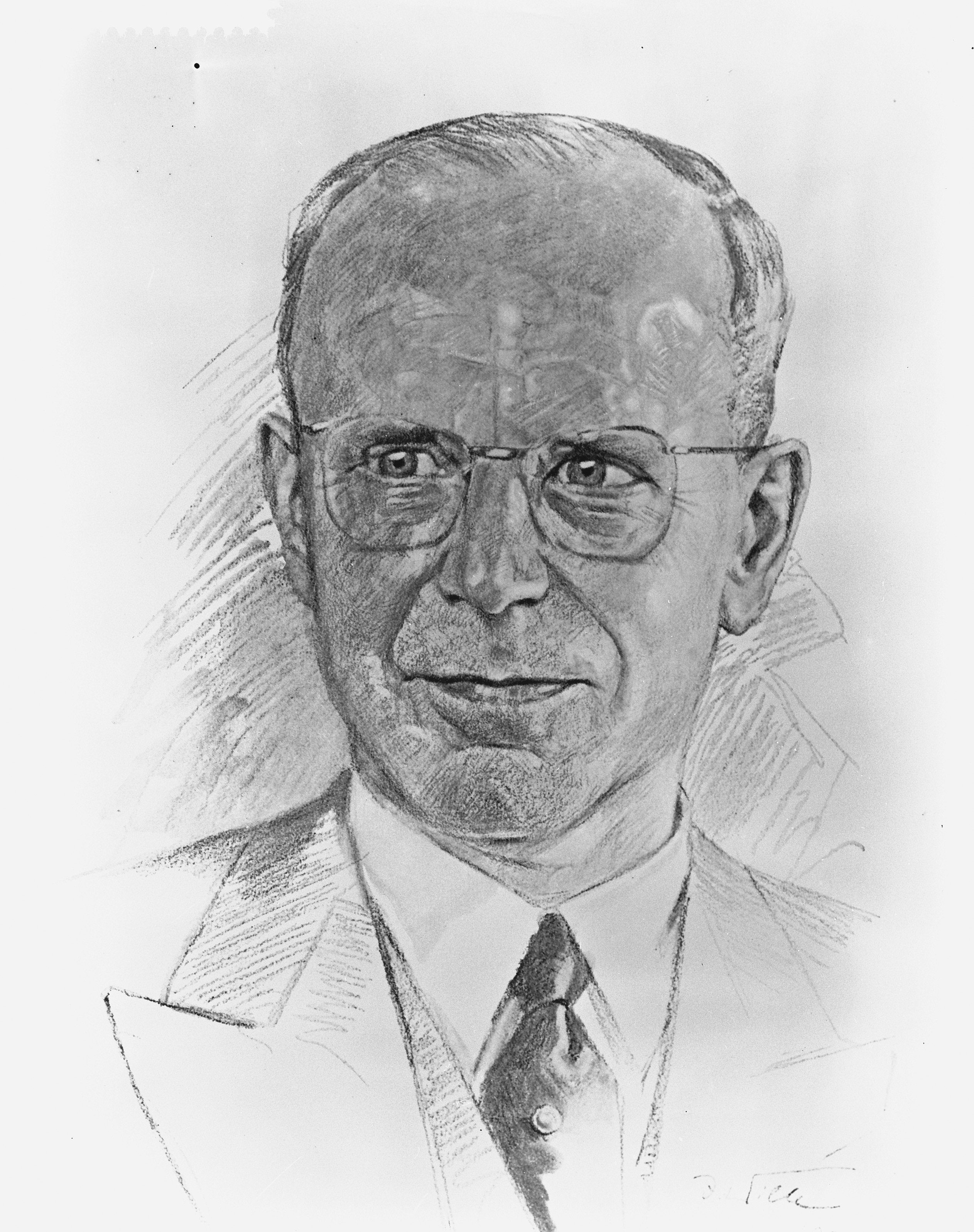
Frans Otten

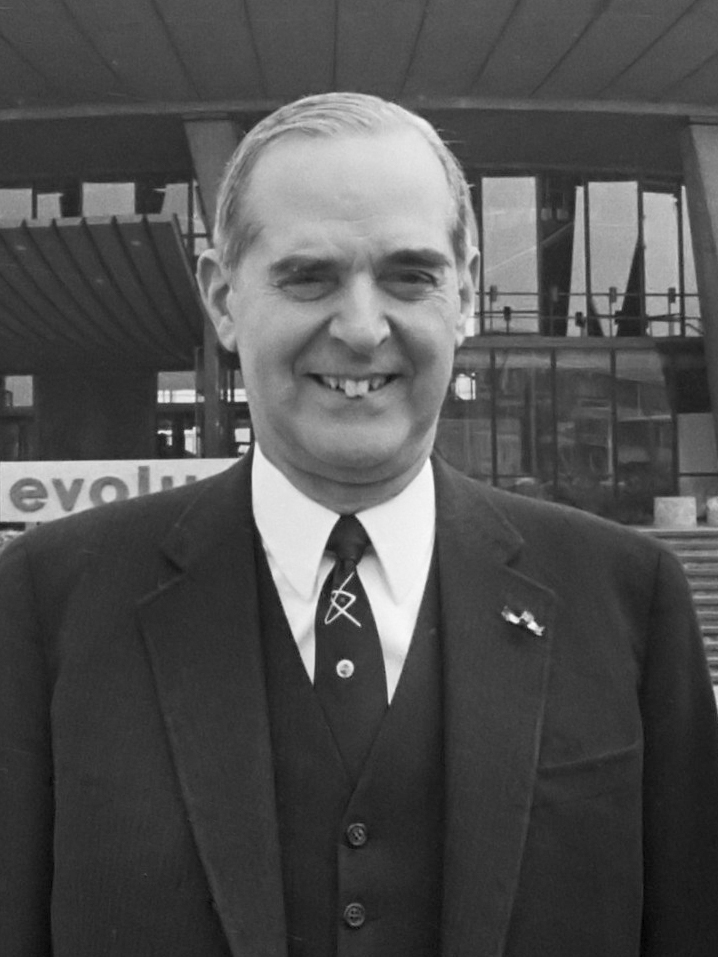
Frits Philips

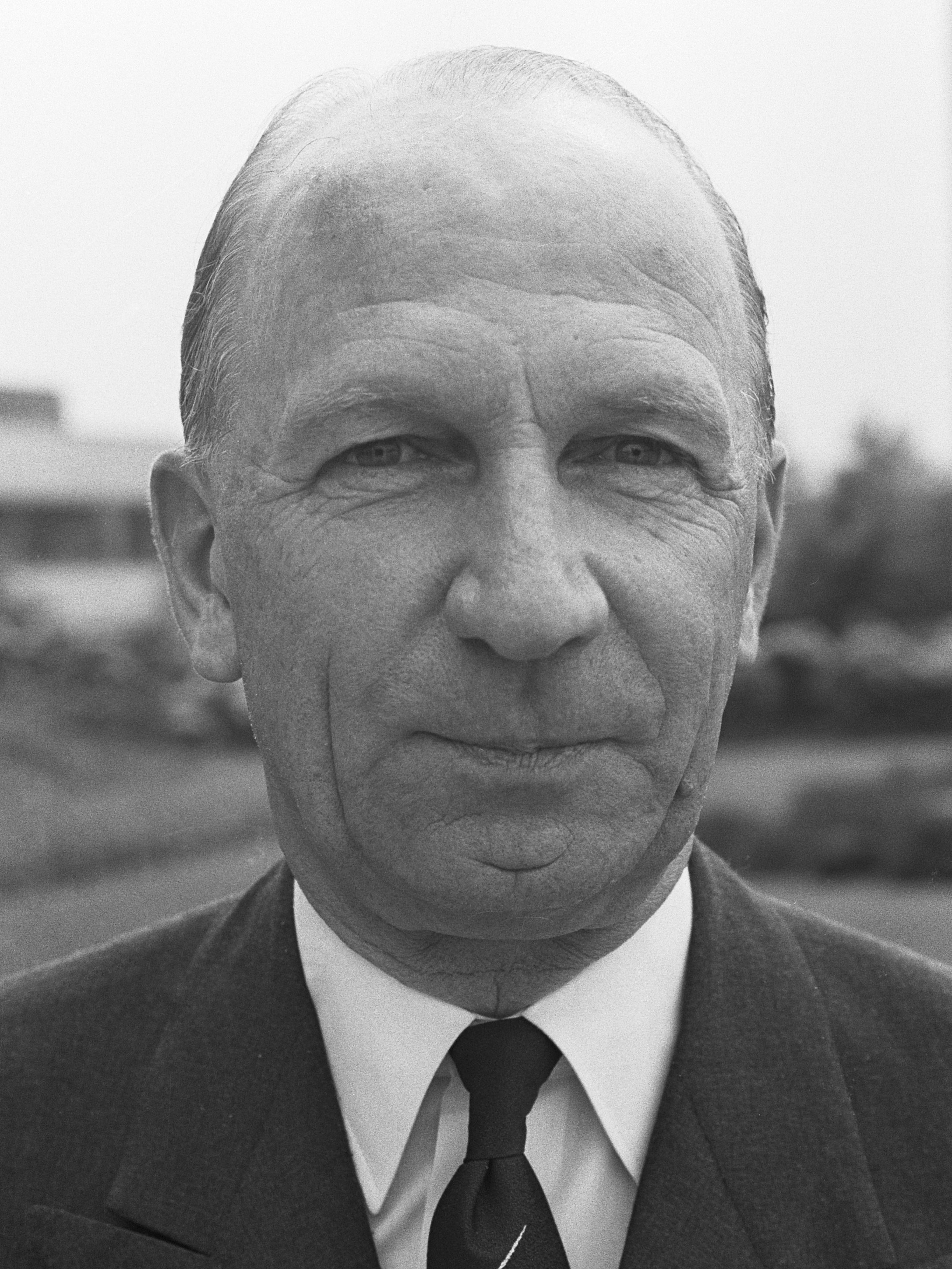
Henk van Riemsdijk

- 1891-1899: Frederik Philips
- 1899-1922: Gerard Philips
- 1922-1939: Anton Philips
- 1939-1961: Frans Otten
- 1961-1971: Frits Philips
- 1971-1977: Henk van Riemsdijk
- 1977-1981: Nico Rodenburg
- 1982-1986: Wisse Dekker
- 1986-1990: Cor van der Klugt
- 1990-1996: Jan Timmer
- 1996-2001: Cor Boonstra
- 2001-2011: Gerard Kleisterlee
- 2011-2022: Frans van Houten
- 2022-heden: Roy Jakobs

### President-commissarissen
- 1977-1986: Henk van Riemsdijk
- 1986-1994: Wisse Dekker
- 1994-1999: Floris Maljers
- 1999-2005: Lo van Wachem
- 2005-2008: Wim de Kleuver
- 2008-2011: Jan-Michiel Hessels
- 2011-2021: Jeroen van der Veer
- 2021-heden: Feike Sijbesma

### Financieel directeuren
- 1960-1968: Cor Dillen
- 1968-1997: Dudley Eustace
- 1997-2005: Jan Hommen
- 2008-2015: Ron Wirahadiraksa
- 2015-2024: Abhijit Bhattacharya
- 2024-heden: Charlotte Hanneman

## Beeldmerk
Het beeldmerk van Philips is omstreeks 1930 ontstaan. Het bestaat uit een cirkel (die de aarde symboliseert), waarin drie horizontale golflijnen (die de radiogolven symboliseren). Linksboven en rechtsonder staan twee vierpuntige sterretjes (zoals sterren vaak verschijnen als ze door een vierkant diafragma gefotografeerd worden). Deze sterren symboliseren het licht.
Boven het cirkelvormige beeldmerk staat vaak de naam PHILIPS, met het geheel in een kader dat de vorm heeft van een wapenschild.
Het beeldmerk werd in 1994 afgeschaft en vervangen door enkel de naam PHILIPS in blauwe letters. In 2008 werd het oude beeldmerk weer in ere hersteld. In 2013 werden enkele wijzigingen aangebracht. Er zijn nu slechts twee golflijnen, de golflengte is langer en de sterretjes zijn anders geplaatst. Daarnaast heeft de bovenkant van het schild sinds de modernisering een lichte bolling.
De sterretjes uit het beeldmerk sieren de klokken van de Philips-beiaard, voorheen bij het Evoluon, thans in de Sint-Catharinakerk.

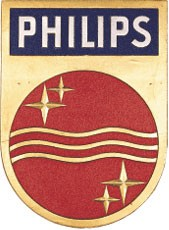
Logo van 1950 tot 1968
Logo van 1968 tot 1994
Logo van maart 2008 tot 2013
Logo sinds 2013
Tekst logo sinds 1968
Tekst logo sinds maart 2013

## Resultaten

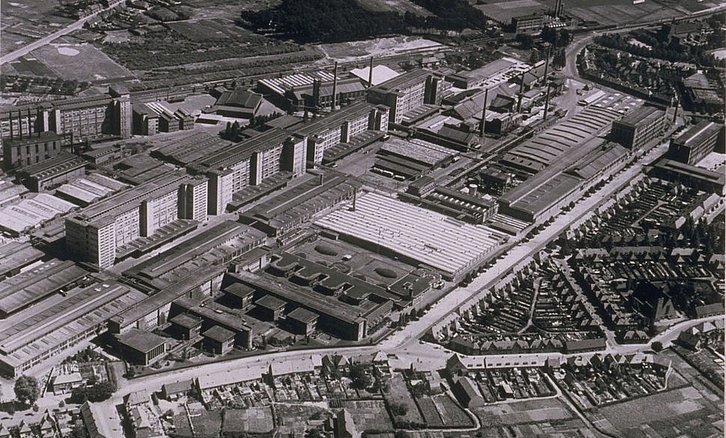
Philips Strijp Eindhoven jaren 30

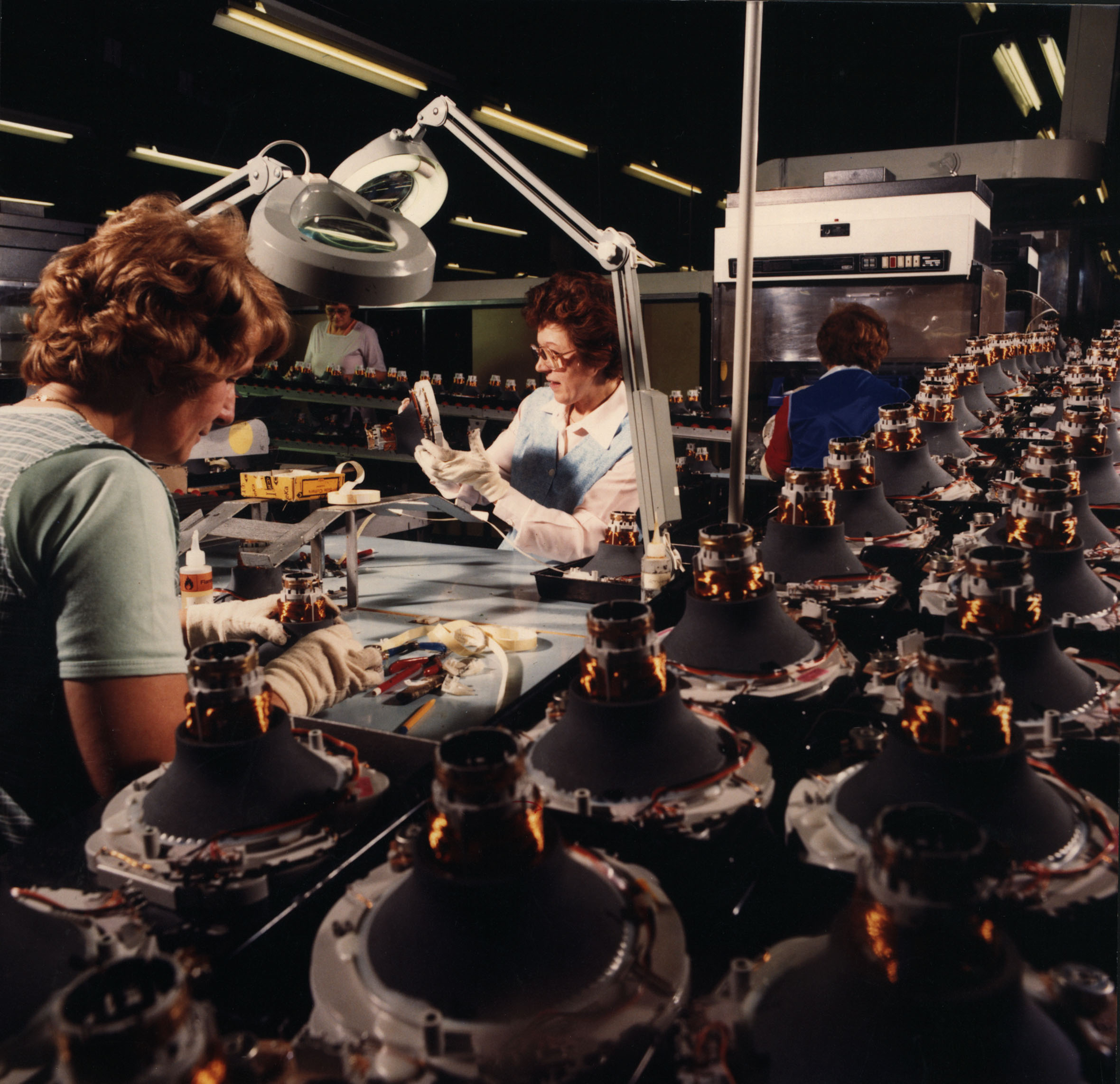
Vrouwen werkend in Philipsfabriek in de jaren 70

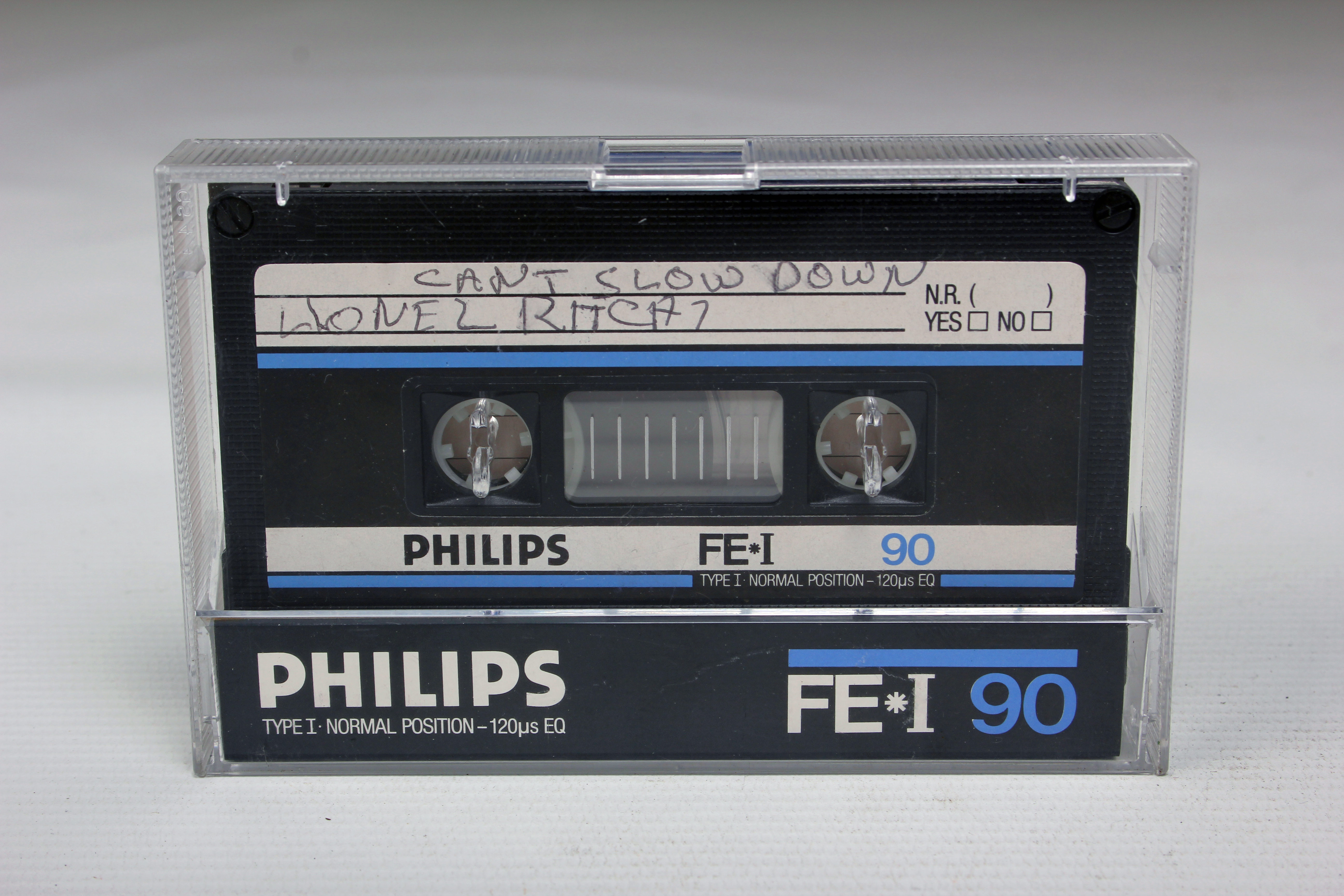
Cassetteband

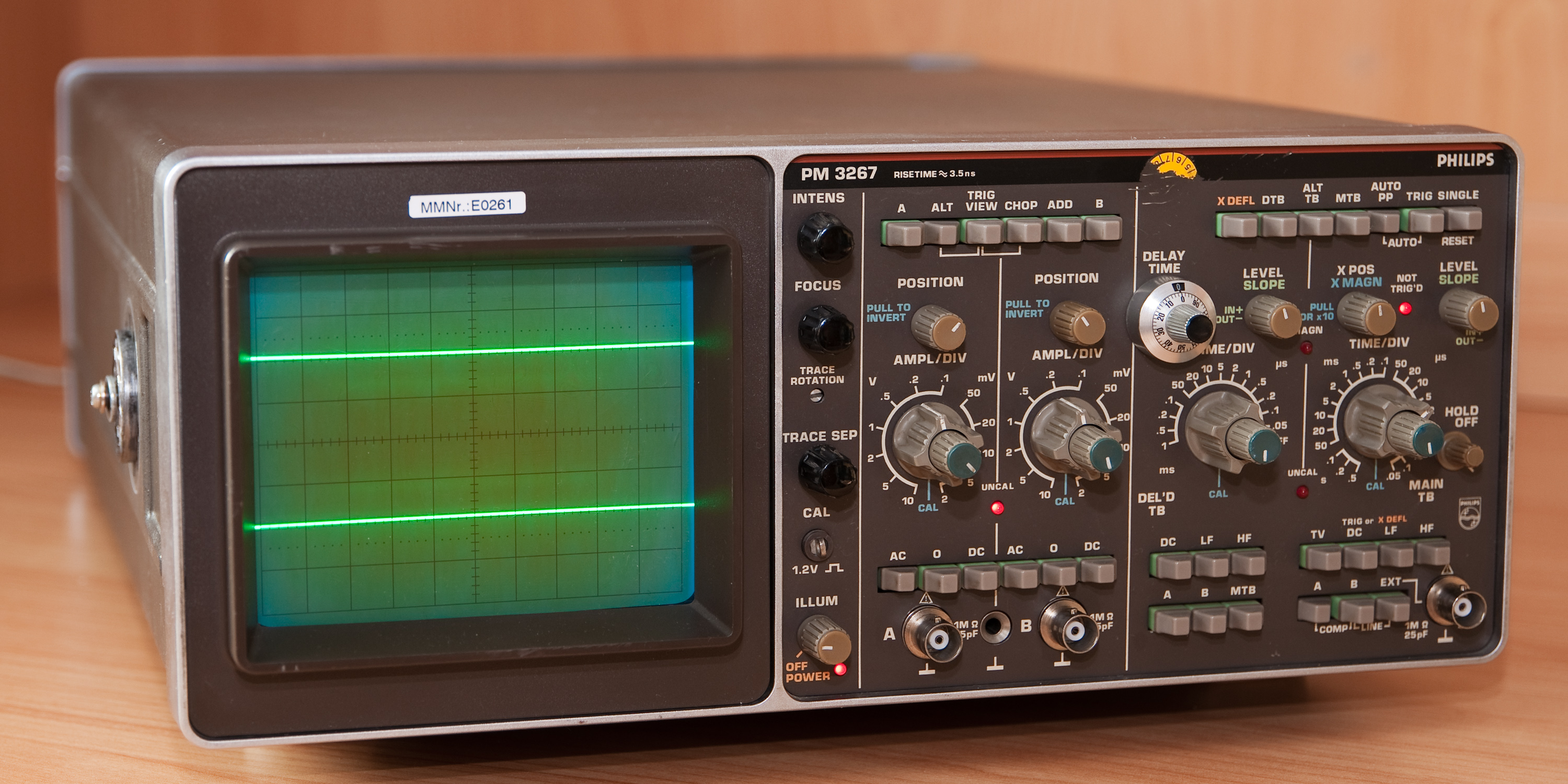
Oscilloscoop

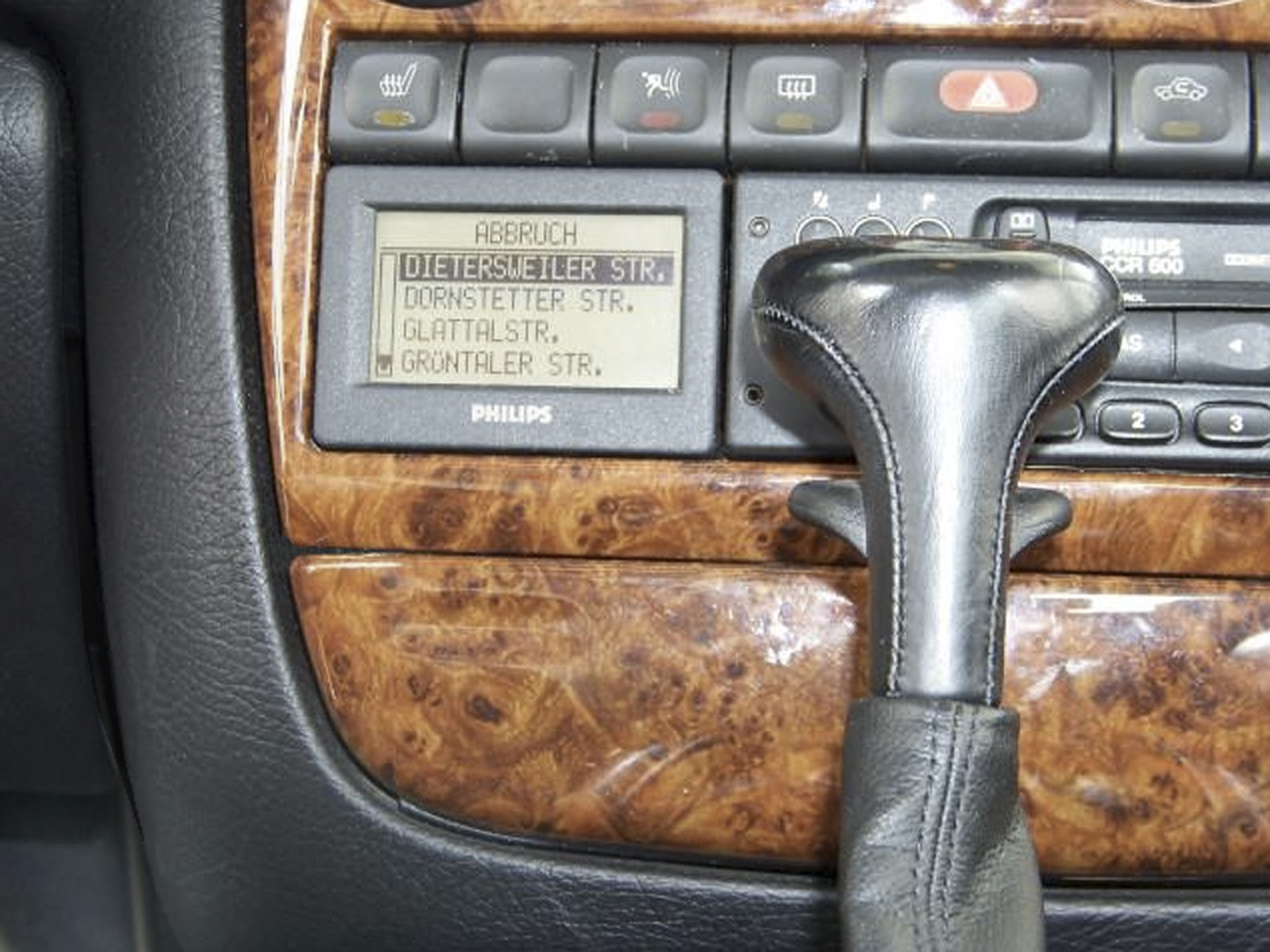
Autoradio en GPS 1995

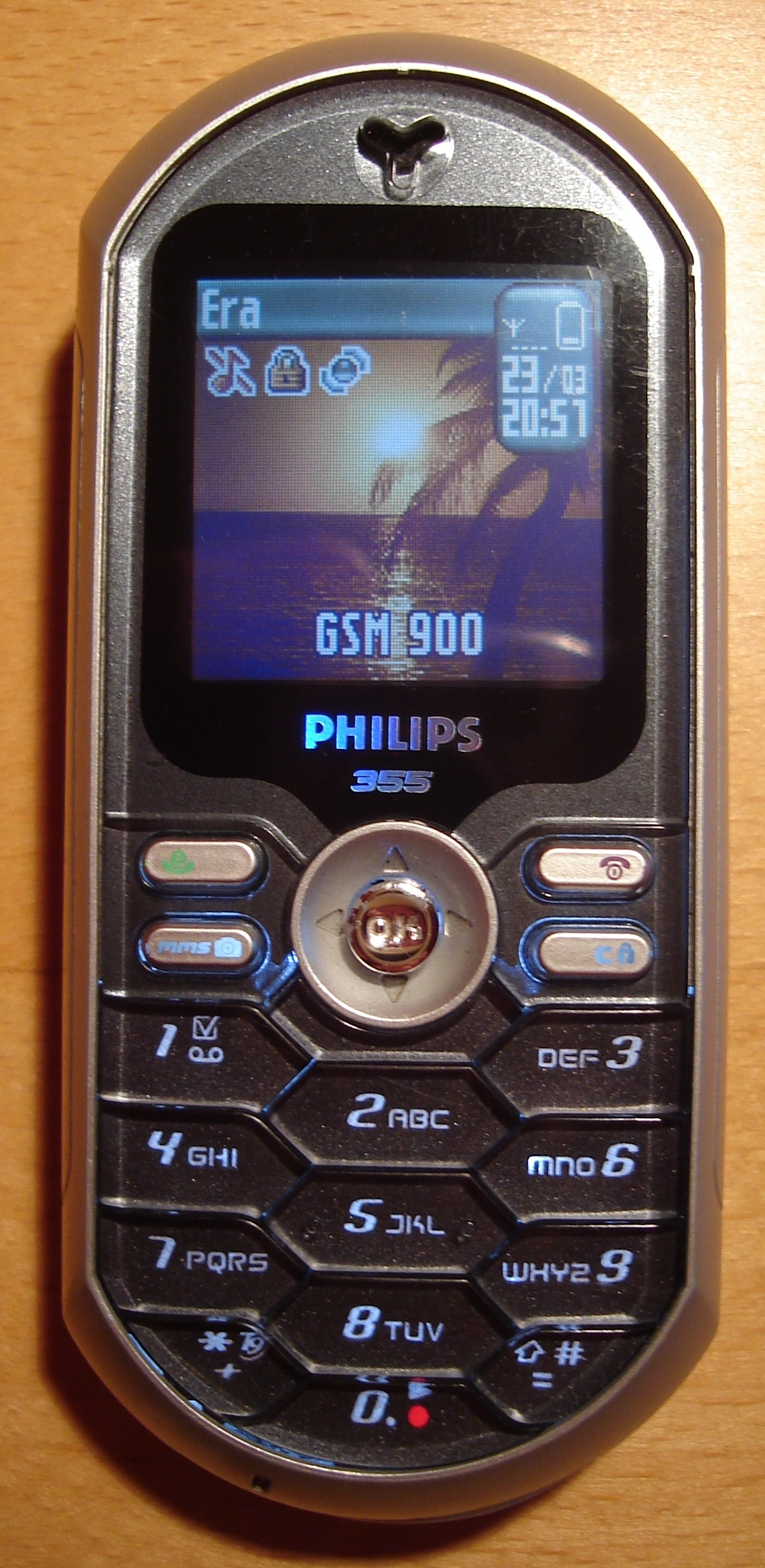
Mobiele telefoon

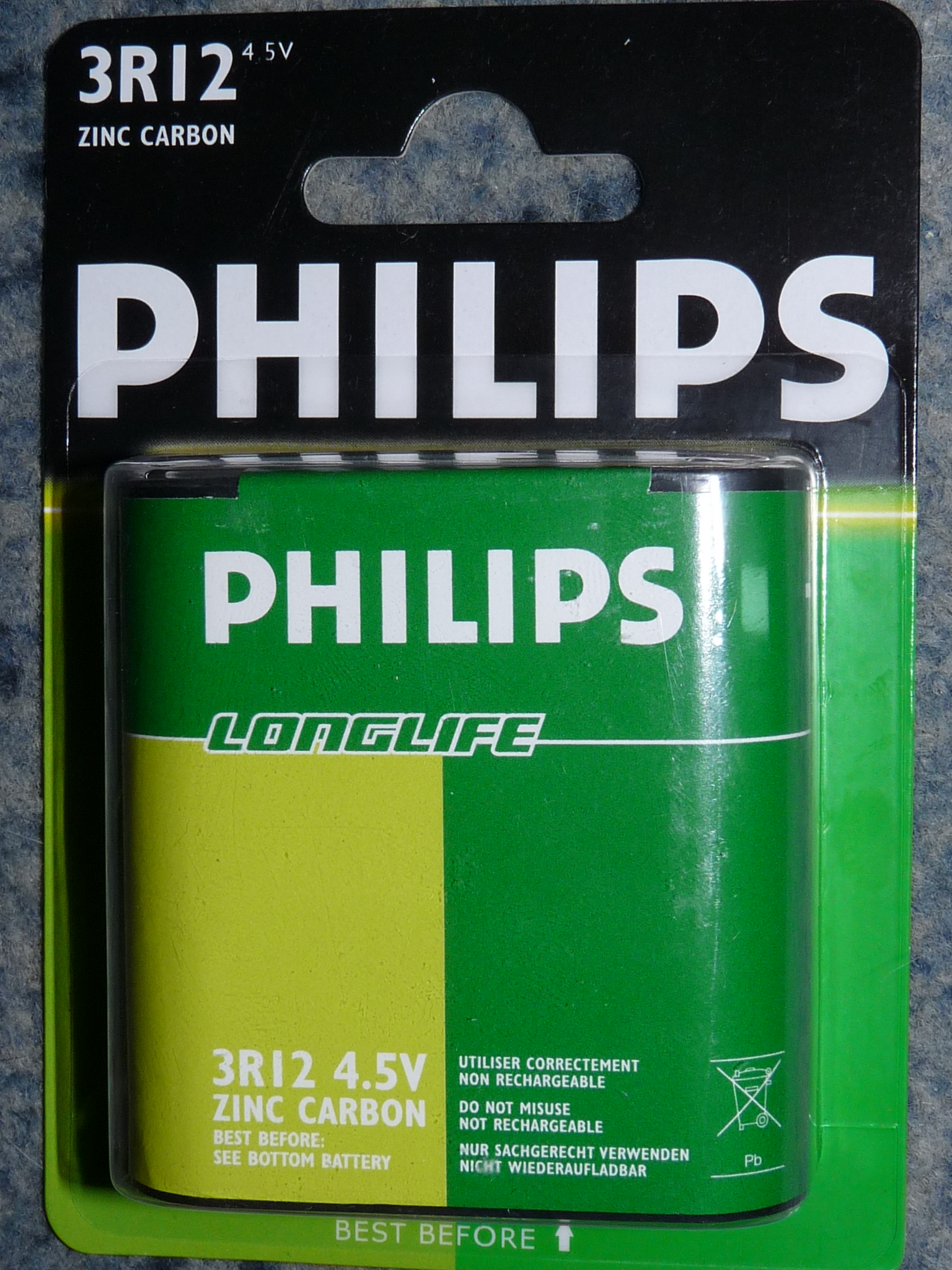
Batterij

| Jaar | Omzet (×€ miljard) | Nettoresultaat   | Werknemers                          |
| ---- | ------------------ | ---------------- | ----------------------------------- |
| 1895 |                    |                  | 40                                  |
| 1900 |                    |                  | 400                                 |
| 1910 |                    |                  | 4000                                |
| 1920 |                    |                  | 6600                                |
| 1930 |                    |                  | 39.000                              |
| 1939 |                    |                  | 45.000, waarvan 19.000 in Nederland |
| 1950 | ƒ 1,0              | ƒ 48 miljoen     | 90.000 (NL: 39.000)                 |
| 1964 | ƒ 7                | ƒ 404 miljoen    |                                     |
| 1965 |                    |                  | 252.000 (NL: 85.000)                |
| 1979 | ƒ 33,2             | ƒ 564 miljoen    | 379.000                             |
| 1980 | ƒ 36,5             | ƒ 328 miljoen    | 372.600                             |
| 1981 | ƒ 42,4             | ƒ 357 miljoen    | 348.100                             |
| 1982 | ƒ 42,9             | ƒ 433 miljoen    | 336.200                             |
| 1983 | ƒ 46,2             | ƒ 647 miljoen    | 343.000                             |
| 1984 | ƒ 53,8             | ƒ 1.113 miljoen  | 344.000                             |
| 1985 | ƒ 60,0             | ƒ 919 miljoen    | 345.600                             |
| 1986 | ƒ 55,0             | ƒ 1.015 miljoen  |                                     |
| 1987 | ƒ 52,7             | ƒ 818 miljoen    |                                     |
| 1988 | ƒ 56,1             | ƒ 1.056 miljoen  | 310.300                             |
| 1989 | ƒ 57,2             | ƒ 1.347 miljoen  | 304.800                             |
| 1990 | ƒ 55,8             | ƒ –4526 miljoen  | 272.800                             |
| 1991 | ƒ 57,0             | ƒ 981 miljoen    | 240.000                             |
| 1992 | ƒ 58,2             | ƒ –900 miljoen   |                                     |
| 1993 | ƒ 58,8             | ƒ 1.970 miljoen  | 253.000                             |
| 1994 | ƒ 52,4             | ƒ 2.125 miljoen  | 253.000                             |
| 1995 | ƒ 55,7             | ƒ 2.500 miljoen  | 253.000                             |
| 1996 | ƒ 59,8             | ƒ –590 miljoen   | 250.000                             |
| 1997 | € 29,7             | € 2.602 miljoen  | 252.000                             |
| 1998 | € 30,5             | € 6.053 miljoen  | 233.686                             |
| 1999 | € 31,5             | € 1.799 miljoen  | 226.874                             |
| 2000 | € 37,9             | € 9.602 miljoen  | 219.429                             |
| 2001 | € 32,3             | € –2.475 miljoen | 188.643                             |
| 2002 | € 31,8             | € –3.206 miljoen | 170.087                             |
| 2003 | € 29,0             | € 695 miljoen    | 164.438                             |
| 2004 | € 24,9             | € 2.836 miljoen  | 161.586                             |
| 2005 | € 25,8             | € 2.868 miljoen  | 159.226                             |
| 2006 | € 27,0             | € 5.383 miljoen  | 121.732                             |
| 2007 | € 26,8             | € 4.880 miljoen  | 123.801                             |
| 2008 | € 26,4             | € –90 miljoen    | 121.398                             |
| 2009 | € 23,2             | € 426 miljoen    | 115.924                             |
| 2010 | € 22,3             | € 1.448 miljoen  | 119.775                             |
| 2011 | € 22,6             | € –1.291 miljoen | 125.241                             |
| 2012 | € 24,8             | € 231 miljoen    | 118.087                             |
| 2013 | € 22,0             | € 1.172 miljoen  | 116.082                             |
| 2014 | € 21,4             | € 411 miljoen    | 113.678                             |
| 2015 | € 24,2             | € 659 miljoen    | 117.044                             |
| 2016 | € 24,5             | € 1,4 miljard    | 114.731                             |
| 2017 | € 17,8             | € 1,9 miljard    | 73.951                              |
| 2018 | € 18,1             | € 1,1 miljard    | 77.400                              |
| 2019 | € 19,5             | € 1,2 miljard    | 80.500                              |
| 2020 | € 19,5             | € 1,2 miljard    | 81.600                              |
| 2021 | € 17,2             | € 3,3 miljard    | 78.200                              |
| 2022 | € 17,8             | € –1,6 miljard   | 77.200                              |
| 2023 | € 18,2             | € –0,5 miljard   | 69.700                              |
| 2024 | € 18,0             | € –0,7 miljard   |                                     |

Vanwege een beveiligingsprobleem met de MediaWiki Graph-software is het momenteel niet mogelijk deze grafiek weer te geven. Zodra de software is bijgewerkt zal de grafiek vanzelf weer zichtbaar worden.
Vanwege een beveiligingsprobleem met de MediaWiki Graph-software is het momenteel niet mogelijk deze grafiek weer te geven. Zodra de software is bijgewerkt zal de grafiek vanzelf weer zichtbaar worden.
Vanwege een beveiligingsprobleem met de MediaWiki Graph-software is het momenteel niet mogelijk deze grafiek weer te geven. Zodra de software is bijgewerkt zal de grafiek vanzelf weer zichtbaar worden.

## Lijst van vroegere en huidige Philips-vestigingen
Vóór 1940 had Philips slechts vestigingen in een beperkt aantal plaatsen, maar na de Tweede Wereldoorlog nam het aantal vestigingen sterk toe. In Eindhoven werden de mensen al van heinde en verre aangevoerd met het VIPRE-busnetwerk (Vervoer Industrieel Personeel Regio Eindhoven). In de hoogtijdagen ging het om honderden bussen met het overstapstation op de kruising Beukenlaan/Schootsestraat. Hier konden de mensen overstappen op bussen die hen naar de gewenste Eindhovense locatie brachten. Om aan personeel te komen, en om de werkgelegenheid in de regio te verbeteren, stichtte Philips vele vestigingen buiten Eindhoven. Hier kwam bij dat Philips ook veel bedrijven overnam, die elk soms ook weer een aantal vestigingen hadden. Vanaf 1980 ging het echter bergafwaarts met vele van deze vestigingen. Philips stootte vele bedrijven af en sloot ook een groot aantal vestigingen in de regio, wat ook ernstige sociale gevolgen kon hebben voor streken die toch al niet bedeeld waren met veel werkgelegenheid. Dit proces van concentratie en stroomlijning is nog aan de gang. In 2019 vertelde de directie het aantal fabrieken te willen terugbrengen van 50 naar 30.

## Antidemocratische donatie
Philips gaf in de periode 2021-2024 financiële steun aan Amerikaanse Congresleden die de verkiezingsuitslag van 2020 niet erkenden. De donatie bedroeg 76.000 dollar en werd gedaan binnen een half jaar na de bestorming van het Amerikaanse Capitool in 2021. Dergelijke donaties gaan doorgaans via een PAC (Political Action Committee).